# Provincia de Huelva
Huelva es una provincia española situada al oeste de la comunidad autónoma de Andalucía. Su capital es la ciudad de Huelva. Con una población de 534 734 en 2024, ocupa el puesto 29 en población por provincia a nivel nacional, además de ser la provincia menos poblada de Andalucía.
Limita al norte con la provincia de Badajoz, al este con la provincia de Sevilla, al sureste con la provincia de Cádiz, al sur con el océano Atlántico y al oeste con Portugal.
Quedó constituida como provincia en la división administrativa de 1833, conformándose con municipios hasta entonces pertenecientes al Reino de Sevilla, con excepción de dos que pertenecían a la antigua provincia de Extremadura.
Administrativamente está dividida en ochenta municipios, agrupados en seis partidos judiciales.
Su economía, al igual que en el resto de España, está dominada por el sector terciario (57 % del PIB), que incluye a la actividad turística. El sector secundario tiene un peso relativo mayor que en el resto de Andalucía, debido al importante polo químico (ligado a la minería) y a la refinería de La Rábida, fuente importante de empleo provincial. Entre las actividades del sector primario destacan la pesca, uno de sus tradicionales y principales medios de vida con una de las más importantes flotas pesqueras de España (Isla Cristina), y la nueva agricultura forzada bajo plástico, principalmente del fresón con denominación de origen (Almonte, Lepe, Rociana del Condado, Palos de la Frontera y Moguer). También, dentro del sector primario, tiene una gran tradición e importancia económica la ganadería porcina de raza ibérica de montanera, destacando la D.O.P. Jamón de Jabugo por su gran calidad y aceptación en el mercado.
Cuenta con las playas más largas del país y amplias áreas protegidas, destacando el parque natural de Sierra de Aracena y Picos de Aroche y el parque nacional y natural de Doñana.
Desde el Paleolítico Superior existe constancia de asentamientos humanos, habiendo habitado este territorio numerosos pueblos y culturas, como los fenicios, tartesios, turdetanos, romanos, visigodos, musulmanes y cristianos. Varios de estos pueblos convivieron entre sí en algunas épocas y aportaron la riqueza de sus culturas, que ha ido conformando la idiosincrasia de esta provincia.
En el siglo XIII, el territorio de la actual provincia de Huelva se incorporó a la Corona de Castilla, organizándose en realengos y señoríos, entre los que destaca el Condado de Niebla, posesión de la Casa de Medina Sidonia, junto a otros feudos organizados en torno a Huelva, Palos de la Frontera, Moguer, Ayamonte y Gibraleón. Desde entonces la provincia ha tenido una notable relevancia histórica gracias a su especial enclave marítimo, por su proximidad a la frontera con Portugal, por su cuenca minera y por la riqueza de recursos de la sierra, si bien el hecho que destaca entre todos es el Descubrimiento de América, que se gestó en estas tierras, a donde llegó Cristóbal Colón en 1485 y donde organizó su primer viaje descubridor. Hombres como los hermanos Pinzón, los Niño o los franciscanos de La Rábida resultaron fundamentales en el éxito de la empresa.

## Toponimia y símbolos
Como es común en la mayor parte de España, la provincia ha tomado su nombre de su capital, la ciudad de Huelva. Por ello comparte con ella su gentilicio oficial, onubense, en alusión al antiguo topónimo latino Onuba, que parece una derivación de la posible denominación fenicia Onos Baal, que significaría Fortaleza de Baal o Fuerza de Baal.
El escudo y la bandera de la provincia de Huelva son sus símbolos oficiales. El escudo de armas está compuesto por dos óvalos. En el derecho aparece representada una fortaleza sobre el mar con una bordura de plata en la que está escrita la leyenda Portus maris et terrae custodia. En el izquierdo figuran tres carabelas entre dos orbes en su color, sobre el mar y con bordura de plata con la leyenda: «12 de octubre. 1492. 3 de agosto». En el borde inferior lleva un cuerno de la abundancia y un caduceo. Al timbre, corona real abierta. Por su parte, la bandera es de forma rectangular, de color blanco y con un cuadrado azul en el centro.
Entre 1991 y 1998, el Servicio de Archivos de la Diputación Provincial, realizó un inventario de los escudos de armas de todos los municipios en el marco del llamado Programa de Reconocimiento Legal de Escudos y Banderas.

## Historia

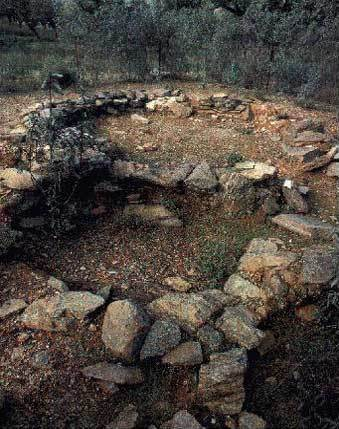
Dolmen de La Zarcita

### Prehistoria y protohistoria: cultura del bronce onubense, tartessos y turdetanos
Existe constancia de presencia humana en la zona costera desde la llegada de los primeros pobladores a la península ibérica a través del estrecho de Gibraltar. Del Neolítico datan yacimientos como el de La Dehesa en la comarca de El Condado, dólmenes como el de Soto, se encuentra en Trigueros y es uno de los más importantes de Europa[cita requerida] y otros yacimientos como el de El Pozuelo o los restos de una ciudad amurallada en La Zarcita que permiten fechar la presencia humana.
En la Edad de Bronce apareció una cultura bien identificada que entró en contacto con la Cultura del Bronce Meridional portuguesa. Uno de sus rasgos es su ritual funerario, con enterramientos colectivos en megalitos y los enterramientos individuales, con un modelo que también se desarrolló en el sur de Portugal. Todo esto hace pensar que debió existir algún tipo de contacto entre estas culturas.
De la etapa final del Bronce datan también los hallazgos de la ría de Huelva que, junto a los de la zona del Seminario de la capital, son los que probablemente convierten a la desembocadura de los ríos Tinto y Odiel en la zona de la península con presencia humana continuada más temprana, remontándose esta a 3000 a. C.

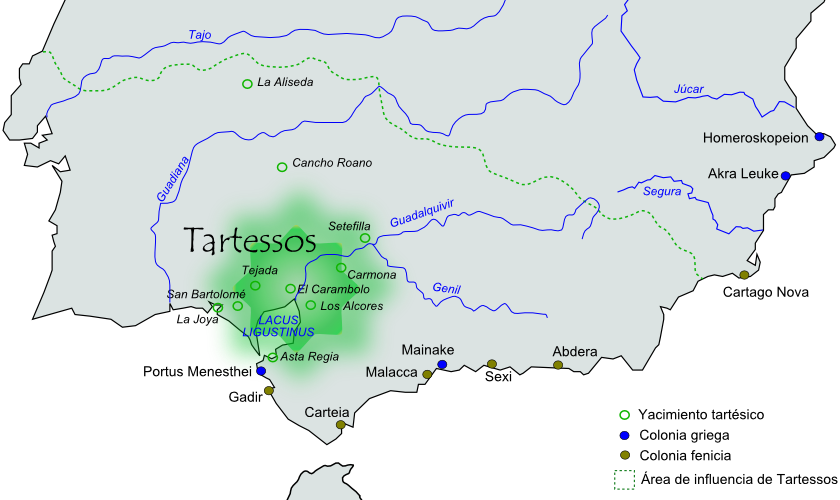
Área de influencia de los tartessos

Los tartesios tuvieron presencia en esas tierras. El contacto con los griegos coincidió con el auge de esta cultura en el siglo VI a. C. y permitió un despegue cultural gracias al comercio de metales. Aunque no se han encontrado restos de importancia que identifiquen claramente ni su territorio ni si tuvo una ciudad rectora. Se ha podido constatar que en estas tierras floreció una avanzada cultura del Bronce Inicial con actividad metalúrgica, agrícola y de pastoreo que comerciaba con los orientales fenicios y griegos en los albores del Bronce Final.
La llegada de los fenicios y, posteriormente, del comercio griego no produjo un progreso generalizado en el pueblo tartésico y su economía siguió basada en el mismo modelo, pues los beneficios del comercio y de la metalurgia quedaban en manos de sectores sociales minoritarios. Yacimientos como el de Tejada la Vieja en el término municipal de Escacena del Campo, de especial interés y estudio o la necrópolis del Cabezo de la Joya en la ciudad de Huelva, demuestran la impronta de esta civilización.
El reino tartesio cayó en una grave decadencia a lo largo del siglo VI a. C. Los motivos de esta desaparición fueron complejos. La caída de Tiro en manos asirias produjo una liberalización del comercio en el Mediterráneo occidental, hecho aprovechado por la colonia griega de Massalia que contactó con los pueblos que se asentaban en los ricos yacimientos minerales del norte de Galia. Este hecho supuso la pérdida de poder geoestratégico de Tartessos como intermediario en el comercio, por lo que la ruta de la plata fue relegada a un segundo plano. La situación geopolítica en el Mediterráneo cambió con la irrupción de Cartago, que reabrió las antiguas rutas comerciales fenicias. La batalla de Alalia supuso la supremacía cartaginesa frente a la griega y la crisis de la colonia griega de Massalia. Cartago relanzó el comercio de minerales en la región de Tartessos, pero esta vez controlado por la colonia de púnica de Gádir. El pueblo tartesio perdió totalmente el control del comercio e incluso su independencia con la conquista cartaginesa del sur peninsular.
Los turdetanos, descendientes históricos de Tartessos y de su misma raíz étnica, vivieron en la práctica totalidad de la actual provincia y fueron considerado por Estrabón como «los más cultos de los íberos». Las ciudades como Onuba e Ilipla tuvieron gran importancia en esta zona.

### Edad Antigua: la Bética y la Beturia romanas
En época romana, la actual provincia de Huelva se encontraba en las regiones de Beturia Céltica y Túrdula, dentro de la provincia senatorial romana de la Baetica. Las ciudades más importantes fueron Ilipla (la actual Niebla), Onuba Aesturia (Huelva), Arucci Vetus y Turobrica, ambas en la zona de Aroche. Estas ciudades vivían de la minería y del comercio marítimo.
Roma construyó las primeras infraestructuras de la zona y explotó las comarcas mineras más eficientemente viviendo un periodo de esplendor no lográndose igualar hasta la Edad Contemporánea una explotación sistemática de los recursos mineros igual. Hoy se pueden observar en las actuales minas las escombreras de los desechos no aprovechables de las actividades romanas, que actualmente son aprovechables gracias a las mejores técnicas de separación de la ganga. La caída del Imperio romano en el siglo V permitió a la larga el asentamiento en la zona de los pueblos visigodos.

### De la Edad Media al final del Antiguo Régimen

#### Época visigótica
Hundido el poder imperial romano, los visigodos avanzaron sobre la región. De esta época son muy escasas las fuentes de estudio, creyéndose que la región era relativamente poco importante en el contexto del sur de la península. De este periodo proceden los primeros datos continuados sobre la cristianización de la zona, con la diócesis de Elepla (Niebla), cuya primera noticia data de 466. La lápida de la niña Domigratia de Almonte es del año 495. Se han encontrado otras inscripciones de aquella época en lugares tan separados como Almonaster la Real, Corteconcepción e Hinojales, un vasto territorio en el que se percibe que la labor de evangelización fue temprana e intensa.

#### Al-Ándalus

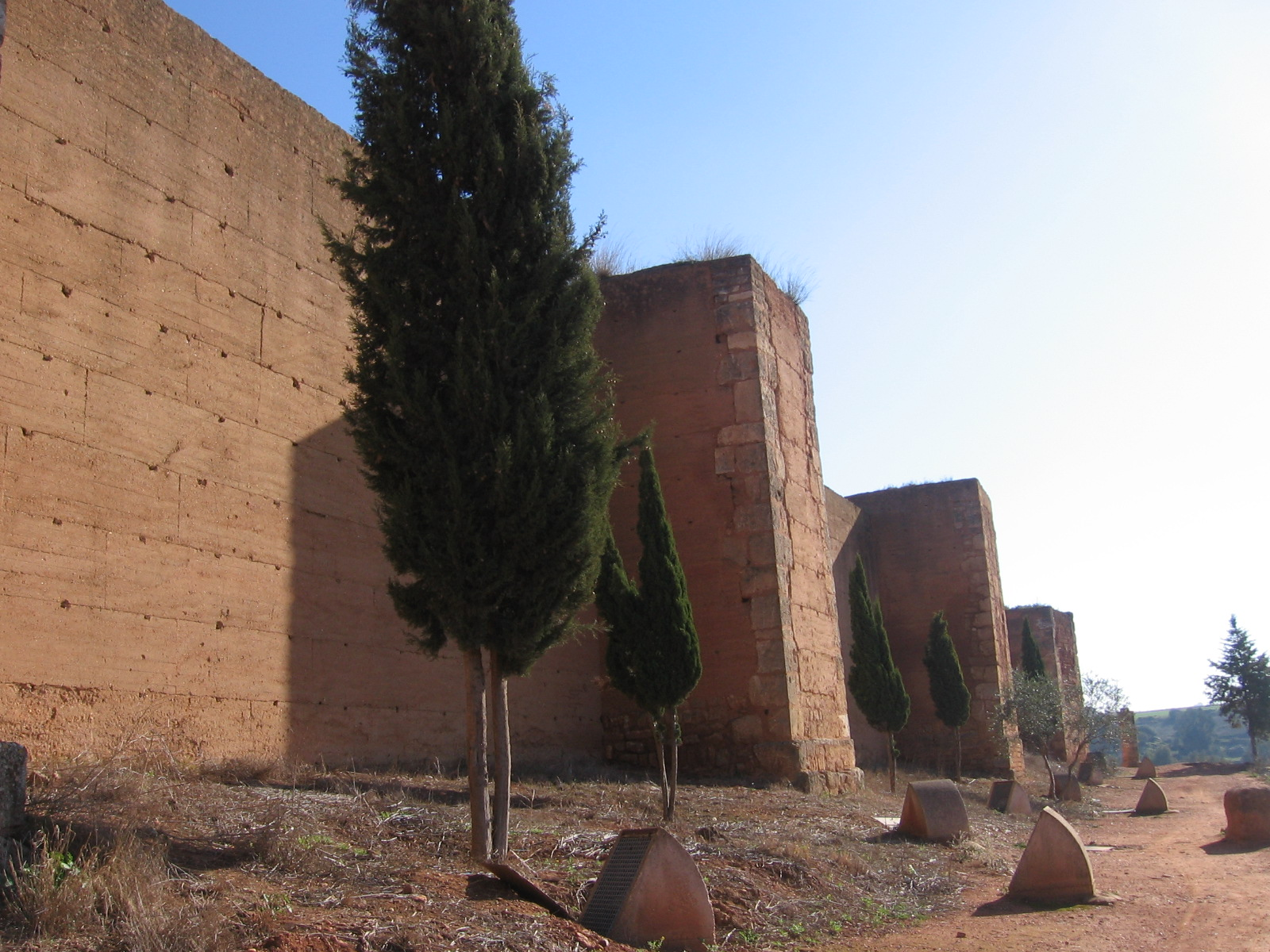
Murallas de la ciudad de Niebla

Situación de la península ibérica hacia el

Al igual que en el resto de la península, se ofreció poca resistencia a la llegada de las primeras tropas procedentes de África. En el año 713 Niebla fue ocupada por los musulmanes, convirtiéndose en una de sus kuras o coras. Durante la época del emirato y del califato de Córdoba, los territorios estaban integrados total o parcialmente en las coras de Huelva, Niebla, Mértola, Badajoz y Sevilla. Con la caída del poder centralizado del califato, en 1031, estas provincias se convirtieron en reinos de taifas. La taifa de Huelva y la taifa de Niebla, junto con las otras nombradas, fueron absorbidas progresivamente por la taifa de Sevilla.
Posteriormente el territorio de la provincia fue sometido por los almorávides, con capital en Granada, desintegrado posteriormente en los segundas taifas, sometido al poder almohade con capital en Sevilla y, finalmente, antes de su conquista por los castellanos, volvió a formarse una taifa en torno a Niebla bajo Ibn Mahfot, extendiendo sus dominios a gran parte del Algarve portugués.

#### Conquista cristiana
Bajo la influencia del Reino de León, las primeras incursiones de los reinos cristianos se produjeron con la conquista del norte del territorio (sierra de Aracena) por parte de Alfonso IX. Con el fin de continuar la reconquista, en el siglo XIII, después de la toma por Alfonso X el Sabio en 1262 de las ciudades de Niebla y Huelva, la actual provincia cobró importancia como territorio fronterizo con Portugal, sirviendo de freno a la política expansionista de este país y denominándose Banda Gallega a gran parte de esa frontera.
Un factor fundamental para la repoblación de la tierra fue la feudalización de gran parte del territorio. En 1369 Enrique II de Castilla otorgó a Juan Alfonso Pérez de Guzmán, IV Señor de Sanlúcar, el Condado de Niebla por su fidelidad en la primera guerra civil castellana, el primer condado con jurisdicción territorial que se otorgó a un noble ajeno a la familia real. Asimismo, las villas de Huelva, Gibraleón, Palos de la Frontera, Moguer y Ayamonte también pasaron a manos de diversas casas nobiliarias.

#### Descubrimiento de América y lugares colombinos
A finales del siglo XV se desarrolló la vocación marinera de su gente, sobre todo en Palos de la Frontera y en Moguer. En esta zona de la costa onubense se venía desarrollando una de las mayores actividades marítimas de la península, tanto pesqueras como mercantiles o militares. Los marinos de la costa onubense eran requeridos para diversas acciones. En la guerra peninsular entre el reino de Castilla y Portugal, las principales expediciones navales castellanas requirieron siempre la presencia de marinos, en su mayoría de Palos de la Frontera, pero también de Moguer o Huelva, expertos en las navegaciones atlánticas. Estos marinos habían establecido unas prósperas relaciones comerciales con la Europa mediterránea y noratlántica, basándose en la pesca y otros productos que obtenían en la zona de Guinea, por ello, gracias a sus actividades y logros en el Atlántico, lograron fama internacional:

...porque sólo los de Palos conocían de antiguo el mar de Guinea, como acostumbrados [estaban] desde el principio de la guerra a combatir con los portugueses y a quitarles los esclavos, adquiridos a cambio de viles mercancías.
Alfonso de Palencia, Crónica de Enrique IV. Década III.

Por ello la elección de este destino por parte de Colón para sus intenciones no resulte azarosa ni casual.
Hombres como Martín Alonso Pinzón, sus hermanos, Garcí Fernández, fray Juan Pérez o los hermanos Niño, resultaron claves en la empresa descubridora de 1492, ya que, gracias a su determinación y dotes náuticas, se consiguió llevar a término una empresa que a priori parecía ser de resultados inciertos y de muy difícil realización en aquella época.
Cuando Colón llegó por primera vez a los Lugares colombinos en 1485, lo hizo al monasterio franciscano de La Rábida, donde encontró refugio y hospitalidad. Enseguida fray Juan Pérez y fray Antonio de Marchena se entusiasmaron con el proyecto del genovés. Colón encontró ayuda necesaria para abrir las puertas a su proyecto, tanto en la corona como entre los hombres de la región del Tinto y el Odiel. Martín Alonso Pinzón resultó ser el gran valedor de Colón entre la marinería de la zona, ya que hasta que él no decidió formar parte de la empresa no se consiguió enrolar a los hombres necesarios para el primer viaje colombino. En Moguer encontró Cristóbal Colón el apoyo de la abadesa del Monasterio de Santa Clara, Inés Enríquez; el clérigo Martín Sánchez y el hacendado Juan Rodríguez Cabezudo. Los Hermanos Niño tuvieron una destacada participación en el viaje, eran los dueños de la carabela la Niña. A la vuelta del viaje descubridor se realizó el voto colombino en la iglesia del Monasterio de Santa Clara.
Finalmente, con una tripulación de unos 90 hombres, el 3 de agosto de 1492 partió del puerto de Palos de la Frontera la primera expedición colombina compuesta, en su mayoría, por marineros onubenses que desembarcaron por primera vez en tierras americanas lo que supuso el descubrimiento de América. Estos acontecimientos dieron fin a la Edad Media e introdujeron a España en la Edad Moderna.
En los siguientes viajes de Colón participaron nuevamente marineros de Huelva y, aunque ya el almirante partió siempre desde puertos gaditanos, hombres de esta tierra volvieron a participar en otros viajes destacados de descubrimiento y exploración en las tierras del Nuevo Mundo. Marinos onubenses como Vicente Yáñez Pinzón, Pedro Alonso Niño y Bartolomé Ruiz entre otros, resultaron protagonistas de los denominados viajes menores o andaluces, entre los destaca el descubrimiento del Brasil por parte de Vicente Yáñez Pinzón.
Debe referirse también la estrecha vinculación de estas tierras con Vasco Núñez de Balboa, natural de Jerez de los Caballeros y descubridor del océano Pacífico: en 1492 y 1493, fechas de la partida y del regreso de la expedición descubridora de América, se encontraba al servicio personal, como escudero, de don Pedro Portocarrero, VIII Señor de Moguer. Residió en el castillo de esta villa y, con toda probabilidad, en ella tuvo conocimiento de primera mano de la hazaña. Unos años más tarde se embarcaría rumbo a Indias.
Juan Rodríguez Mafra participó como piloto de la Nao San Antonio en el viaje de la primera vuelta al mundo comandada inicialmente por Magallanes y que concluiría Juan Sebastián Elcano.
Entre los evangelizadores de los nuevos pueblos descubiertos de América también hubo onubenses como fray Juan Izquierdo, fray Andrés de Moguer, fray Juan de Palos o fray Antonio de Olivares.

#### Evolución de los señoríos onubenses

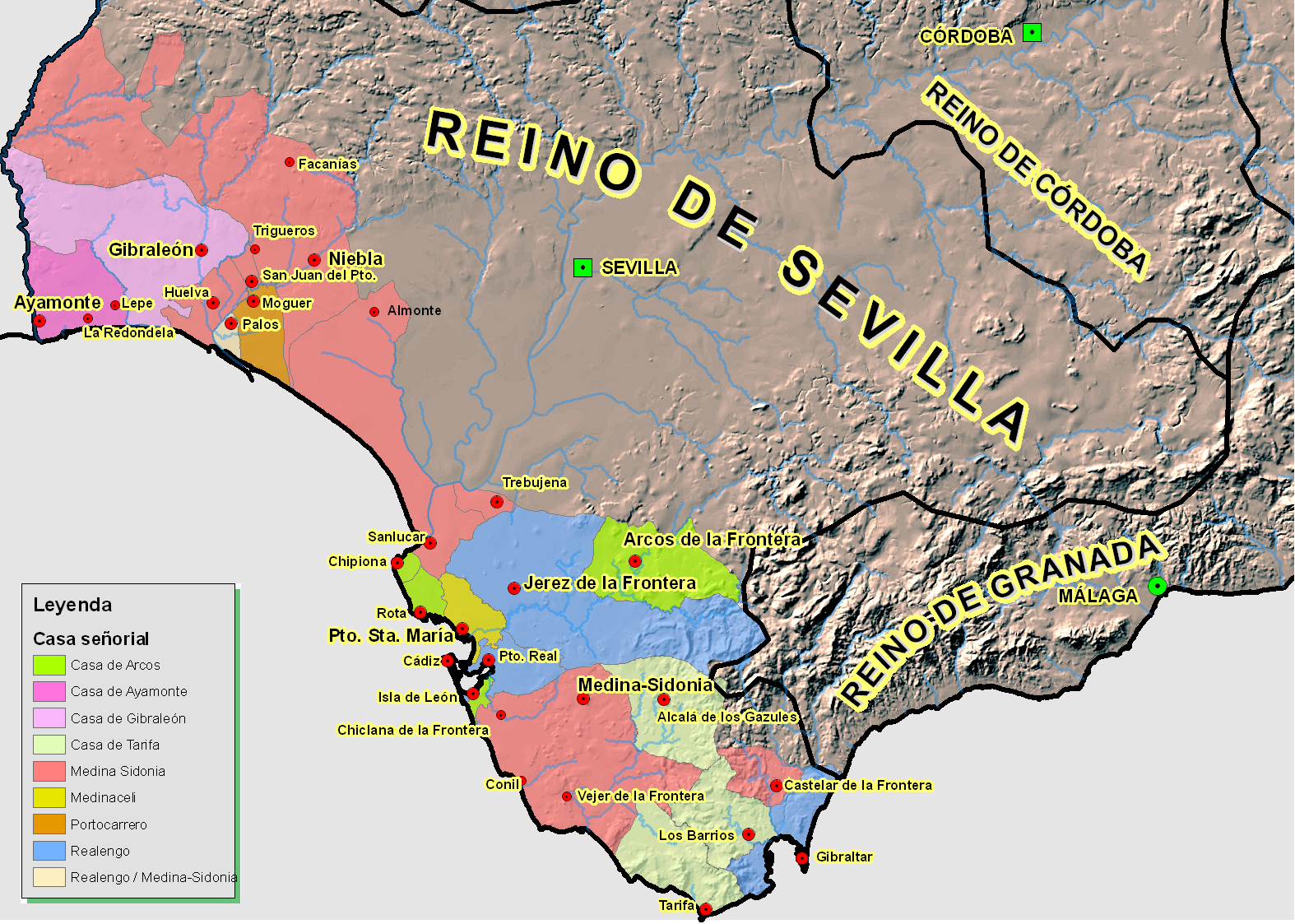
Señoríos en el Reino de Sevilla hacia el reinado de Carlos I

Tras la reconquista de la actual provincia de Huelva, la división político-nobiliaria se hace en realengos, que no siempre mantuvieron su condición, en su parte norte y en señoríos que terminaron ganando importancia más adelante en su parte sur. La zona norte fue conquistada por los portugueses, mientras que el Reino de Niebla en 1262, en tiempos de Alfonso X, pasó a manos castellanas. De su antiguo reino se formó un poderoso concejo que ejerció sobre sus aldeas un importante control. Comenzaron desde ese momento dos procesos en el Campo de Andévalo, uno repoblador y otro de señorialización. Este último se llevó a cabo entre 1266 y 1369.

##### El régimen señorial en la sierra
En torno a la primera mitad del siglo XIII, las poblaciones más occidentales de Sierra Morena fueron reconquistadas por las incursiones de órdenes militares portuguesas, durante el reinado de Sancho II de Portugal, sin culminar con la repoblación. Se construyeron desde el primer momento fortificaciones a lo largo de toda la frontera con Portugal debido a las continuas escaramuzas y se pobló con asturleoneses y gallegos. Esta línea se basó en la existencia de una serie de fortificaciones intercomunicadas visualmente mediante señales con antorchas. Sancho IV el Bravo, a petición de las autoridades hispalenses, concedió el privilegio a varios pueblos de la sierra para la construcción de fortalezas, que resguardaron y frenaron los continuos ataques del país vecino. Se construyeron el Castillo de Santa Olalla, junto con el de Cumbres Mayores, Fregenal de la Sierra y se reconstruyó el de Aroche.

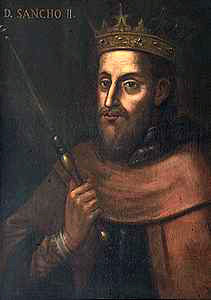
Sancho II de Portugal

En 1279, durante el reinado de Alfonso X, Almonaster la Real junto con Zalamea la Real fueron donadas a la mitra arzobispal de Sevilla a cambio de La Puebla de Cazalla, merced confirmada por Sancho IV en 1286. Habría que pensar que fue por motivos de «unión geográfica y la vocación populacionista» la causa de este trueque, al ser Almonaster y Zalamea extremos pero no fronterizos con Portugal. A finales del siglo XIII el rey Sancho IV comenzó la repoblación de esta zona con astur-leoneses y gallegos como fue el caso de Los Marines, que hasta mediados del siglo XVII, fue tierra de realengo del Concejo de Aracena en el reino de Sevilla. Hacia 1640, pasó a jurisdicción señorial tras la donación hecha por Felipe IV al conde duque de Olivares, Gaspar de Guzmán, para pagar los servicios prestados en la batalla de Fuenterrabía. Después de la muerte del conde-duque en 1645, el Señorío pasa al conde de Altamira y marqués de Astorga, que se intitula príncipe de Aracena hasta 1812. Aracena continuó, durante la Baja Edad Media y Edad Moderna, como Real Priorato durante el siglo XIV y como Señorío bajo la jurisdicción del conde duque de Olivares en el siglo XVII, y más tarde del conde de Altamira, quien se intitula, como se ha indicado previamente, príncipe de Aracena.
En 1333, el Concejo de Sevilla pretendió crear cerca de la villa de Los Marines, otra denominada Valencia, segregando para ello una parte del término e impidiendo la entrada en el mismo a los vecinos de Almonaster que no quisiesen poblar el nuevo lugar, lo cual motivó el despoblamiento de esta. Sin embargo, el proyecto no llegó a consolidarse y la nueva población desapareció. A finales del siglo XVI Felipe II, para paliar su bancarrota económica, pide autorización para enajenar bienes patrimoniales de la Iglesia. Así, en 1579, el papa Gregorio XIII le concede una bula por la que las villas de Almonaster, Zalamea y otras se incorporan a la Corona. Felipe II cedió sus derechos sobre la villa a Nicolás de Grinaldo, príncipe de Salerno, por unas deudas contraídas con la Corona, que a su vez intentó vender su jurisdicción al marqués de la Algaba, pero los vecinos interceden ante el rey para que la villa permaneciese de realengo, sufragando sus habitantes lo solicitado por este. El 10 de mayo de 1583, Almonaster quedó de realengo, formando parte del antiguo Reino de Sevilla y añadiendo la Real a su topónimo. Entre los siglos XVII y XVIII la actividad de la población se basa en la agricultura, ganadería y en tareas forestales, como la producción de carbón y ciscos vegetales. El crecimiento demográfico producido a partir del siglo XVIII, obliga a sus vecinos a roturar nuevas tierras de labor en un término con escasos terrenos fértiles para ello, por lo que entran en numerosos litigios y conflictos de deslindes con las poblaciones colindantes. A mediados del siglo XVIII, Almonaster vuelve a perder su jurisdicción y también los propios, y pasa a ser villa de señorío, perteneciendo a don Gregorio del Valle Clavijo, conde de Villa Santa Ana. Vuelve a recobrar su jurisdicción en 1792, tras un largo pleito con el citado conde y haber depositado 22 000 ducados en las arcas de la Corona.

##### Marquesado de Gibraleón
En 1306 Alfonso de la Cerda, nieto del rey Alfonso X «el Sabio», recibió el señorío de Gibraleón como parte de las compensaciones establecidas por renunciar a sus derechos al trono. Surgía así uno de los señoríos más antiguos e importantes del territorio onubense, objeto de disputas y ambiciones nobiliarias. Su nieta María de la Cerda, contrajo nupcias con Pedro Núñez de Guzmán, señor de Brizuela y Manzanedo. Su tataranieta, Isabel Núñez de Guzmán, señora de Gibraleón, contrajo matrimonio con Pedro de Zúñiga, I Conde de Ledesma, matrimonio del que nació Álvaro de Zúñiga, I duque de Béjar, cuyo hijo Pedro de Zúñiga y Manrique, por casamiento con la IV señora de Ayamonte, tuvo a Álvaro de Zúñiga y Guzmán, a quien Carlos I concedió en 1526 el Marquesado de Gibraleón, hermano del I marqués de Ayamonte. Este murió sin descendencia legítima por lo que el Marquesado de Gibraleón pasó a su sobrina Teresa de Zúñiga Guzmán y Manrique, III duquesa de Béjar, quien reunió en su persona ambos marquesados, para luego separarlos de nuevo concediéndolos a dos de hijos. Posteriormente, al morir sin sucesión el XIII marqués de Ayamonte, el título recaería en la casa de Arcos, que por matrimonio pasaría a la Casa de Osuna. Con la extinción de esta última, el marquesado pasó a la XVI duquesa de Béjar, bisnieta del IX duque de Osuna, casada con Luis Manuel Roca de Togores, I marqués de Asprillas, en cuyos descendientes perdura el marquesado.
El carácter fronterizo de las tierras del marquesado, el tránsito de personas y mercancías por el Camino de la Raya y las tensiones con los señoríos vecinos explican en buena medida la existencia de un interesantísimo conjunto de fortificaciones medievales. Algunas de ellas aprovechan emplazamientos existentes en época islámica; aunque son mayoría las que se construyen por iniciativa de los distintos señores entre los siglos XIV y XV. A ello hay que añadir, en los siglos siguientes, la construcción de las torres de almenara en la costa y las reformas sufridas por los antiguos castillos a raíz de las guerras con Portugal.
Al marquesado pertenecieron además de Gibraleón, Cartaya, San Bartolomé de la Torre, Villanueva de los Castillejos, El Almendro, Sanlúcar de Guadiana, El Granado y lo que entonces era la aldea de Trigueros.
Gibraleón tomó parte activa en el descubrimiento de América contribuyendo con hombres y dinero.

##### Marquesado de Ayamonte

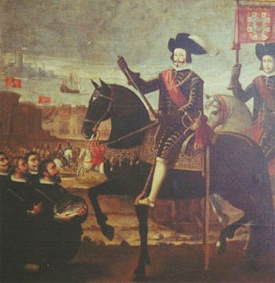
Gaspar Pérez de Guzmán y Sandoval, IX duque de Medina Sidonia, responsable de la caída del VI marqués de Ayamonte

A finales del siglo XIII Alonso Pérez de Guzmán, conocido como «Guzmán el Bueno», fundador de la Casa de Medina Sidonia, compró Ayamonte juntamente con Lepe y La Redondela (en conjunto con una compra de olivares por todo el Aljarafe). Dentro del mismo linaje, el Señorío de Ayamonte fue ostentado por primera vez por Alonso Pérez de Guzmán el Bueno. Con Teresa de Guzmán, hija del I duque de Medina Sidonia y IV señora de Ayamonte, el señorío pasó definitivamente a una rama menor de la Casa de Medina Sidonia, conocida con el tiempo como Casa de Ayamonte. Su esposo, Pedro de Zúñiga y Manrique, hijo del I duque de Béjar, recibió el título de conde de Ayamonte en 1485 de manos de la reina Isabel I de Castilla. En 1521 Carlos I elevó el condado a la dignidad de marquesado.
En el año 1641, Francisco Manuel Silvestre de Guzmán y Zúñiga, quinto marqués de Ayamonte, y tras interceptar una carta entre el ducado de Medina Sidonia y el marquesado de Ayamonte junto con informes provenientes del recientemente independizado reino de Portugal, alertando de la inminencia del levantamiento andaluz, confirman las sospechas de Madrid sobre las intenciones de secesión de Andalucía surgidas tras la pasividad del duque de Medina Sidonia en la defensa de la frontera con Portugal. Al descubrirse el plan, el duque de Medina Sidonia, Gaspar Pérez de Guzmán y Sandoval, traicionó a su primo pactando con el rey Felipe IV y acusando a este de traición, lo cual conduce al marqués de Ayamonte a un procedimiento judicial y a la decapitación en el alcázar de Segovia en el año 1648.
Por la misma época en el marquesado y tras los incidentes para abolir la secesión, la actividad económica pesquera no de subsistencia entra con fuerza ya en los albores del siglo XVIII, de mano de mercaderes levantinos que venían a las costas occidentales de la provincia para, por medio de la salazón, transportar grandes cantidades de pescado (principalmente la sardina) a sus puertos de origen evitando el deterioro del alimento. Estos comerciantes acabaron asentándose y añadiendo riqueza a la región con su trabajo, fundamentalmente tras el terremoto de Lisboa en 1755, que originó grandes estragos en toda la costa, incluido el desplome de la torre almenara de la Higuera, en Matalascañas.
Tras el terremoto, la provincia contó con nuevas tierras o, al menos, con un contorno de costa diferente. Surgen los núcleos de Punta del Caimán, La Higuerita (Isla Cristina), Punta del Moral y otros, desperdigados entre lo que hoy es la playa Central de Isla Cristina y las proximidades de Urbasur.
Disputas por estos nuevos territorios nacidos como consecuencia del terremoto de Lisboa de 1755, tras el cual nace Isla Cristina (La Higuerita o Real Isla de La Higuerita en el siglo XVIII y principios del XIX) en esta costa occidental hacen necesaria la intervención de la Marina, ya que la corona tiene plena potestad sobre las islas del reino y no están sujetas a derechos de señoríos.
Ya en el siglo XIX y como consecuencia de la llegada de los franceses a España a principios de siglo, se crea en Sevilla la Junta Suprema Nacional, debido al desconcierto que reinaba entonces. A medida que los franceses avanzan, esta Junta sale de Sevilla y se establece en Ayamonte, denominándose Junta Suprema de Sevilla en Ayamonte. Aún hoy se conserva en la barriada de Canela en Ayamonte un vestigio arquitectónico, la ermita de Nuestra Señora del Carmen, donde se estableció la Junta y donde se imprimió la Gaceta de Ayamonte, boletín oficial del gobierno en el exilio que más tarde, al trasladarse la Junta a Madrid debido a la derrota de los franceses, se denominaría la Gaceta de Madrid.
Debido a la desmembración del Marquesado de Ayamonte tras la nueva ordenación territorial de España, al ser abolidos los señoríos jurisdiccionales, se forman los municipios de Ayamonte, Lepe, La Redondela, San Silvestre de Guzmán (establecido gracias a una Carta Puebla de 1595) y Villablanca. Asimismo se creó un nuevo municipio, el de la Real Isla de la Higuerita en 1833 quedando con su nombre actual al año siguiente y absorbiendo al municipio de La Redondela en 1877.
En la actualidad, el título de marqués de Ayamonte, junto con el de «Grandeza de España», lo ostenta Pilar-Paloma de Casanova y Barón (hija de Baltasar de Casanova y de Ferrer, y de María Dolores Barón y Osorio de Moscoso, duques de Maqueda, marqueses de Montemayor, y del Águila, barones de Liñola, condes de Valhermoso y Monteagudo de Mendoza), casada con Francisco José López de Becerra de Solé y Martín de Vargas. Pilar-Paloma de Casanova y Barón ostenta los títulos de XXII Marquesa de Ayamonte, XXVI condesa de Cabra, marquesa de la Villa de San Román, «grande de España», entre otros.

##### Condado de Niebla
El último de los reyes islámicos de la historia de Niebla sería Ibn-Mahfoh, quien para evitar su conquista prestó vasallaje a Fernando III el Santo. Alfonso X la reconquistó definitivamente en 1262, recibiendo el mismo fuero que Sevilla. El asedio no fue fácil ni para los sitiadores ni para los moradores islámicos ya que, por la importancia de las defensas de la ciudad, este duró nueve meses y medio, teniendo que rendirse la población por hambre. Las crónicas del momento cuentan que desde las murallas arrojaban piedras y dardos con artificios y tiros de trueno con fuego, lo cual ha sido puesto en relación con el primer uso de la pólvora en España. También, en la toma de la ciudad, apareció una invasión de moscas que, al cebarse especialmente en los sitiadores, estuvo a punto de hacerles levantar el sitio. Además, cuentan que Ibn-Mahfoh, para demostrar que el sitio era inútil por hambre, trató de engañar al ejército cristiano enviándoles un buey cebado, tal vez el último que quedaba intramuros. Por ello, la puerta más occidental, por donde debió salir el animal, se le denomina «del buey».
En 1369, después de otros intentos fallidos, el rey Enrique II entregó la ciudad al desde entonces, conde de Niebla Juan Alonso Pérez de Guzmán, finalizando el periodo en que esta había sido regida como concejo y disfrutó de nuevo fuero real. Esto conlleva la confirmación de todos los cargos y oficios del concejo rubiato y un fuerte control fiscal sobre sus vecinos. Casi un siglo después (en 1445), el conde de Niebla recibe una nueva distinción convirtiéndose en duque de Medina Sidonia.
En el siglo XV, el IV conde de Niebla inició una política de reconstrucción de la ciudad muy activa, en la que se ordenó incluir elementos visibles en las iglesias de San Martín y Santa María y, especialmente, la obra del alcázar, derribando para ello la mayor parte de los restos todavía existentes de la alcazaba islámica anterior. El terremoto de Lisboa de 1755 afectó seriamente al patrimonio arquitectónico de esta ciudad.
Durante el siglo XVI el campo de Andévalo dedicaba buena parte de su espacio a la ganadería, especialmente al belloteo. En el padrón de 1534 se estima la población de todos los señoríos de los duques de Medina Sidonia en 9686 vecinos, unas 50 000 personas. Niebla contaba con 403 vecinos (unos 2015 habitantes).

### Edad Contemporánea

#### Nacimiento de la provincia
El proceso provincialista desencadenado en España a finales del siglo XVIII y principios del XIX tuvo sus repercusiones en la actual provincia de Huelva, hasta entonces territorio perteneciente al Reino de Sevilla. La finalidad de las reformas ilustradas era un mejor gobierno del estado español y para esto era necesaria la existencia de un equilibrio entre las diversas provincias del reino. El equilibrio debería ser tanto en extensión superficial como en número de habitantes, siempre manteniendo una lógica geográfica y respetando la tradición histórica.
Uno de los territorios que claramente producía un desequilibrio en ambos aspectos era el denominado Reino de Sevilla, con una superficie y población muy superior a la mayoría de las provincias. La acción común del estado fue la de disgregar estos antiguos reinos y convertirlos en provincias más pequeñas y por lo tanto manejables por el gobierno central.
El primer proceso de disgregación se plasmó mediante el Real Decreto del 25 de septiembre de 1799, bajo el reinado de Carlos IV, por el que se crearon seis nuevas provincias marítimas entre las que se encontraba la de Cádiz, también integrada dentro del antiguo Reino de Sevilla. Por su parte, Huelva se vio afectada por esta creación de la provincia marítima de Sanlúcar de Barrameda, que incorporaba en sus territorios todo el litoral de la actual provincia onubense.
La provincia gaditana se afianzó, pero no ocurrió lo mismo con la sanluqueña. Entre las causas de su fracaso (quedaría abolida en 1808) está la relativa poca población de su capital y la escasa cohesión interna de su territorio, además de la rivalidad surgida con Cádiz y la oposición de Sevilla.
Descartada la creación de una provincia marítima en la costa sur del reino de Sevilla durante la reforma de 1813, una vez más se posaron los ojos sobre el extenso territorio del reino sevillano. Sin embargo, en esta ocasión las nuevas fronteras se dibujaron en la parte oriental del reino y se pensó en la creación de un nuevo partido o gobernación en Écija, dependiente de Sevilla.
La propuesta no llegó a buen término debido a la llegada del sexenio absolutista de Fernando VII, durante el que se paralizaron las reformas liberales. Las reformas encaminadas durante el trienio liberal gozaron de un nuevo y decisivo impulso con la comisión creada por el gobierno en 1821, el cual planteó de nuevo la cuestión de la creación de una provincia occidental en el Reino de Sevilla, siendo Valverde del Camino su capital, atendiendo a su centralidad.
En general la idea fue bien acogida, salvo por la capitalidad. La no existencia de una ciudad con un mayor peso poblacional e histórico en la región provocó una disputa por la capitalidad de la nueva provincia occidental. Ante la polémica surgida, la comisión pidió consejo a los diputados sevillanos, que desaconsejaron la capitalidad de Valverde y, entre las opciones de Huelva y Moguer, optaron por la segunda.
No obstante, la comisión hizo caso omiso y se decidió por la capitalidad de Huelva. En el debate surgido en la sesión de Cortes para la toma de la decisión, sin duda tuvo mucho peso la opinión arrojada por el coronel Ramón Sánchez Salvador, que basó su defensa de la ciudad onubense en la disponibilidad de alojamientos en esta ciudad, su capacidad de atracción como centro de comercio y el embarque de producciones del interior, así como en su salubridad. En 2008 se organizaron en la ciudad los actos de celebración con motivo del 175 aniversario de la capitalidad.
El deslinde entre la nueva provincia de Huelva y la de Sevilla se realizó sin problemas. La inclusión en Sevilla del Rocío, según la descripción de Bauzá-Larramendi, fue meramente anecdótica, ya que la ley garantizaba el respeto a las fronteras municipales. Así, tras el estudio encargado a la Audiencia de Sevilla en 1829, el error fue corregido.

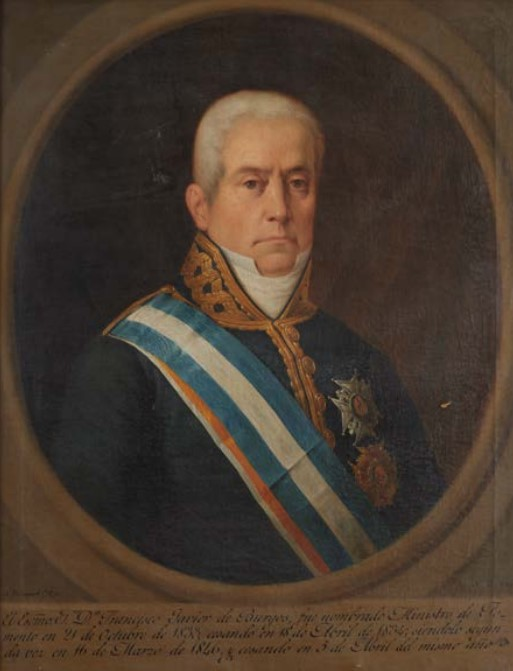
Javier de Burgos,grabado del

Los límites con Extremadura fueron más conflictivos. En la provincialización de Cortes de 1822, se incluyeron en Badajoz las poblaciones de Fregenal y Bodonal de la Sierra, en tanto que localidades históricamente extremeñas como Calera de León o Fuentes de León fueron agregadas a Huelva, así como Azuaga o Puebla del Maestre, de Sevilla.
Los estudios encargados a las Audiencias de Sevilla y Extremadura volvieron a cambiar la configuración, siendo esta vez más favorable a los extremeños: Higuera la Real fue unida a Badajoz y el sector pacense anexionado a Andalucía se limitó a las localidades de Arroyomolinos de León, Cañaveral de León y Guadalcanal (incorporada a Sevilla). La anexión de Fregenal de la Sierra a Extremadura suscitó la protesta de diversos pueblos del norte de Huelva, y por ello el plan ultimado por Fermín Caballero en 1842 contemplaba su retorno a Andalucía, si bien, nunca se llevó a cabo.
Basándose en este proyecto de 1822, en 1833 el ministro Javier de Burgos, mediante el Real Decreto de 30 de noviembre de 1833, culminó definitivamente el proceso de división provincial y la provincia de Huelva no cambiará sus fronteras hasta nuestros días.
Aún en esta época se siguió el proceso repoblador, ya con competencias provinciales, de esta parte de la península. La fundación del Rosal de la Frontera, en el antiguo término de Aroche con más de 700 km² y apenas 2000 habitantes, es un buen ejemplo de ello. Su nacimiento se debe a numerosos factores, mezcla entre una utopía ilustrada en la que «se persigue la creación de una sociedad ideal, justa y equilibrada, en la que una nueva clase de pequeños propietarios, laboriosos y de buenas costumbres, vertebran un Estado disciplinado y regido por la Razón» y a la necesidad de un control estratégico en la frontera con Portugal. Jurídicamente, tiene su origen en el Decreto de 29 de junio de 1822 sobre repoblación de términos extensos, facultad que el Gobierno concede a las restablecidas diputaciones provinciales. La falta de un espíritu común y también de recursos para el desarrollo del trabajo propuesto acabó con el sueño utópico inicial, sin embargo, el aumento de población se consiguió pronto, al igual que sus fines como emplazamiento estratégico en la frontera.

#### Explotación moderna de las minas y el desarrollo industrial

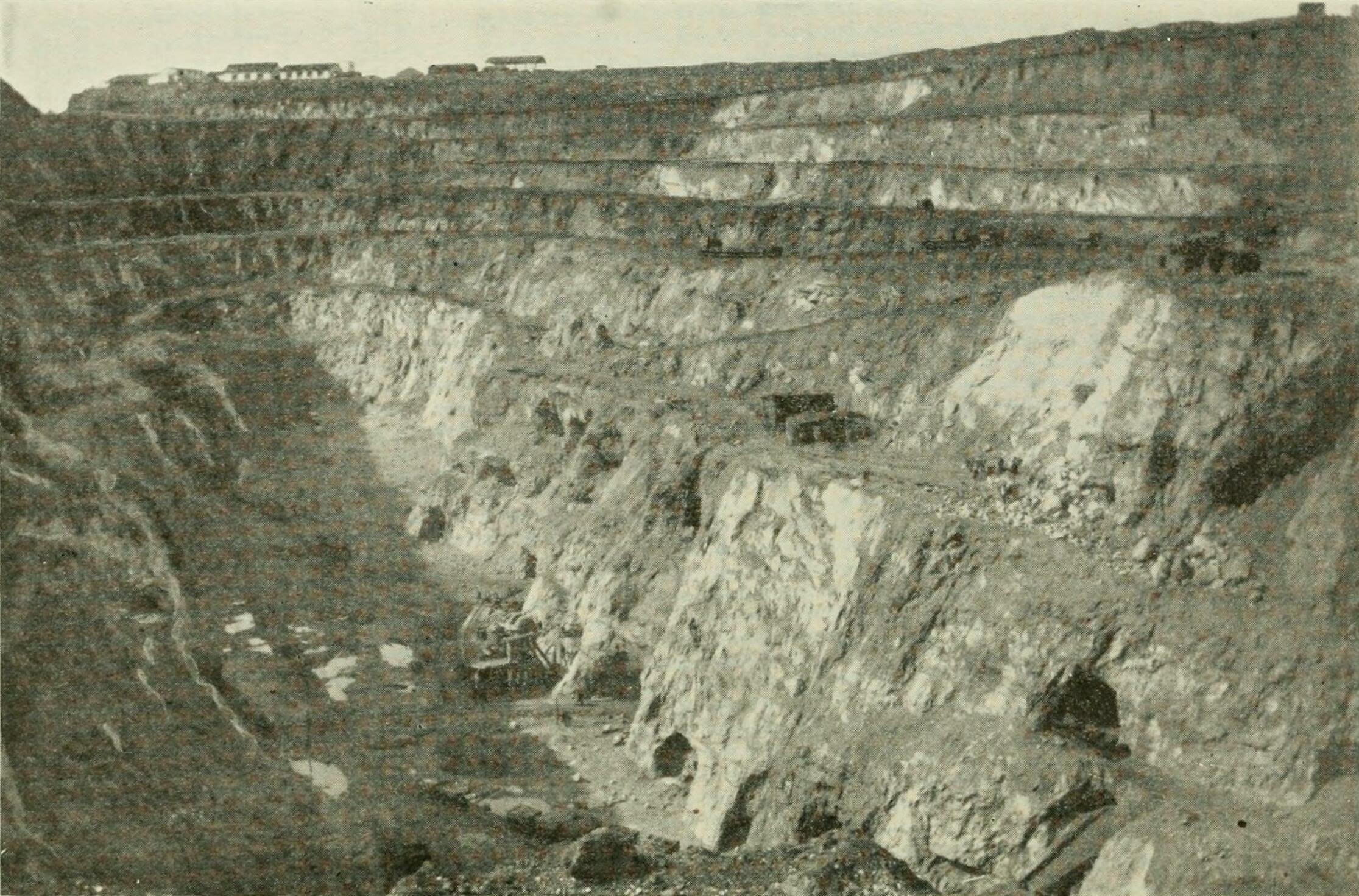
Explotación de las minas: Filón Sur

Con motivo del traslado del comercio con los territorios americanos a Sevilla y Cádiz, Huelva entró en un periodo de decadencia del que no saldría hasta el siglo XIX, con la explotación intensiva de sus importantes recursos mineros. Si bien las minas del norte de la provincia habían sido explotada desde hacía miles de años, fue a partir de este siglo cuando compañías francesas en un principio y, sobre todo, después empresas británicas como la Rio Tinto Company Limited creada para tal fin, las que a partir de 1874 explotaron los yacimientos de piritas de hierro y cobre situados en la zona del Andévalo, mayormente en la parte próxima a las poblaciones de Minas de Riotinto, Calañas y Tharsis (esta última en el municipio de Alosno). Fue en esa época cuando la provincia y sobre todo Riotinto, según palabras del empresario e historiador de las minas David Avery, se convirtió en «el mayor centro minero del mundo».
Si bien todo ello implicó un crecimiento demográfico y modernización en la zona (la cuenca crece, Huelva comienza a dejar de ser un pequeño pueblo y se construyen infraestructuras como la línea férrea desde las minas hasta el puerto de la capital), la cuenca minera sería también, durante las primeras décadas del siglo XX, escenario de grandes conflictos sociales y feudo de la explotación británica, lo que hacía que los onubenses vieran cómo su riqueza minera embarcaba rumbo al extranjero. Particularmente trágico fue el año 1888, conocido en la zona como el «Año de los tiros», cuando tras una manifestación organizada por sindicalistas como Maximiliano Tornet terminó con una brutal carga del ejército contra el pueblo en Minas de Riotinto. Cuando la rentabilidad de las explotaciones bajó, las minas pasaron a manos españolas, pero disminuyó considerablemente el empleo en las mismas debido a las modernas técnicas de explotación en unos casos, y al agotamiento de las explotaciones en otros.

#### Vuelo del Plus Ultra

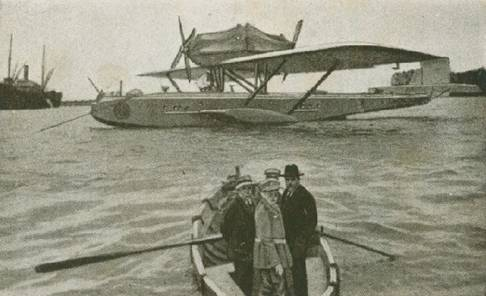
El Plus Ultra en el puerto de Palos de la Frontera, antes de iniciar el vuelo

El 22 de enero de 1926 se inició desde el Muelle de la Calzadilla de Palos de la Frontera el denominado vuelo del Plus Ultra, desde donde partió Cristóbal Colón también rumbo a las Indias. El vuelo recorrió la distancia que separaba Palos de la Frontera de Buenos Aires. Fue el primer vuelo entre España y América, el que más kilómetros recorrió (10 270 km), se realizó en siete etapas y necesitó de un solo hidroavión. La expedición estuvo comandada por Ramón Franco Bahamonde. Se usó un hidroavión del tipo Dornier Wal, que está considerado como el avión más importante diseñado por Dornier a principios de la década de 1920. Alfonso XIII presidió la recepción de los tripulantes a su regreso, el 5 de abril de 1926, en el Monasterio de La Rábida.

#### Guerra Civil
La provincia de Huelva, como otras provincias españolas, no se encontró ajena a las situaciones y sucesos previos a golpe de Estado del 18 de julio de 1936. Por lo tanto el sector más tradicional y el que deseaba cambios profundos de Huelva, la radicalización de diferentes grupos a lo largo del periodo republicano, el problema del campesinado, el clericalismo y anticlericalismo, la violencia y -finalmente- el triunfo del Frente Popular fueron los factores que en España y la provincia desencadenaron la larga guerra civil. Los días previos al 18, la mayor parte de la población y las autoridades intuían una sublevación por lo que se ordenó a la Guardia Civil que se confiscaran en sus cuarteles el mayor número de armas posible de los ciudadanos y la detención, el día 9, de varios políticos falangistas.
Por lo tanto, el 18 la mayor parte de la provincia es fiel a la República y el golpe no triunfa en un principio por la falta de sublevados en la zona. Desde Huelva fueron enviadas dos columnas militares hacia Sevilla para luchar contra los sublevados; la primera a cargo de Haro Lumbreras, que al llegar a la ciudad hispalense se pasó al lado sublevado poniéndose a las órdenes de Gonzalo Queipo de Llano y la segunda -la Columna Minera- procedente de la Cuenca Minera e integrada por izquierdistas que se habían aprovisionado con dinamita procedente de las explotaciones. El 19 llegó la Columna Minera que inmediatamente fue vencida en La Pañoleta por las propias fuerzas de De Haro. Derrotada la columna, los que no murieron en la batalla o fueron fusilados posteriormente, escaparon a Huelva descargando su impotencia contra poblaciones e iglesias.

Situación de la Guerra Civil Española hacia septiembre de 1936. Se observa que aún quedan zonas de la sierra en manos de la República

En ese sentido fueron patentes los daños causados días antes en iglesias como La Concepción o como el Monasterio de La Rábida. En Isla Cristina fue destruida y derribada la antigua iglesia de los Dolores en la también antigua plaza de la Constitución del siglo XVIII donde, tras la guerra, se construyó la actual plaza de las Flores que ocupa los espacios que anteriormente pertenecieron a la plaza de la Constitución y de la iglesia. La República se hizo fuerte estos primeros días de la guerra en sus bastiones y encarceló en algunos ayuntamientos a ciudadanos conservadores, incluso se intentó incendiar algunas cárceles improvisadas con sus reclusos. En estos primeros días de la guerra fue enviada desde Sevilla la «Columna Carranza» (al mando de Ramón de Carranza) que a partir del 24 ocupó Chucena, Almonte, Bollullos, La Palma, Niebla, Trigueros, Beas, Valverde del Camino y la capital, el día 29. A partir de ahí se arrastró a toda la provincia; el Andévalo y la Sierra cayeron entre agosto y septiembre por lo que la resistencia, a excepción de la batalla de El Empalme, fue escasa, pasando al lado sublevado la localidad de Isla Cristina ese mismo día 29. La rápida sucesión de acontecimientos en esta provincia evitó mayores consecuencias bélicas (tal es el caso de los bombardeos del norte o de Madrid) y, ya sea con un régimen u otro, se impuso la estabilidad en la zona.
Ocupada la provincia, Haro Lumbreras es nombrado gobernador civil y militar hasta febrero del año siguiente. A partir de ahí comenzó un periodo de represión contra ciudadanos acusados de marxismo, actos violentos e ideas izquierdistas, así como contra la guerrilla que subsistió en la sierra durante un tiempo. Porque el «problema» de los huidos en la sierra anticipó en la provincia muchos de los elementos que poco después se darían en gran parte del país. Por ello, desde el primer momento de inicio de hostilidades muchos republicanos que huían de la provincia quedaron acorralados en esa zona al estar rodeados por provincias sublevadas o la frontera de un Portugal afín a los golpistas. Así, desde agosto de 1937 más de media provincia necesita ser declarada por las nuevas autoridades como «zona de guerra», cuando falangistas, milicias y Guardia Civil luchan contra una de las primeras guerrillas de España. Pero gran parte de este contingente lo conformaba población civil -mujeres, niños y ancianos incluso- que vio en la escarpado de la sierra la posibilidad de ocultarse hasta que cesaran las hostilidades.
La ocupación de Huelva supuso para el ejército sublevado un aprovechamiento estratégico de la frontera por donde se podían pasar armas desde Galicia (desde el primer momento contra la República), hecho que también anticipó los acontecimientos en el resto de Andalucía. En este contexto, Huelva jugó un papel importante en estas primeras semanas del conflicto fratricida que aún tardaría tres años en concluir.

#### II Guerra Mundial y crisis económica

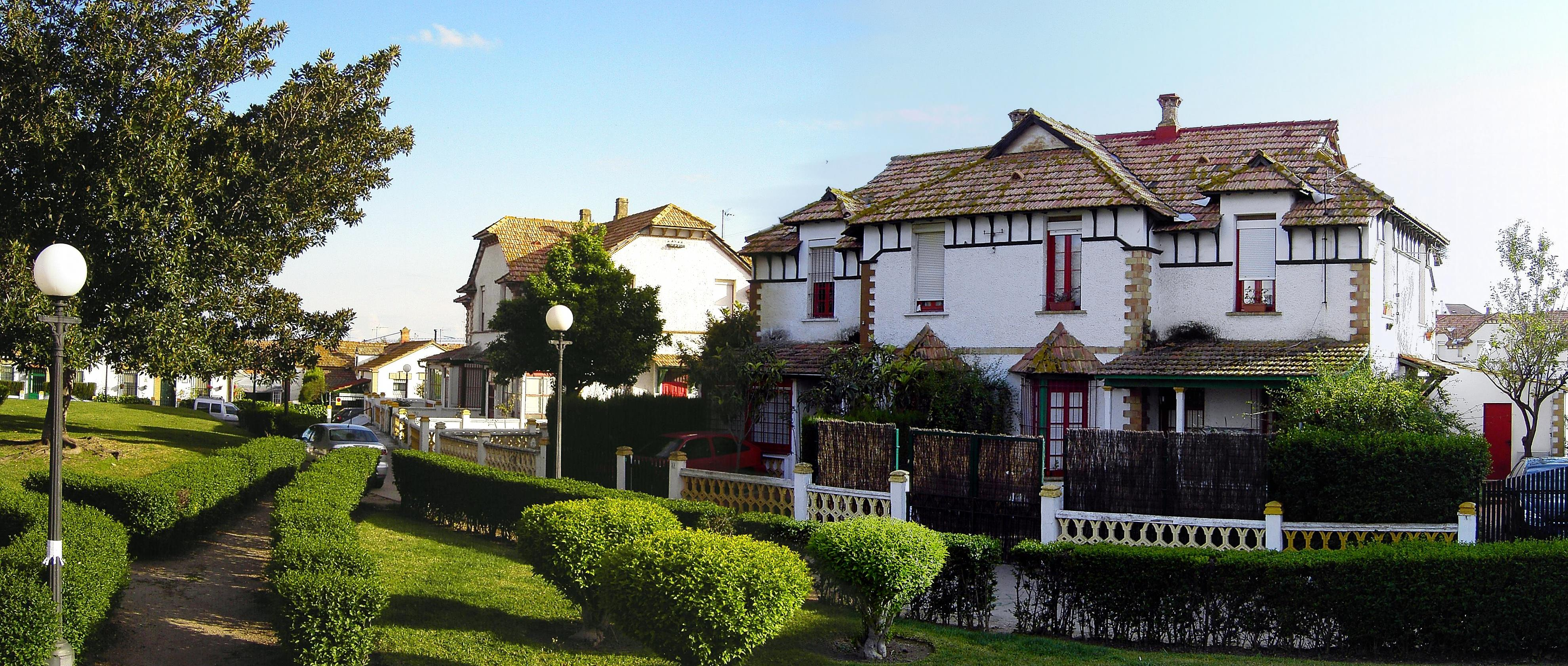
Barrio Reina Victoria (Huelva), uno de los pocos testimonios que quedan de la presencia anglosajona

Al término de la contienda la falta de alimentos que sumió al país en el hambre no fue tan fuerte en Huelva gracias a sus recursos pesqueros. El tren de la pesca que salía de los puertos de Isla Cristina y Ayamonte surtía a Castilla de alimentos hasta el punto de planearse la construcción en las propias instalaciones portuarias de Isla Cristina de varios ramales urbanos para cargar directamente el pescado en los trenes, tal y como se venía haciendo con el tren vinícola de Jerez. Finalmente el proyecto nunca se ejecutó.
Tras la conflagración española, la Huelva de la posguerra asistió a los acontecimientos relacionados con la II Guerra Mundial. Debido a su extensa población anglosajona y alemana, sobre todo en la capital, desempeñó un importante papel durante este conflicto. Así fue notable la existencia de numerosos espías aliados y nazis (sobre todo hombres de negocio de la ciudad y diplomáticos) que se controlaban entre sí y que consideraron la ciudad como un enclave estratégico gracias a su puerto. En este sentido, fueron numerosos los barcos aliados que sufrieron sabotajes e incluso fueron bombardeados por aviones alemanes procedentes de la base de Tablada (Sevilla). Prueba de ello es el pecio existente en la desembocadura de la ría de Huelva. Pero donde fue realmente importante el papel de la provincia fue en la conocida como Operación Mincemeat aliada de 1943, cuando el servicio secreto británico dejó en la cercana Punta Umbría los restos de un presunto comandante inglés (William Martin, el Hombre que nunca existió) con documentación falsa y localizado por José Antonio Rey María, un pescador local. Este acontecimiento fue del conocimiento de los nazis gracias a la ayuda de las autoridades locales como había previsto el ejército británico, lo que puso sobre falsas pistas a los alemanes. El desvío de la atención sobre el desembarco real en Normandía, que traía por objeto este plan de confusión, fue decisivo para el final de la contienda.
A partir de esos años la sierra onubense comienza a perder población y a estar mal comunicada y con escaso potencial, iniciándose el éxodo rural a ciudades como Huelva, Madrid o Barcelona. Pocos municipios de la provincia aumentaron su censo en los años 1940 y la mayoría se trasladó a ciudades bien consolidadas donde aún se podía tener oportunidad de trabajar. Aún a principios del siglo XXI, la sierra de Huelva no se ha recuperado de su baja competitividad económica y sigue perdiendo población aunque a un ritmo más lento.

#### Desde mediados delsigloXXa la actualidad

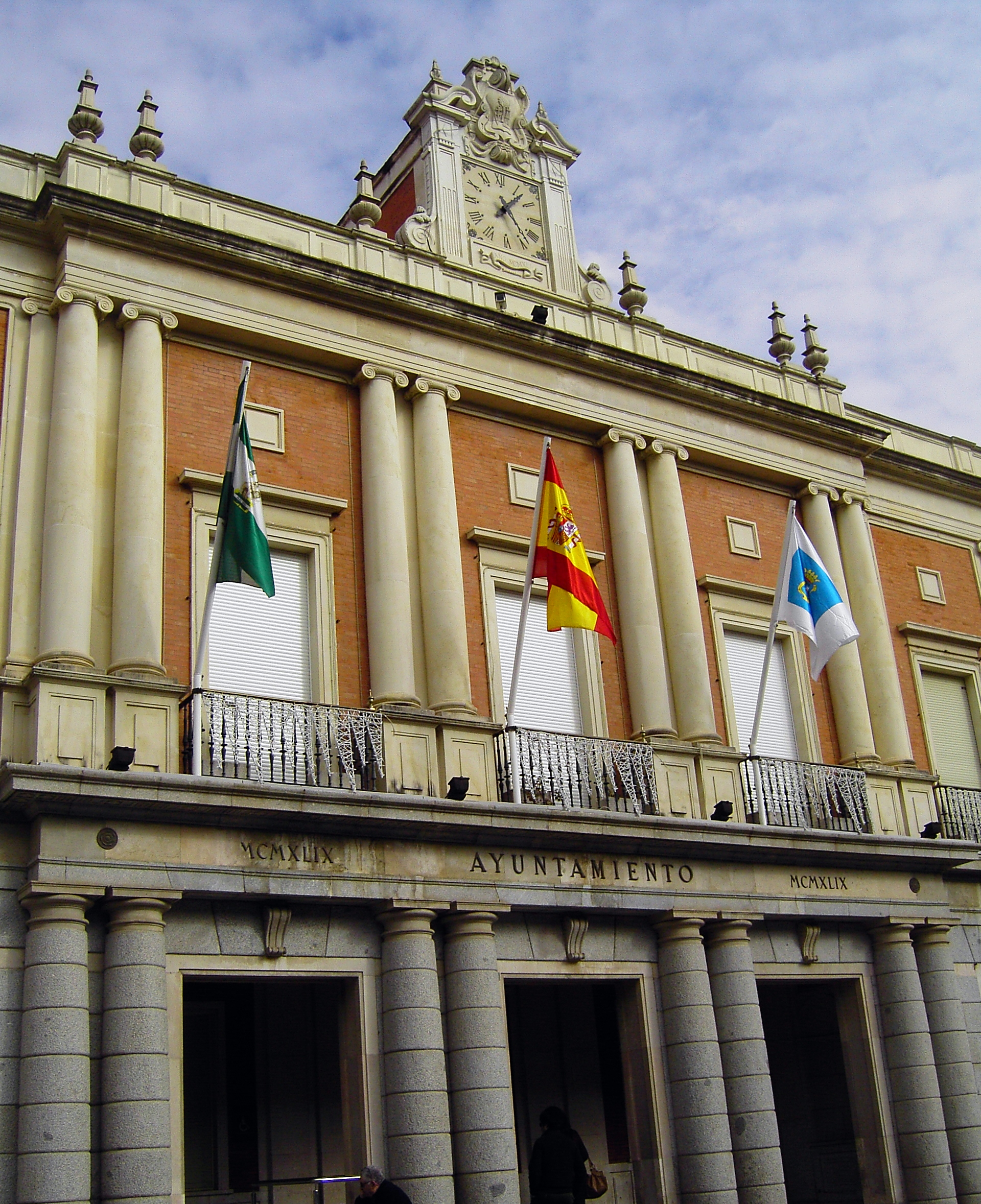
La llegada de la Democracia supuso un importante impulso a la provincia. En la imagen, el Ayuntamiento de la capital

Para mitigar en parte el paro generado por el inevitable cierre de las minas, el gobierno franquista creó en 1964 Polo de Desarrollo, complejo que dio lugar a la creación en la parte sur de la provincia de una importante, aunque altamente contaminante, industria química: la del gas natural, refinería de petróleo, fábricas de ácido sulfúrico y fosfórico, abonos, dióxido de titanio, etc. La mayor parte de estas empresas siguen operando en la actualidad.
El progreso alcanzado por el país a partir de la Constitución española de 1978 y el desarrollo democrático permitieron que la provincia comenzara un despegue, aunque probablemente más lento que el de otras provincias, pero firme. Hay que destacar desde entonces el amplio desarrollo agrícola, dentro del cual destaca el cultivo del fresón en sus grandes zonas arenosas y que, debido a la benignidad del clima, permitió su exportación a los mercados europeos de forma muy temprana.
Otro de los signos del crecimiento económico provincial desde el conocido como milagro económico español (1959-1973) fue el gran desarrollo que han experimentado enclaves vacacionales y de residencia estival típicamente ocupados por onubenses como son Punta Umbría o El Portil. De éstas, Punta Umbría, en 1963 y tras el crecimiento de población consecuencia de su proximidad a Huelva y de ser destino vacacional por excelencia de la capital, se segrega de Cartaya, habiendo alcanzado una población cercana a la de su ayuntamiento matriz (en torno a los 10 000 habitantes). Otros núcleos desarrollados en esta época aunque con un aprovechamiento efectivamente más foráneo son los de Matalascañas o Mazagón por su situación más cercana a la provincia de Sevilla.
En el terreno de las artes, el siglo XX onubense fue también clave. La provincia asistió al nacimiento y a la obra de diversos pintores y escritores de reconocido prestigio nacional e internacional. En artes plásticas destacan nombres como el de Eugenio Hermoso, Daniel Vázquez Díaz o José Caballero. Pero es en las letras, con la obra del moguereño ganador del Premio Nobel, Juan Ramón Jiménez, cuando la provincia consigue su mayor aportación a la cultura universal.

## Geografía
La provincia de Huelva se localiza en la parte más occidental de Andalucía (España). Hacia el norte limita con la provincia de Badajoz, Extremadura, donde Sierra Morena hace el papel de frontera natural entre la Meseta y la Depresión Bética. En la dirección oeste, los ríos Guadiana y Chanza ejercen 189,3 km de frontera con el vecino país de Portugal, si bien a ambos lados del río existe un mismo paisaje. Al sur, el océano Atlántico pone fin a la provincia con una extensa zona de costas, que le confieren un importante carácter marino. Por último, al este la provincia de Huelva limita con la provincia, también andaluza, de Sevilla, en esta ocasión sin que exista una frontera natural entre ambas. De hecho, el Campo de Tejada, morfológicamente, es una continuación natural del Aljarafe sevillano.
| Noroeste: Portugal         | Norte: Provincia de Badajoz | Nordeste: Provincia de Badajoz |
| Oeste: Portugal            |                             | Este: Provincia de Sevilla     |
| Suroeste: Océano Atlántico | Sur: Océano Atlántico       | Sureste: Provincia de Cádiz    |

### Geología

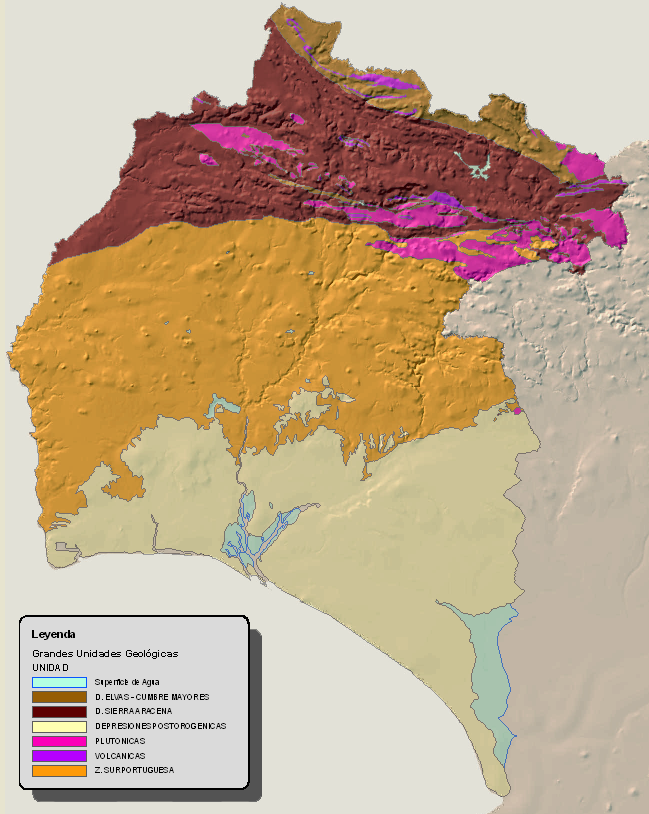
Mapa de grandes unidades geológicas de la provincia

En el territorio de la provincia de Huelva se pueden diferenciar dos grandes unidades geológicas. Al norte, coincidiendo con la unidad morfológica de Sierra Morena, aflora el Macizo Hespérico, constituido por materiales precámbricos y paleozoicos plegados durante la orogenia hercínica y que desde entonces han estado sometidos a la erosión.
Al sur de la anterior, se presenta una unidad geológica denominada Depresiones neógenas y cuaternarias. Esta unidad comprende las zonas que quedaron hundidas después de la orogenia alpina y que fueron colmatadas por sedimentos producto de la erosión de Sierra Morena y de la intrusión marina.

#### Macizo hespérico
El Macizo Ibérico o Hespérico representa la parte más suroccidental de la Cadena Hercínica Europea. Los materiales del Macizo Ibérico afloran en territorio andaluz al norte del valle del Guadalquivir, coincidiendo con las alineaciones montañosas de Sierra Morena, por lo tanto afectando a la mitad norte de la provincia onubense. Están constituidos por materiales precámbricos y paleozoicos estructurados durante la orogenia hercínica.
El macizo presenta una marcada simetría estructural. Así, la zona más externa (manifestada por la zona Sur-Portuguesa en Huelva) presenta un menor grado de metamorfismo ya que la deformación afectó tan solo a los niveles más superficiales de la corteza; por su parte, la zona más interna (Ossa-Morena) presenta un gran grado de deformación cortical, ya que los procesos metamórficos -más importantes- alcanzaron el manto litosférico.

##### Zona Ossa-Morena
Ossa-Morena es una zona que en la provincia de Huelva está encajada por la zona Centro-Ibérica, por el norte, y por la zona Sur-Portuguesa por el sur, ocupando el tercio norte de la provincia.
Está caracterizada por una gran complejidad estructural y diversidad de materiales, que van desde el Precámbrico al Carbonífero, entre los cuales se intercalan importantes nódulos volcánicos y plutónicos. La complejidad estructural se debe a la importante actividad tectónica resultantes de la orogenia hercínica que ha configurado una importante red de fracturas y zonas de cizalla que disponen los materiales en la configuración N0-SE característica de las zonas hercinianas. Otra de las consecuencias es el metamorfismo que se manifiesta en diversos grados, así como por las intensas deformaciones generando plegamientos y en última instancia cabalgamientos.
En la provincia se pueden diferenciar dos dominios:
- Dominio de Elvas-Cumbres Mayores:

Este dominio se dispone en la franja fronteriza con la provincia de Badajoz, predominantemente en la sierra de Cumbres Mayores. Predominan las rocas formadas por metamorfismo regional en el Precámbrico, destacando las metapelitas y los materiales volcanosedimentarios. Estos materiales se encuentran dispuestos en pliegues tumbados, llegando a producirse importantes cabalgamientos.
- Dominio de Sierra Aracena:

Este dominio forma una franja al sur de la anterior, si bien mucho más extensa. Se dispone prácticamente en sentido este-oeste entre la provincia de Sevilla y Portugal (Almadén de la Plata-Beja).
Se pueden distinguir dos partes diferenciadas: una oceánica y otra continental. La primera está formada por las anfibolitas de Acebuches y otras metabasitas surgidas por metamorfismo regional de basaltos. Por su parte, la parte continental es mucho más heterogénea, predominando un metamorfismo de altas temperaturas y baja presión.

##### Zona Sur-Portuguesa
La zona Sur-Portuguesa es la más extrema y meridional del Macizo Hespérico. Ocupa una amplia franja en el centro de la provincia de Huelva, prolongándose hacia la vecina provincia de Sevilla. Está en contacto con la zona Ossa-Morena, con la que forma una importante sutura del Macizo Herciniano Europeo, manifestada por las anfibolitas de Acebuches.
La parte septentrional está formada por materiales del Devónico, mientras que en su parte central se encuentra la Faja pirítica ibérica, que forma una banda de 250 km de largo y 50 km de ancho. Su principal característica es que contiene grandes yacimientos de pirita y sulfuros polimetálicos: cobre, plomo y zinc.

#### Depresiones neógenas y cuaternarias
Los depósitos neógenos y cuaternarios forman parte del área de colmatación de la Depresión Bética. Su origen geológico es relativamente reciente, predominando los materiales sedimentarios -arenas, limos y arcillas- del Mioceno superior, Plioceno y, más localmente, Pleistoceno, producto de la erosión de los nuevos relieves.
Los materiales más antiguos corresponden al Mio-plioceno, situados en la zona de contacto con el Andévalo (Zona Sur-Portuguesa). Estas tierras, compuestas principalmente de arenas y areniscas, se asientan directamente sobre una potente capa de margas, base del relleno de la depresión. De forma discontinua se superpone una posterior sedimentación en el Plioceno de conglomerados, gravas, arenas y arcillas.
Los materiales de relleno son cada vez más recientes conforme se avanza hacia el Sur, donde el Plioceno se mezcla y desaparece bajo la posterior sedimentación Cuaternaria. La altitud desciende hacia el mar formando un auténtico glacis erosivo que llega a su fin en la costa. Este espacio es conocido como tierras de arenas y está compuesto principalmente por limos, gravas y arenas silíceas muy poco cohesionadas entre sí.
El litoral es de carácter arenoso, formado por dunas interrumpidas por el estuario de los ríos Tinto y Odiel formando marismas.

### Relieve

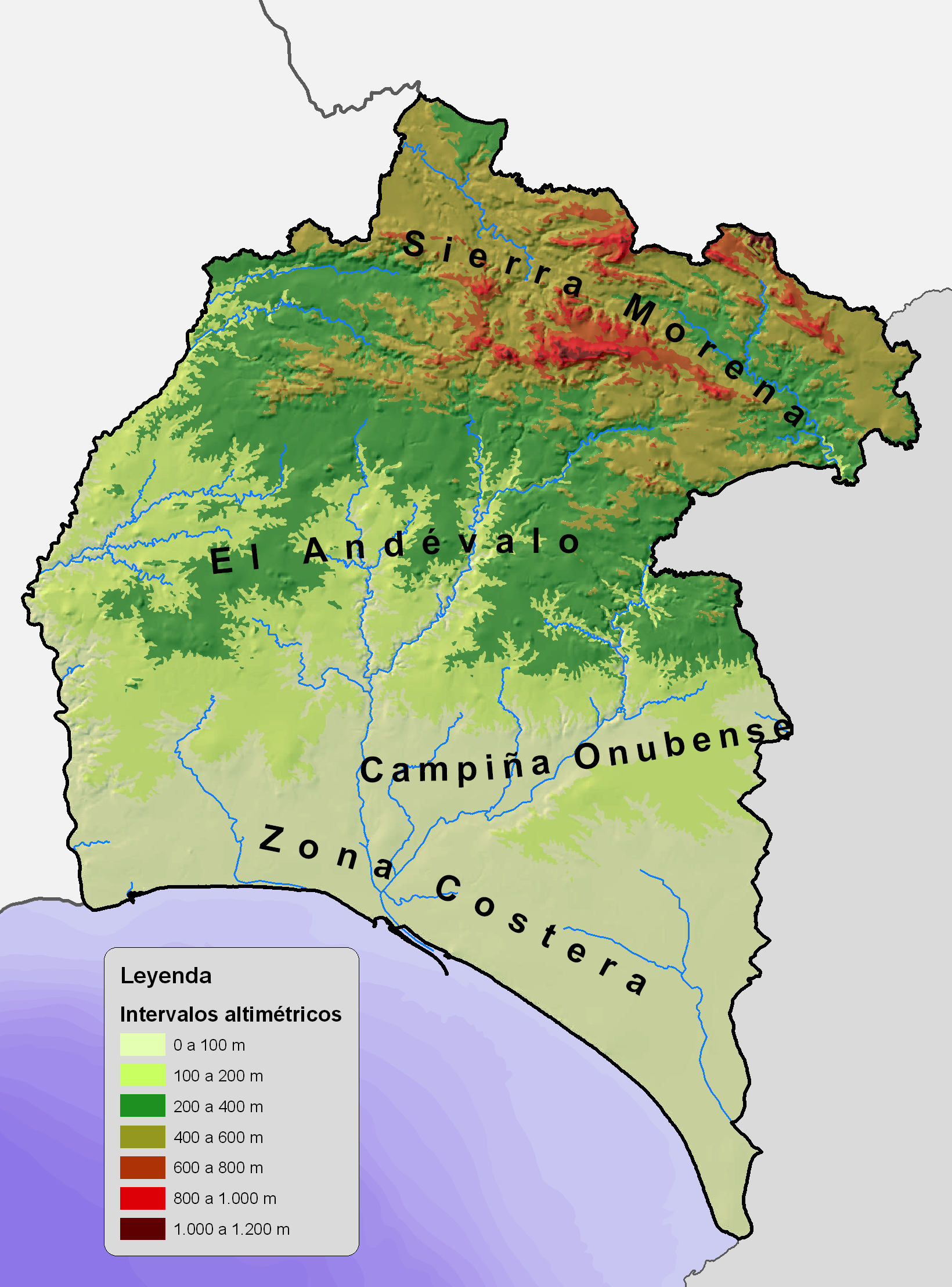
Mapa físico de la provincia

En el relieve onubense pueden diferenciarse claramente dos zonas: la zona serrana dominada por el sector onubense de Sierra Morena y la gran llanura litoral perteneciente a la Depresión Bética. Entre ambas, existe una tercera zona de transición, denominada el Andévalo, donde predominan los relieves alomados que forman parte del piedemonte de Sierra Morena. Estas tres zonas se disponen en sentido norte-sur, descendiendo la altura en esta dirección.
La Costa de la Luz, compartida con la vecina provincia de Cádiz hasta Tarifa, baña el sur de la provincia. No existen acantilados, siendo las formaciones dunares el elemento más característico del relieve costero. Las playas son de tipo disipativo, de arena fina y dorada, con variaciones anuales en la línea costera que pueden ser marcadas debido a los temporales invernales.
Sierra Morena
Sierra Morena y por lo tanto el sector onubense, es el resultado de la erosión del Macizo Hespérico formado en la orogenia herciniana. El plegamiento alpino produjo un rejuvenecimiento de la cordillera con el plegamiento de los materiales sedimentarios y al mismo tiempo una fractura de los materiales metamórficos, menos flexibles a las fuerzas orogénicas. Este distinto comportamiento de los materiales ha provocado una gran diversidad interna dentro de la zona: el relieve va desde las zonas más abruptas y escarpadas, compuestas por materiales duros, zonas alomadas y de pendiente media, y zonas de valles donde la erosión de materiales blandos ha sido mayor.
Principalmente, el sector onubense se puede dividir en dos subsectores: en el norte se disponen de forma longitudinal varias alineaciones montañosas con altitudes entre 500 y 700 metros, compuestas principalmente por pizarras, areniscas y grauvacas, que forman picos alomados poco abruptos. Se pueden destacar la sierra de los Hinojales, la del Álamo o la del Viento. Al sur de este sector, dividido por los valles de los ríos Múrtigas y Huelva, se encuentra el subsector sur formado por alineaciones con distinta orientación. En este sector (en su parte central) están las mayores altitudes y pendientes: destaca la cumbre del Castaño con 962 metros. El pico más alto de la provincia es el de monte Bonales con 1054 m s. n. m. También hay que destacar el valor visual de los grandes batolitos graníticos de Aroche y Santa Olalla.
El Andévalo
La comarca del Andévalo presenta una serie de sierras de pequeña altitud, entre 200 y 600 metros de altura, en función de su cercanía a Sierra Morena. Los materiales se han vuelto metamórficos y se han fracturado por las distintas orogenias. Los ríos han aprovechado estas fracturas y han rematado con su erosión el modelado final de esta región, donde predominan las estructuras tabulares, las pequeñas colinas de escasa elevación. El intenso metamorfismo de esta zona ha configurado la importante zona minera de la Faja Pirítica Ibérica. Entre las cumbres más importantes destacan el Cabezo Gordo (613 m), en Santa Bárbara y el Padre Caro (600 m) término municipal de Nerva.
La costa y la campiña

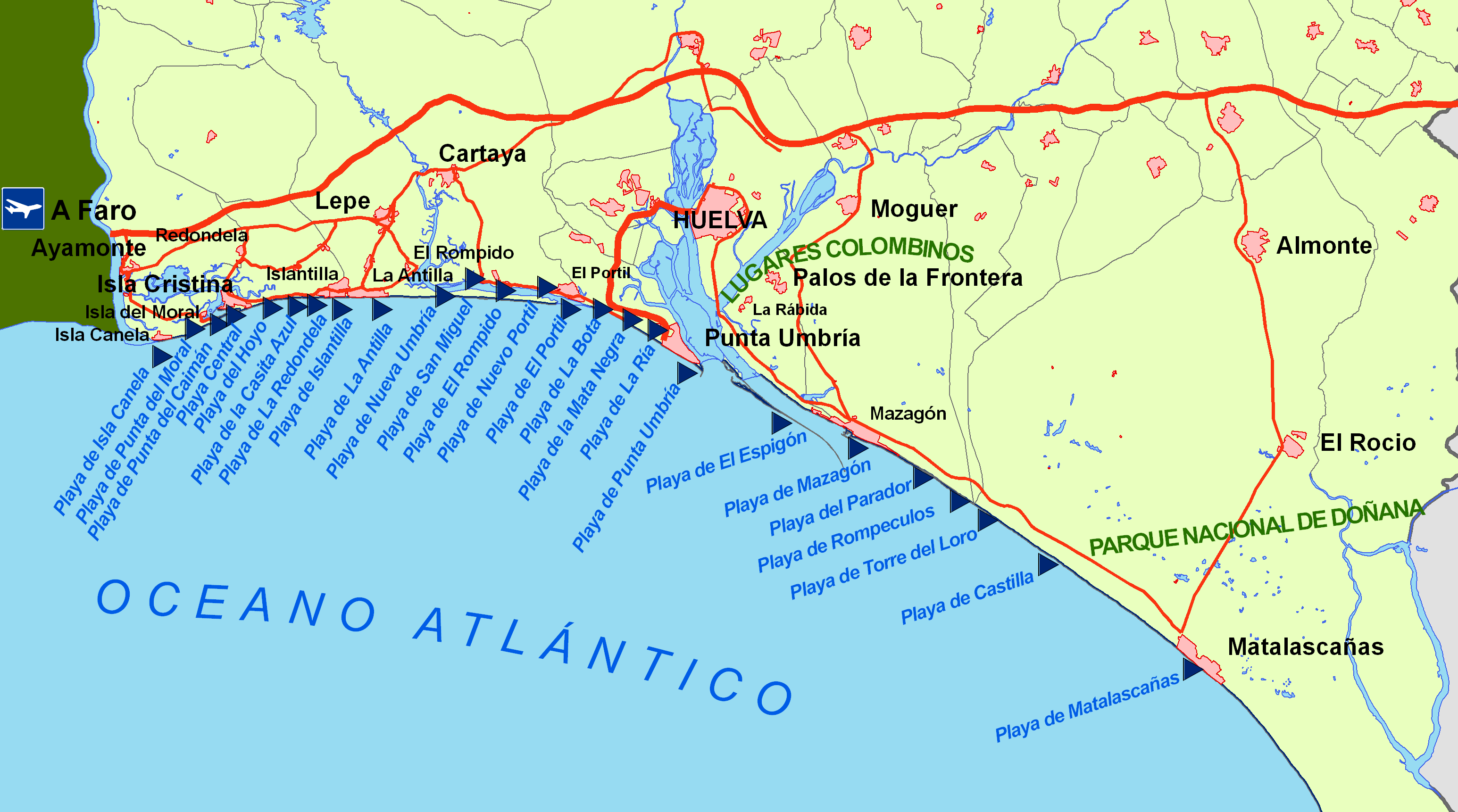
Localización de las principales playas del litoral onubense

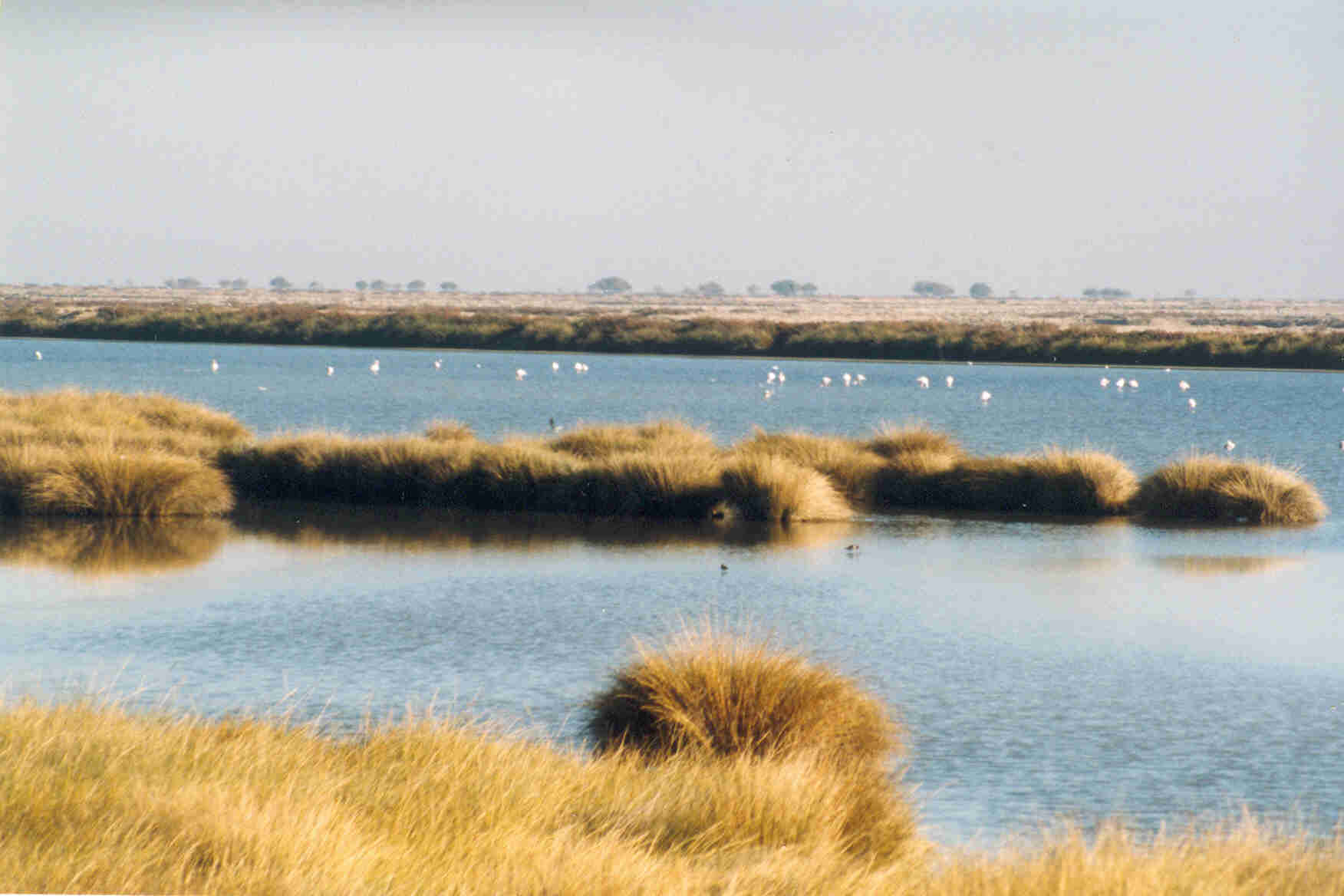
Marisma del parque nacional de Doñana en el estuario del Guadalquivir

Este sector está formado por un relieve monoclinal bastante monótono con algunas lomas o alcores que interrumpen la continuidad de la llanura. Debe su origen a la colmatación sedimentaria de la fosa tectónica del antiguo mar de Tetis, con materiales del terciario y el cuaternario provenientes de la erosión de Sierra Morena. El límite de esta depresión está formado por la falla del río Tinto, que forma una especie de escalón con respecto al Andévalo. Dentro de este sector se pueden distinguir dos subsectores perfectamente diferenciados:
La campiña es una llanura sedimentaria con suaves ondulaciones, en contacto con la depresión del Guadalquivir, formada por materiales terciarios y cuaternarios, se distinguen varias zonas: la depresión interior, la meseta interior, el campo de Tejada, y la zona de los alcores. Los materiales que las forman son mayoritariamente arenas, limos y arcillas, aunque también abundan las margas azules, propias de la sedimentación marina.
Al sur de esta zona, en contacto con las marismas, se disponen otros materiales más recientes y menos cohesionados formados mayoritariamente por areniscas que en muchos lugares afloran en forma de costras. La marisma es el sector de formación más reciente y cercano a la costa, donde se dan formaciones típicas de marismas, caños, lagunas, esteros, junto a zonas de arenas y dunas. Está formado mayoritariamente por materiales muy finos, normalmente arcillas, y expuestos tanto a la dinámica continental como marítima. Estos materiales aún no están muy consolidados.

### Hidrografía

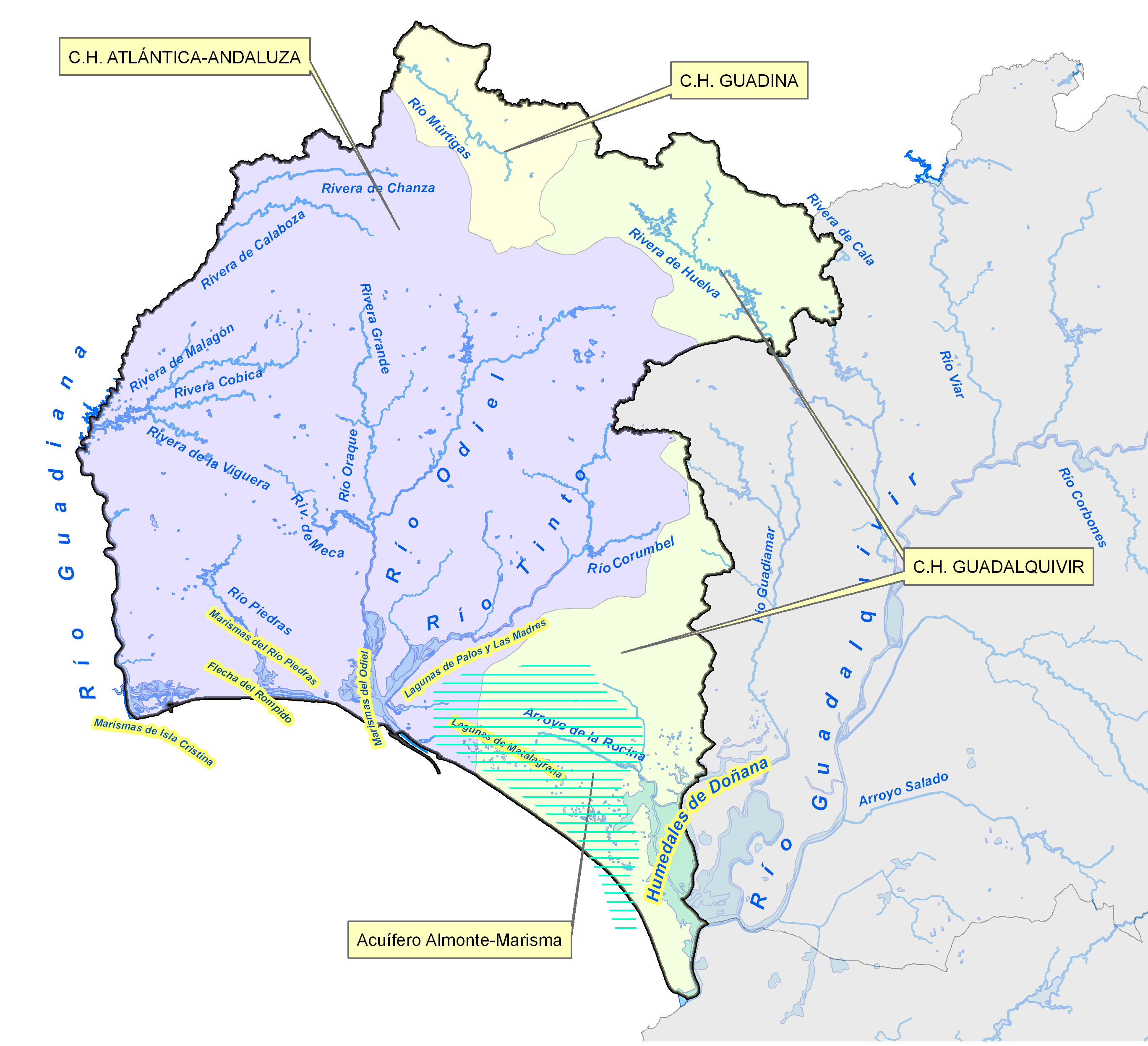
Cuencas hidrográficas

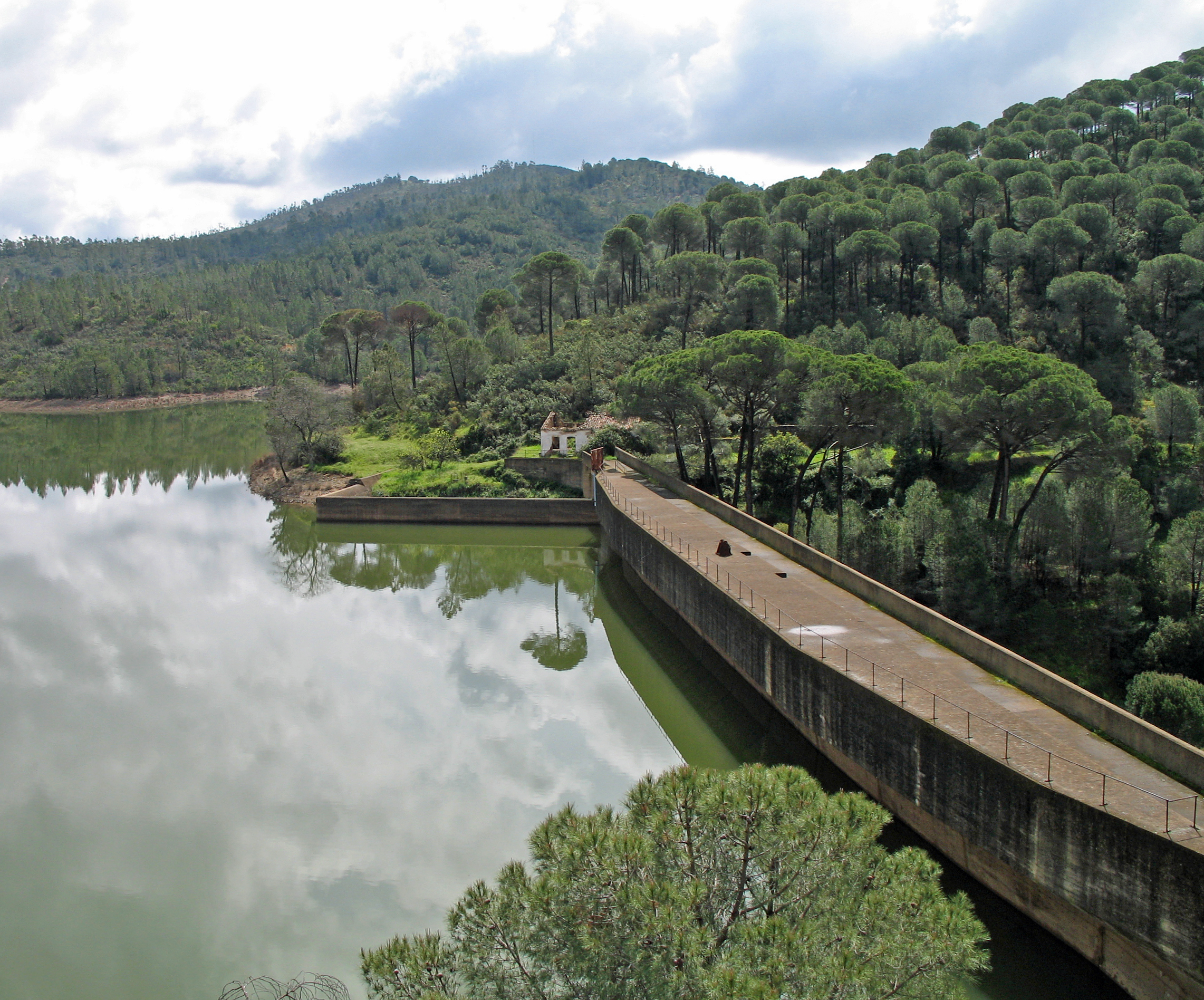
Embalse de Campofrío

En la provincia de Huelva se encuentran, de oeste a este, cuatro ríos importantes: el Guadiana, el Odiel, el Tinto y el Guadalquivir. Existen otros ríos de menor entidad como el río Carreras y el río Piedras. La red hidrográfica se caracteriza por tener cursos de agua de poco trayecto, al ser ríos que deben salvar fuertes desniveles y alcanzan mucha velocidad y un poder erosivo elevado, hoy disminuido por la intervención humana en la creación de embalses.
La provincia onubense reparte su territorio entre tres cuencas hidrográficas: Cuenca del Guadiana, Cuenca Atlántica-Andaluza y Cuenca del Guadalquivir. La provincia se encuentra enmarcada por los ríos Guadiana y Guadalquivir, pudiéndose hablar de una «Mesopotamia» ya que se halla entre ambos ríos.
La Junta de Andalucía asumió desde el 1 de enero de 2006 las competencias plenas en la gestión del agua y del dominio público hidráulico en la totalidad del litoral andaluz con la incorporación de las cuencas de los ríos Tinto, Odiel, Piedras y Chanza a la Administración Autonómica, junto con los ríos Guadalete y Barbate (Cádiz).
Las cuencas del Tinto, Odiel, Piedras y Chanza, que comprenden la práctica totalidad de la provincia de Huelva y cuya gestión dependía anteriormente de la Confederación Hidrográfica del Guadiana, se integraron inicialmente en la Agencia Andaluza del Agua como Dirección General de la Cuenca Atlántica Andaluza. Tras la reorganización del sector público realizado por la Junta de Andalucía en 2011, desapareció dicha agencia, quedando integrada la cuenca en la Dirección General de Planificación y Gestión del D.P.H., de la Consejería de Medio Ambiente.
El río Guadiana sirve de límite de la provincia con Portugal y en él mueren todos los arroyos situados en el oeste provincial. En los arroyos Malagón y el Cóbica se sitúa una de las presas más importantes de la provincia, la presa del Andévalo con una capacidad de 117 hm³ regulables, que suministran agua a las principales demandas provinciales como son el turismo y consumo humano de la costa, el Polo Industrial del área Metropolitana y los cultivos intensivos de regadío.
Por su parte, el río Guadalquivir desemboca entre las provincias de Huelva y Cádiz y ejerce de límite entre ambas provincias, si bien tan solo durante unos pocos kilómetros. No obstante, recoge la mayoría de las aguas de las marismas (parque nacional de Doñana), a través del arroyo de la Rocina, y las de la parte nororiental, por medio del Rivera de Huelva.

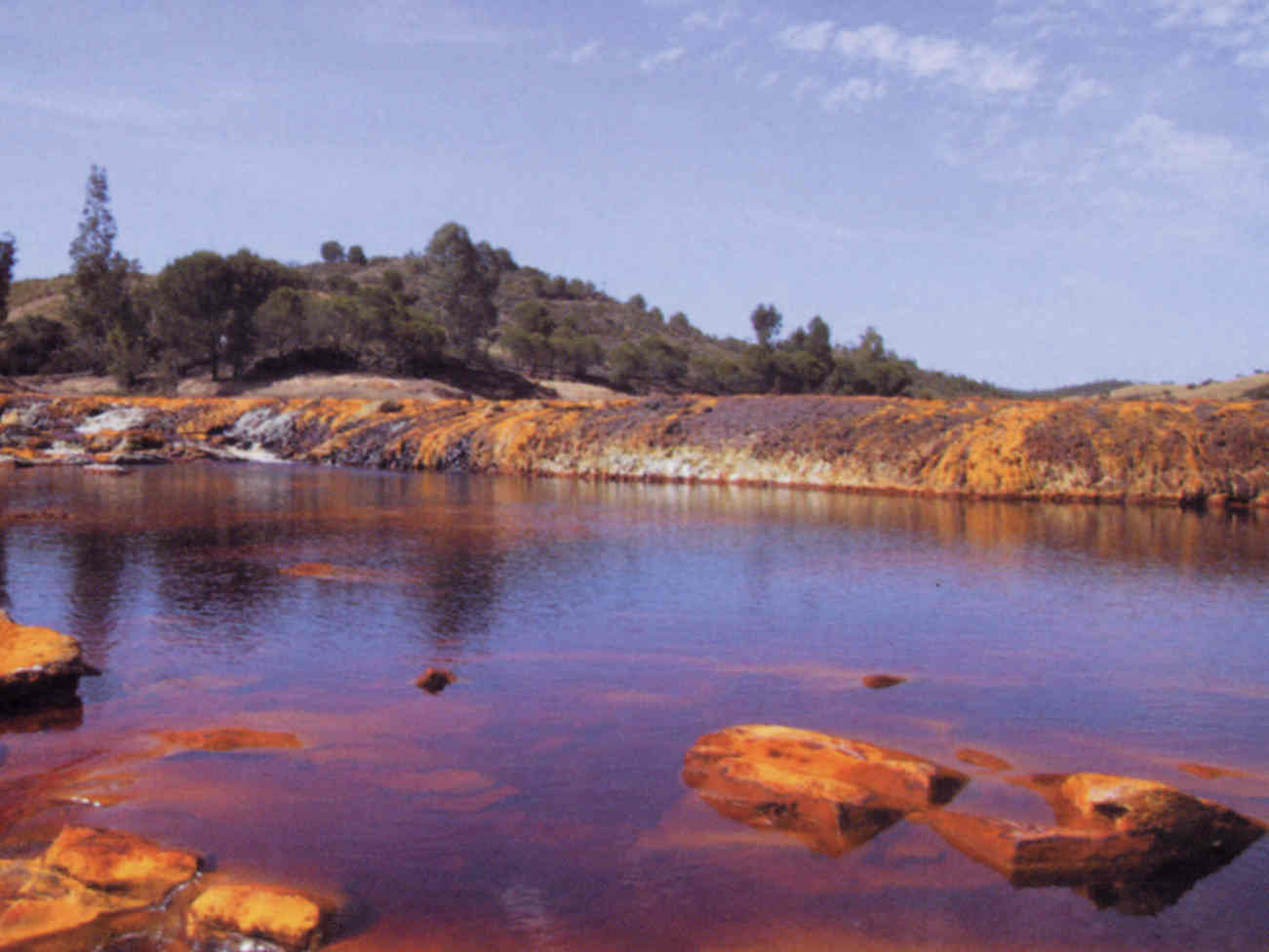
El Río Tinto, característico por sus aguas rojas a causa de los minerales de la franja pirítica y la acción de diferentes microorganismos

Sin embargo, los ríos más importantes y emblemáticos de Huelva, por discurrir todo su cauce por la provincia, son el Tinto y el Odiel. El río Tinto, que nace en la sierra oriental del Andévalo, es un río muerto (si exceptuamos los organismos llamados extremófilos) debido a la gran cantidad de minerales disueltos que llevan sus aguas, producto de la intensa actividad que tuvo lugar en la cuenca minera de Riotinto, situada al norte del Condado. Este hecho le da un carácter árido, sin vegetación en sus márgenes. Supone un límite natural entre las tierras agrícolas del Condado y las andevaleñas del norte. Hacia él discurren numerosos arroyos y riveras, destacando el río Corumbel. En esta cuenca solo se sitúan Moguer y la zona norte de los términos de Lucena del Puerto y Bonares.
El río Odiel nace en la sierra de Aracena y desemboca, junto con el río Tinto, formando la ría de Huelva. Su cuenca posee una longitud de 140 km de curso principal y una superficie de 2330 km². En la red hidrográfica del río Odiel se pueden diferenciar tres subcuencas principales, la del río Oraque, la del río Meca y la del Odiel. Las dos primeras proporcionan el 51 % del aporte total y la del Odiel el 49 % restante. El carácter fluvial del Odiel se pierde en Gibraleón, a partir de donde se crea un complejo estuario que da lugar a las Marismas del Odiel.
Otros ríos a destacar en la provincia son:
- Rivera del Chanza: discurre en dirección NE-SO, abriendo un gran valle, junto al rivera de Calaboza, hasta que mueren en el Guadiana. Este valle permite el discurrir de la carretera N-433 hacia Portugal y el desarrollo de una de las escasas zonas agrícolas de Sierra Morena.
- Río Múrtigas: transcurre en dirección norte al encuentro con el Guadiana, abriéndose paso entre materiales pizarrosos, difícilmente erosionables, y por tanto excavando un estrecho y encajado valle.
- Rivera de Huelva: se abre paso mediante un amplio valle en Sierra Morena, que la divide en dos sectores: norte y sur. Discurre en sentido NO-SE recogiendo las aguas del rivera de Cala, hasta desembocar en el Guadalquivir.

En la provincia de Huelva hay que destacar la importancia que tienen las aguas superficiales ligadas a formaciones endorreicas, destacando sobremanera las marismas del Guadalquivir, protegidas mediante el parque nacional y Natural de Doñana que se localiza, en gran medida, en la provincia onubense. En el entorno de Doñana destaca el complejo endorreico Lagunas de Matalagrana.
También destacan el complejo del Abalario, entre Lucena del Puerto y Moguer, y el complejo lagunar de Palos, que conforma el paraje natural de las lagunas de Palos y las Madres, en los términos de Palos de la Frontera y Moguer. Ambos espacios son de gran fragilidad y soportan una gran presión por la creciente demanda de extracciones de agua.
En cuanto a las aguas del subsuelo hay que destacar el acuífero detrítico de Almonte-Marisma, formado por la filtración de las aguas de la marisma, permitido por la existencia de arenas y areniscas en superficie y otra capa impermeable en profundidad de margas azules.
El acuífero nutre el 40 % del consumo que se produce en la Mancomunidad de Aguas del Condado, además de todos los regadíos existentes en el Condado y en los municipios vecinos de Moguer y Palos de la Frontera.

### Clima
Para analizar el clima de Huelva hay que partir de su situación geográfica. Esta provincia se encuentra comprendida entre los 38°15” y los 36°45” de latitud. Orientada en general al mediodía (sur), zona de máxima exposición solar en el hemisferio norte. Cuenta con 3000 horas de sol al año aproximadamente, lo que equivale a afirmar que en esta provincia se goza de 300 días despejados anualmente.
Hay que tener en cuenta un factor decisivo como es su proximidad al Atlántico, cuya influencia se manifiesta en la oscilación entre la temperatura media de las máximas y media de las mínimas, además la provincia cuenta con suaves topografías que se van incrementando hacia el norte, influyendo también en las temperaturas este factor (decrecen de sur a norte, conforme aumenta la altitud).
Por lo general cuenta con un invierno suave, donde las temperaturas se sitúan en el entorno de los 10 °C y muy raramente bajan de los 0 º y un verano caluroso, cuyos meses más cálidos, julio y agosto, predominan temperaturas del entorno de los 35 °C y raramente se observan superiores a los 40 °C. Las temperaturas máxima y mínima observadas en la ciudad de Huelva han sido de 43,8 °C el 25 de julio de 2004 y -5,8 °C el 17 de febrero de 1938 respectivamente.
Estas características definen un clima mediterráneo oceánico o con influencias atlánticas, que se puede dividir en dos zonas: la Atlántica submarítima y la Continental atenuada.
El 2 de febrero de 1954 ocurrió un fenómeno muy poco común en la costa de Huelva, a pesar de su cercanía al mar: debido a un intenso temporal del norte, se produjo una nevada que duró cerca de 3 horas y precipitaron unos 40 centímetros de nieve. En algunos lugares de las ciudades de Huelva o Isla Cristina la nieve no se derritió hasta pasada una semana. No se producía una nevada tan importante desde 1881. Este tipo de nevadas tiene un período de retorno medio de 50 años.
- En la subregión Atlántica submarítima, en las tierras bajas de los valles protegidos, los veranos son calurosos, mientras que las tierras altas disfrutan de temperaturas suaves. En invierno, la continentalidad se hace notar a medida que se avanza hacia el interior. Los veranos son calurosos de cielos despejados.
- La subregión Continental atenuada se caracteriza por la suavidad de sus inviernos, donde ocasionalmente se presentan heladas. En verano el contraste térmico es elevado, siendo julio el mes más caluroso. En zonas bajas del Andévalo, pertenecientes a la ribera del Chanza, afluentes del Odiel, y este último, las temperaturas superan con facilidad los 40 °C en verano, incluso los 45 °C durante las olas de calor. Hay por lo general un notable contraste entre el Andévalo y la costa.

En cuanto a las precipitaciones, se encuentran alrededor de los 500 mm anuales (en la zona montañosa del interior pueden aumentar hasta los 1000 mm anuales). El máximo pluviométrico se encuentra a finales de otoño-invierno, mientras que en la estación estival escasean las lluvias, particularmente julio no registra apenas precipitaciones.
|                         | ene  | feb  | mar  | abr | may  | jun  | jul  | ago  | sep  | oct  | nov  | dic | MEDIA |
| ----------------------- | ---- | ---- | ---- | --- | ---- | ---- | ---- | ---- | ---- | ---- | ---- | --- | ----- |
| Temp. máxima MEDIA (°C) | 16,3 | 17,9 | 20,9 | 22  | 25,2 | 30,0 | 34,5 | 34   | 30,2 | 25   | 20,1 | 17  | 24,3  |
| Temp. mínima MEDIA (°C) | 6,5  | 7,9  | 8,5  | 11  | 14,2 | 17,9 | 20,5 | 22,2 | 17   | 14,6 | 9,9  | 7,7 | 14,1  |
| Precipitaciones (mm)    | 62   | 43   | 72   | 40  | 28   | 8    | 2    | 4    | 20   | 52   | 62   | 63  | 462   |

### Edafología
La naturaleza de los suelos de Huelva está fuertemente condicionada por los materiales y morfología de la Depresión Bética y del Macizo Hespérico. En este sentido y siguiendo la dirección N-S se pueden distinguir tres grandes dominios con suelos de características similares.

#### Sierra Morena

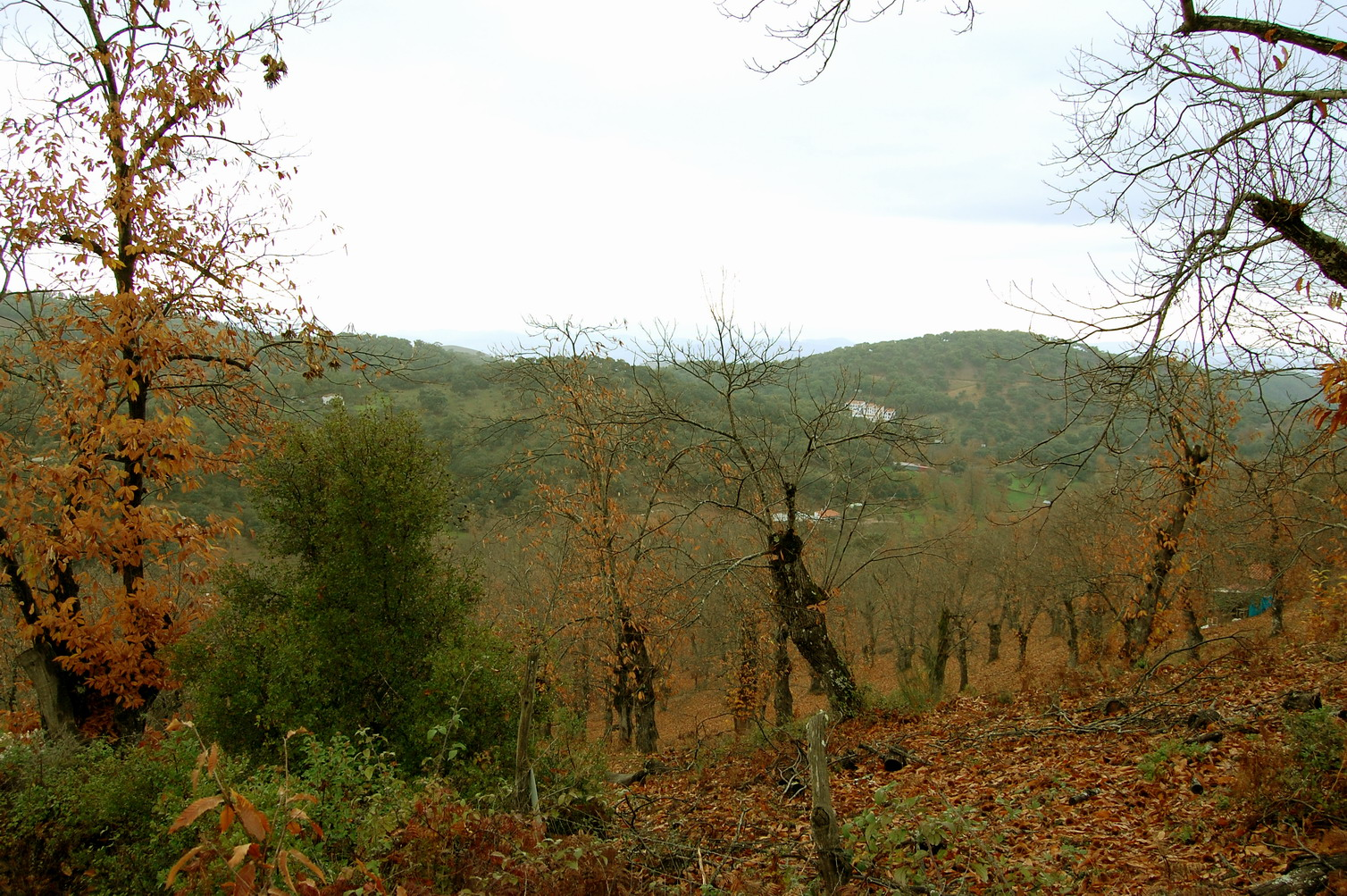
Sierra de Aracena

En función de la litología que aflora en superficie y a la morfología existente, Sierra Morena se caracteriza por una serie de suelos característicos: leptosoles, cambisoles y luvisoles.
Los leptosoles líticos se desarrollan sobre la extensa franja del Carbonífero, ante todo sobre pizarras y conglomerados. Los suelos son de escaso desarrollo debido a la morfología quebrada del territorio. En zonas de valles o con pendientes menores pueden llegar a desarrollarse cambisoles. En la zona de pizarras, fuera del carbonífero, ocurre un fenómeno parecido. A la dificultad de alteración de este material y a las pendientes, hay que agregar su esquistosidad, que facilita el deslizamiento del suelo formado por las laderas. En situaciones puntuales pueden desarrollarse luvisoles crómicos. Otra zona de desarrollo de estos suelos es la franja volcánica de materiales ácidos de difícil alteración que, junto a las importantes pendientes, imposibilitan la formación de suelos con mayor profundidad. En zonas más privilegiadas pueden desarrollarse cambisoles.

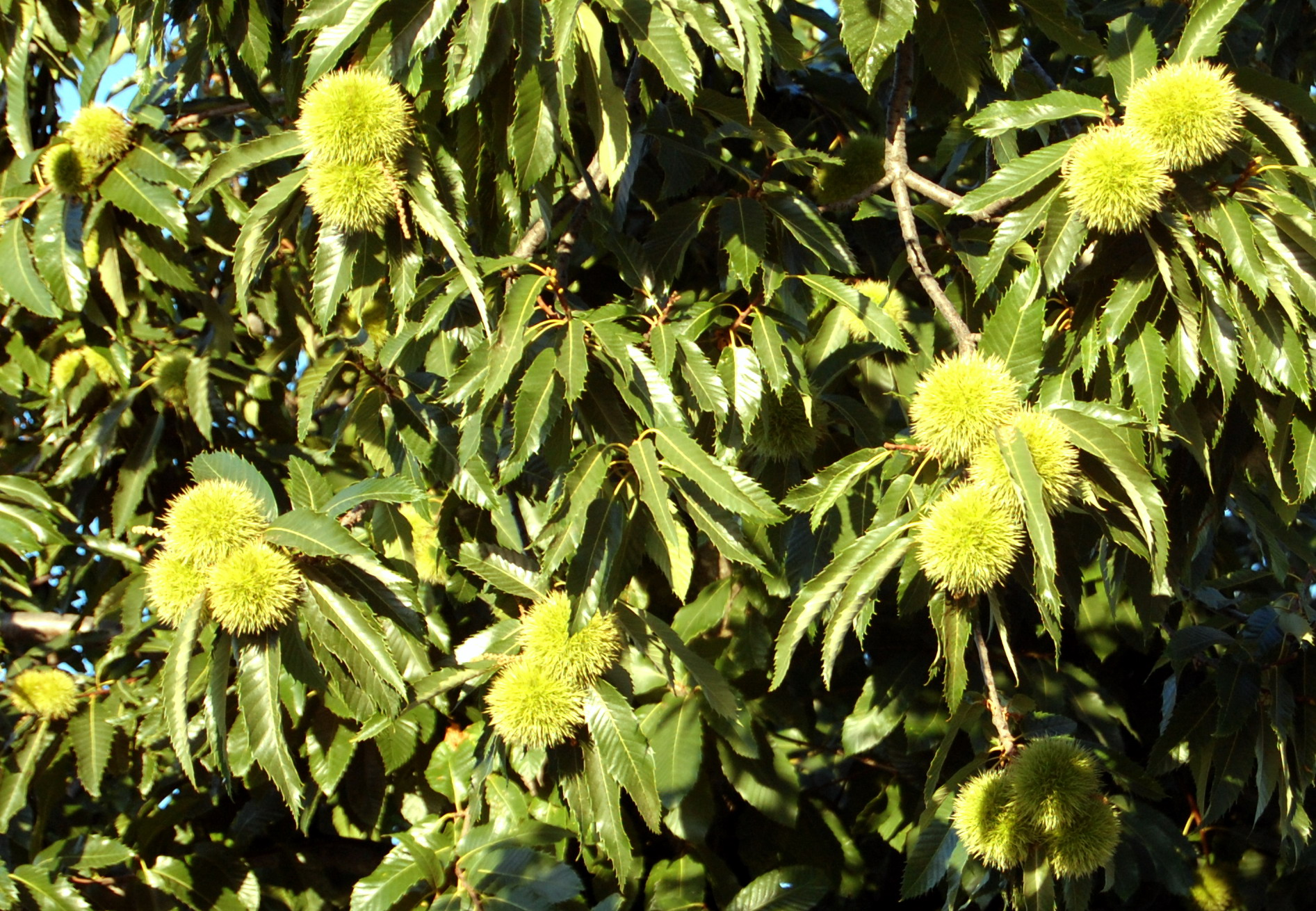
Castaño con erizo, Aracena

Los cambisoles se desarrollan sobre litologías más alterables como son las lavas básicas, desarrollando suelos más potentes. La amplia zona granítica, próxima a la provincia hispalense, también es proclive para el desarrollo de suelos profundos muy arenosos.
Los luvisoles se localizan en las partes más altas de Sierra Morena, donde predominan materiales calizos. A partir de estos suelos, debido a las condiciones de humedad y la presencia de castaños, se ha producido un desarrollo de suelos alterados ricos en hierro y en magnesio —con el característico color rojizo— que pueden ser englobados dentro de los cambisoles.

#### Campiña onubense
La campiña onubense se extiende por una estrecha franja que cruza la provincia desde Portugal hasta la campiña sevillana. Se pueden distinguir dos áreas: en la primera los materiales son fundamentalmente margosos, y los suelos predominantes son calcisoles, vertisoles y, más escasos, cambisoles. Al sur, donde dominan las calcarenitas se sitúan calcisoles, cambisoles, regosoles y luvisoles.
Dentro de los vertisoles, son muy importantes los suelos de albariza, desarrollados sobre un substrato margocalizo, de color amarillento-blanco y en donde se obtienen los mejores rendimientos de la viña en la región del Condado. Su capacidad de retención de agua permite que la cepa disponga de recursos durante la seca estación estival. También hay que destacar el bujeo en el Condado-Campiña. Son suelos sedimentarios, propios de la franja central, conocidos como bujeos pero con diferentes variedades. En general, todos estos suelos son fértiles y profundos, ricos en humus y fáciles de trabajar, presentando cuatro horizontes de suelo fértil. Son ideales para el desarrollo agrario, por lo que tradicionalmente han estado ocupados intensamente por la agricultura tradicional (tríada o trilogía mediterránea de olivo, vid y cereal).

#### Costa y marismas
Al sur de la provincia se encuentra una amplia zona de materiales arenosos poco cohesionados, que coincide con una morfología de pendiente casi nula. En esta zona se distinguen dos espacios diferentes. Las zonas de marismas con suelos muy salinos, donde los suelos son casi exclusivamente solonchacks.
Por su parte, en las zonas arenosas del litoral, los suelos predominantes son los arenosoles. A esta zona se la conoce como tierra de Arenas Gordas, que conforman un espacio marginal compuesto principalmente por limos, gravas y arenas silíceas. La calidad agronómica es muy pobre, sin embargo, gracias al desarrollo de los cultivos forzados bajo plástico en regadío, estas tierras se han convertido en una fuente de riqueza por el cultivo del fresón en la actualidad.
Se pueden desarrollar suelos más profundos como cambisoles o gleysoles en zonas donde la vegetación proporciona un importante aporte de biomasa para la formación de humus.
La provincia cuenta con alguna de las playas ininterrumpidas y vírgenes más largas del país y del continente.

### Flora y fauna

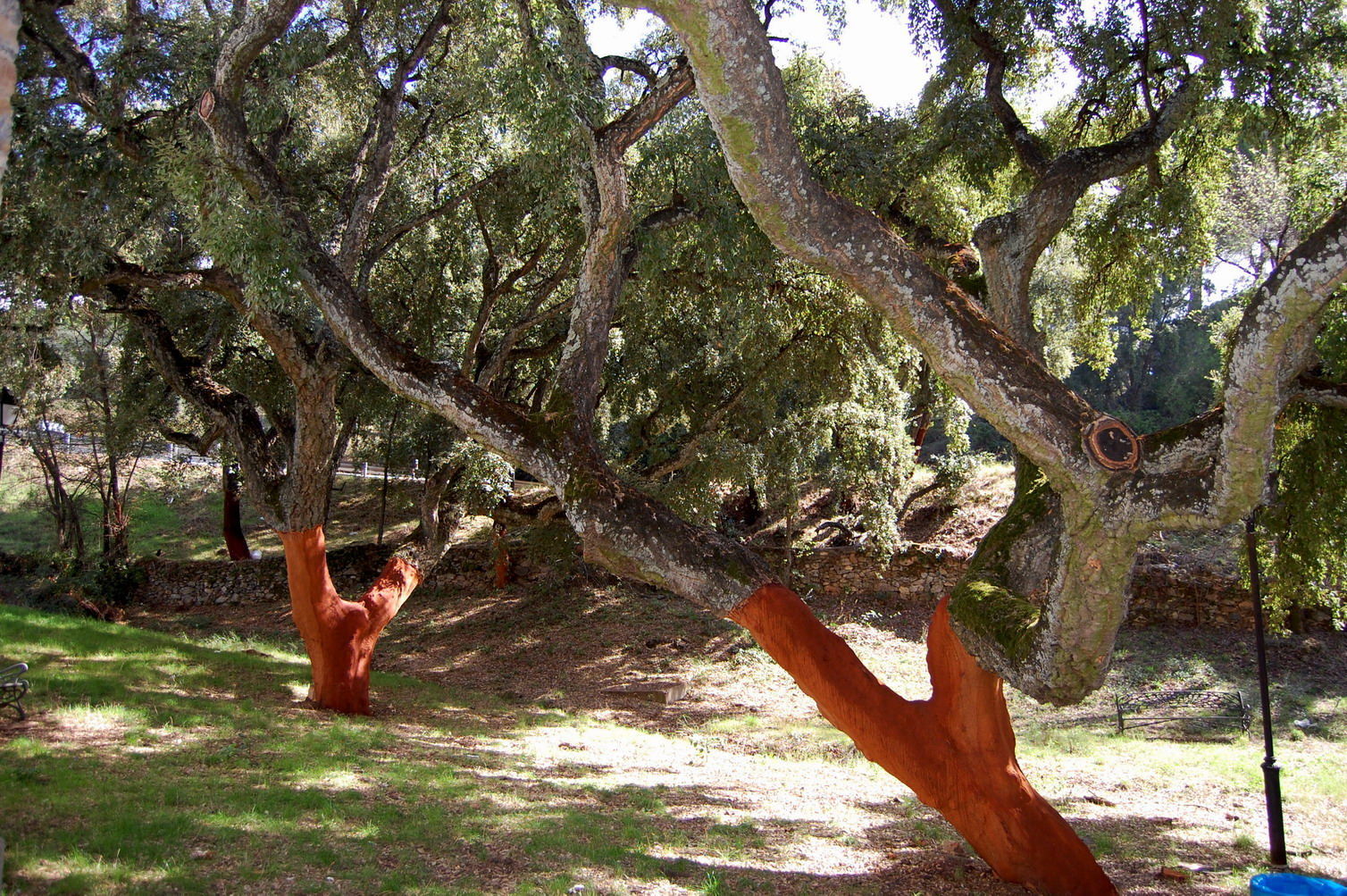
Alcornoque en Aracena

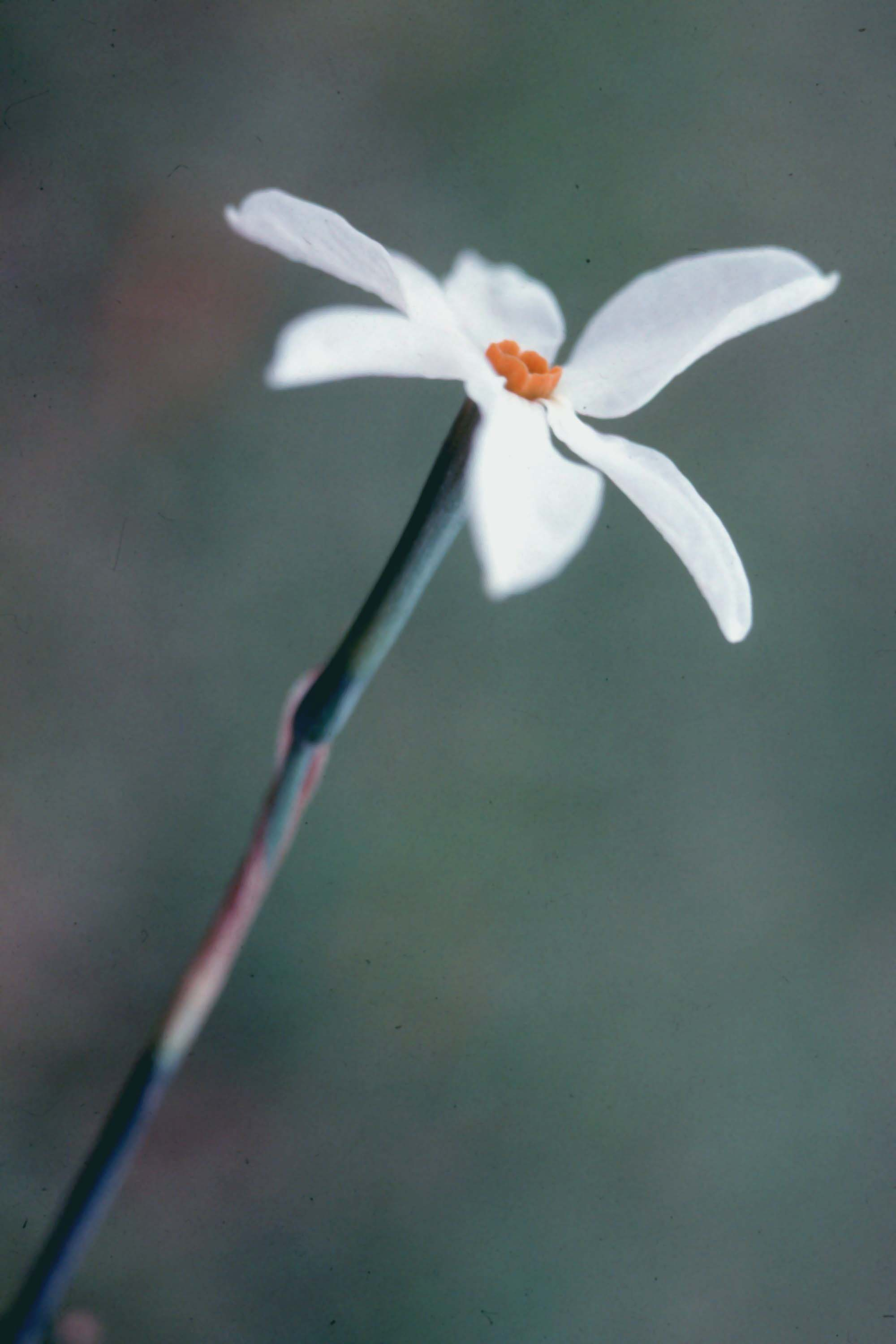
Narciso

El tipo de vegetación característico de la zona es la del bosque esclerófilo mediterráneo, donde predominan encinares y alcornocales. Este tipo de vegetación aparece prácticamente de forma continuada por toda la geografía onubense, ante todo en la mitad norte (Sierra Morena y El Andévalo). Esta vegetación está ligada a zonas con suelos ácidos y donde no existe sequía, aunque no son muy exigentes en cuanto al agua que necesitan para su desarrollo.
Los castañares y quejigares son también formas boscosas típicas de estas zonas serranas onubenses, sin embargo, sus requerimientos hídricos son más exigentes. Es por esto que aparecen en forma de manchas en las zonas más altas (con mayor pluviosidad) o en zonas de umbría (con menor evapotranspiración). Entre su sotobosque destacan especies como el durillo, el rusco, la olivilla, la retama loca, la aristoloquia larga y el helecho común. Por el contrario, en la zona de campiña, la vegetación natural es prácticamente inexistente, siendo el suelo prácticamente utilizado para el cultivo.
En lo que se refiere a la vegetación asociada a la zona costera y de marismas, son de especial interés especies como la Vulpia fontquerana, la Linaria tursica, el enebro costero, el Micropyropsis tuberosa, el Hydrocharis morsus ranae o la Thorella verticillatinundata, muchas de ellas fuertemente amenazadas. La dureza de este ecosistema se hace patente en la necesidad de algunas especies vegetales para adaptarse a condiciones muy especiales: las dunas de arena y su suelo inconsistente. Este ecosistema de dunas móviles, casi inexistente en otros lugares de la península ibérica, es consecuencia del fuerte viento del suroeste. El enterramiento de la vegetación, sobre todo de árboles a cargo de los lentos movimientos de arena, es uno de los más conocidos fenómenos de la zona de playa de Doñana.
Por otra parte, la vegetación de repoblación merece una mención aparte en esta provincia, donde las repoblaciones de eucaliptos y pinos han sido de una gran importancia, tanto que su tala aporta al total andaluz prácticamente el 50 % del volumen de madera (504 911 m³, de los que 373 429 m³ son de eucalipto). Este dato supone un importante aporte económico al sector primario, si bien, en contrapartida, provoca serios problemas medioambientales: grandes requerimientos hídricos, eliminación del sotobosque y lo que esto supone en la degradación del suelo y disminución de la biodiversidad en zonas lagunares de alto valor ecológico.

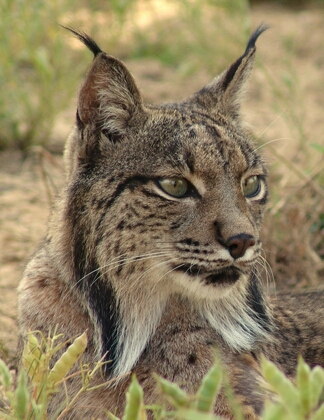
Lince ibérico, una de las especies protegidas de Doñana

Respecto a la fauna, las condiciones naturales de Sierra Morena y El Andévalo son ideales para la existencia de una riqueza en especies de reptiles, aves y, en muchos casos, de especies con una distribución muy limitada.
En esta situación de riesgo de extinción se encuentran especies tan emblemáticas como el lince ibérico (Linx pardina), águila real, águila imperial, águila perdicera, buitre negro, además de otras rapaces, como la cigüeña negra y colonias de murciélagos. La existencia de estas especies en la geografía onubense es un indicador ambiental de primer orden, pone de relieve las buenas condiciones ecológicas en la que se encuentran aún estos espacios, sin embargo, hay que recordar que hasta hace solo quince años existían ejemplares de lince en el otro extremo de la provincia, en el paraje natural de las Marismas de Isla Cristina, pésimo exponente del camino que llevan nuestros espacios naturales. A ello hay que sumarle otras especies de aves que, sin tener su lugar de nidificación propiamente en la provincia, pasan períodos en sus espacios naturales, bien por descanso durante las rutas migratorias o bien por pasar en ellos su época de reproducción.
Es interesante, por último, la presencia de razas equinas autóctonas como el caballo marismeño, variedad semisalvaje localizada en Doñana y el caballo de las retuertas, procedente de la Reserva Biológica de Doñana, que es la raza equina más antigua de Europa.

### Espacios de interés medioambiental: RENPA

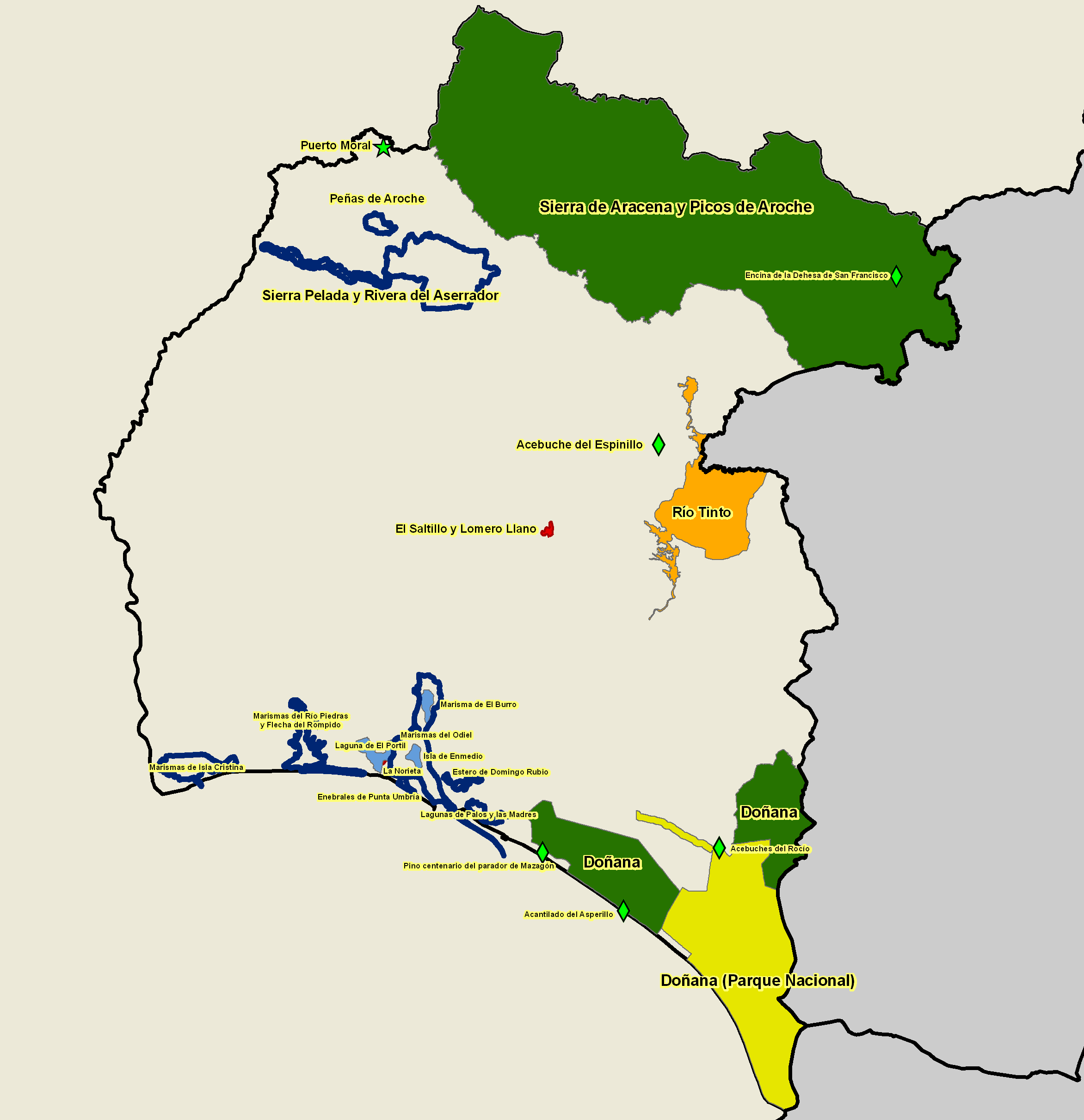
Mapa de espacios protegidos por la RENPA en la provincia de Huelva

La Red de Espacios Naturales Protegidos de Andalucía (RENPA) se configura como un sistema integrado y unitario de todos los espacios naturales ubicados en el territorio de Andalucía. La provincia de Huelva está constituida por 23 espacios protegidos entre Parques Nacionales (1), Parques Naturales (2), Parques Periurbanos (2), Parajes Naturales (8), Paisajes Protegidos (1), Monumentos Naturales (5), Reservas Naturales (3) y Reservas Naturales Concertadas (1), en los que se encuentran los ecosistemas más representativos del territorio onubense. Con dichas figuras, comprendidas por 302 823 ha, un 30% del territorio de la provincia de Huelva se encuentra protegida por alguna de ellas.

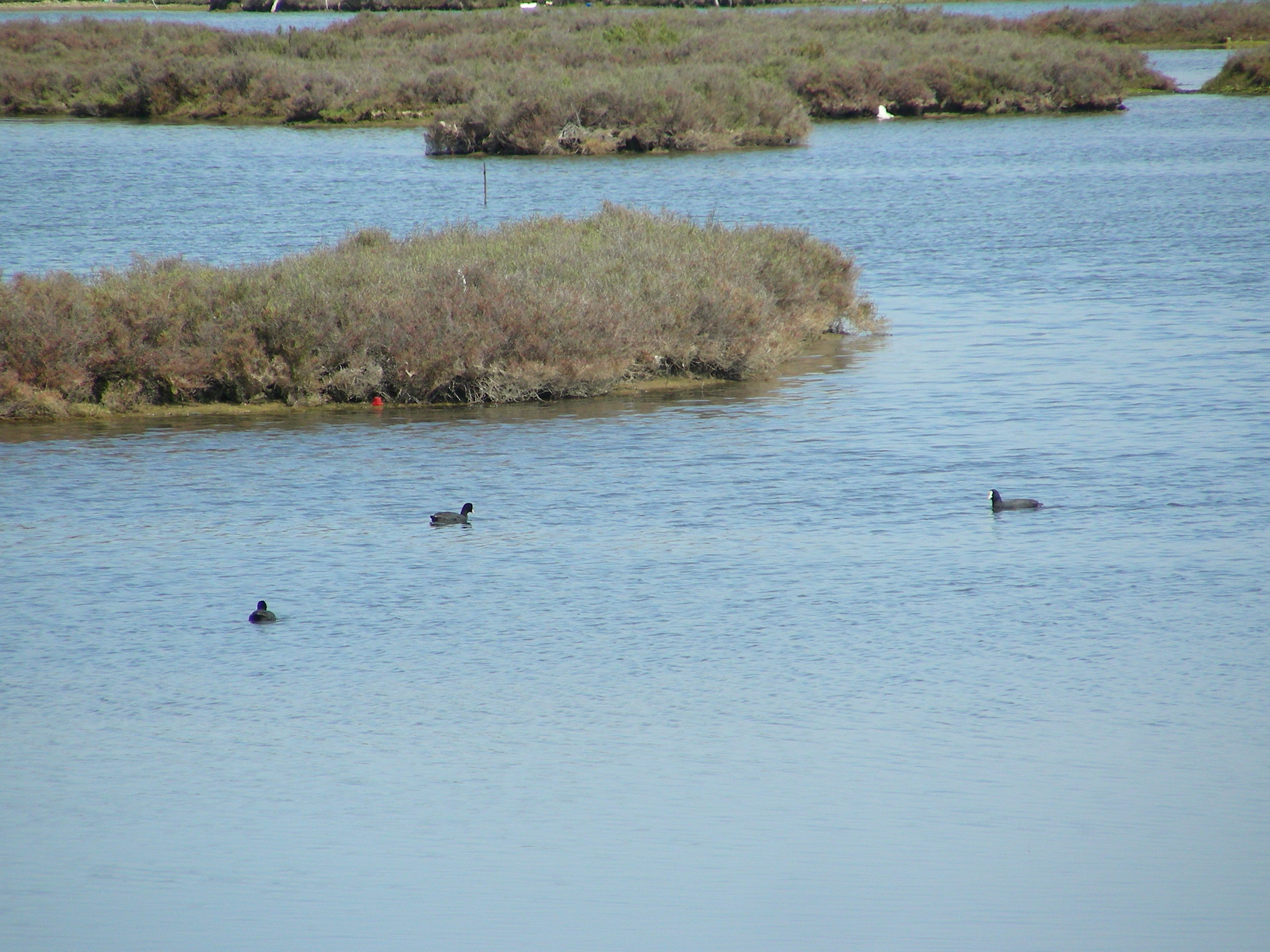
Marismas de Isla Cristina

Entre estos espacios, el ecosistema protegido más importante es el parque nacional de Doñana, la mayor reserva ecológica de Europa, declarado por la Unesco como Patrimonio de la Humanidad. Está situado en las marismas del Guadalquivir y que se encuentra en territorio onubense casi en su totalidad, compartido con las provincias de Sevilla y Cádiz.
En las primeras estribaciones de Sierra Morena, fronteriza ya con la provincia de Badajoz, destaca ante todo el parque natural Sierra de Aracena y Picos de Aroche, declarado como tal en 1989. La zona posee una importantísima riqueza de paisajes de dehesas, encinas y alcornoques, de bosques de castaños y de bosques de ribera, lo que ha potenciado desde siglos la cría del cerdo ibérico y el manufacturado de los productos procedentes de este. De enorme interés geológico y paisajístico es la Gruta de las maravillas de Aracena, de grandes dimensiones y belleza, horadada en los sustratos calizos de esta sierra, siendo una de las de mayor tamaño de la península ibérica, con sus 2130 metros de longitud.

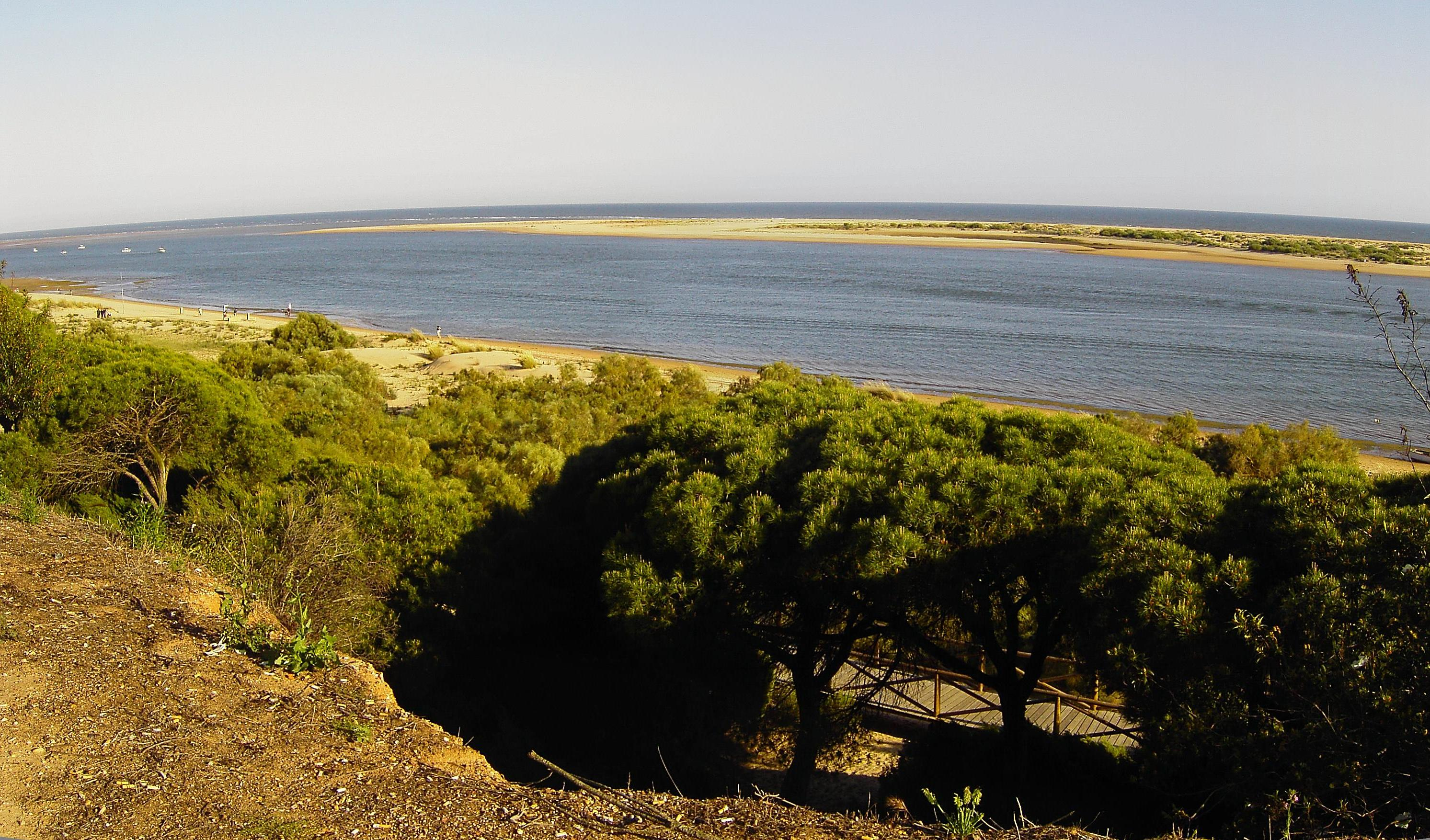
Flecha de El Rompido, Lepe

Otras zonas de protección de la provincia, además de las mencionadas de sierra de Aracena y picos de Aroche y Doñana, son:
- Paraje natural Marismas de Isla Cristina
- Paraje natural Marismas del Odiel
- Paraje natural del Río Piedras y Flecha de El Rompido[96]
- Paraje natural Enebrales de Punta Umbría.
- Paraje natural Estero de Domingo Rubio
- Paraje natural Laguna de las Madres y Palos
- Paraje natural Peñas de Aroche
- Paraje natural Sierra Pelada y Rivera del Aserrador
- Reserva natural Laguna del Portil

#### Reservas de la biosfera
La figura de reserva de la biosfera se otorga a espacios que cuentan con una riqueza natural y cultural representativas de los distintos ecosistemas del globo terráqueo. Andalucía cuenta con una Red de Reservas de la Biosfera, de las que la provincia de Huelva contiene las que se relacionan en la siguiente tabla. En total, la provincia tiene espacios con una superficie de 234 092 ha, lo que supone el 22% del total andaluz.
| Doñana                   | 1980 | 40 107  |
| Marismas del Odiel       | 1983 | 7158    |
| Dehesas de Sierra Morena | 2002 | 186 827 |

#### Humedales

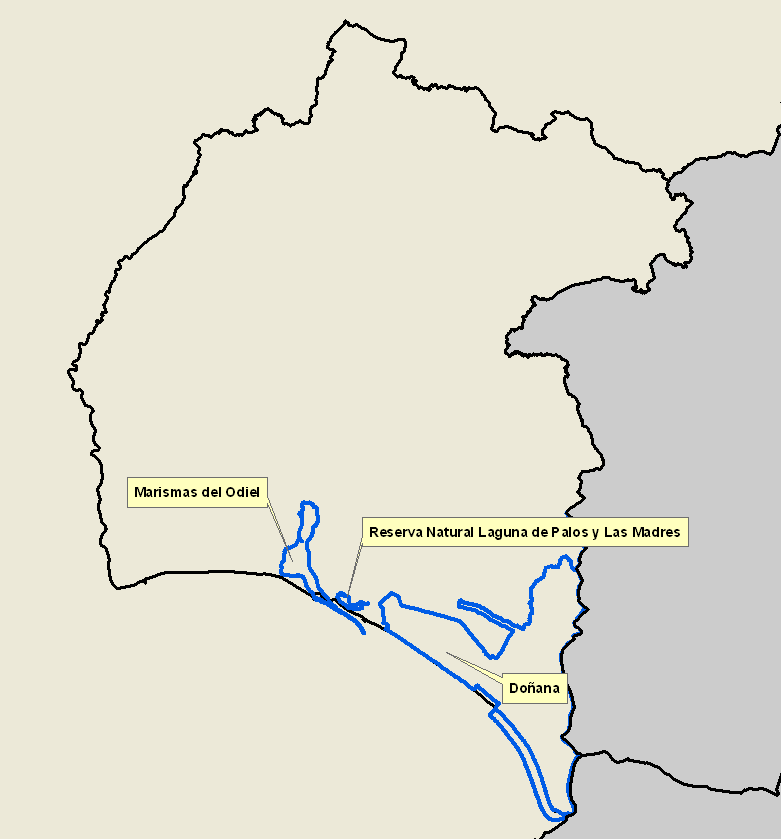
Sitios Ramsar de la provincia

Andalucía posee el patrimonio natural de humedales más rico, variado y mejor conservado de España y de la Unión Europea. Los humedales andaluces en general, donde se enmarcan los de Huelva, presentan una gran diversidad de tipos ecológicos, constituyendo un tipo de ecosistemas de muy elevado valor ambiental, económico, cultural y social, por lo que no solo es necesaria su conservación y su gestión racional y sostenible, sino que es conveniente destacar que los procesos o funciones geomorfológicas, bioquímicas y ecológicas que tienen lugar en estos ecosistemas generan importantes bienes y servicios a la sociedad. A partir del Convenio de Ramsar se ha elaborado una lista de humedales que cumplen alguno de los Criterios de Importancia Internacional, los cuales se incluyen en la tabla siguiente:
| Nombre                                       | Fecha declaración | Superficie    | Coordenadas                      |
| -------------------------------------------- | ----------------- | ------------- | -------------------------------- |
| Marismas del Odiel                           | 05/12/1989        | 7185 ha       | 37°09′N 06°52′O / 37.150, -6.867 |
| Reserva Natural Laguna de Palos y Las Madres | 16/12/2005        | 635,11 ha     | 37°09′N 06°52′O / 37.150, -6.867 |
| Doñana                                       | 04/05/1982        | 111 645,81 ha | 36°57′N 06°19′O / 36.950, -6.317 |

#### Red Natura 2000

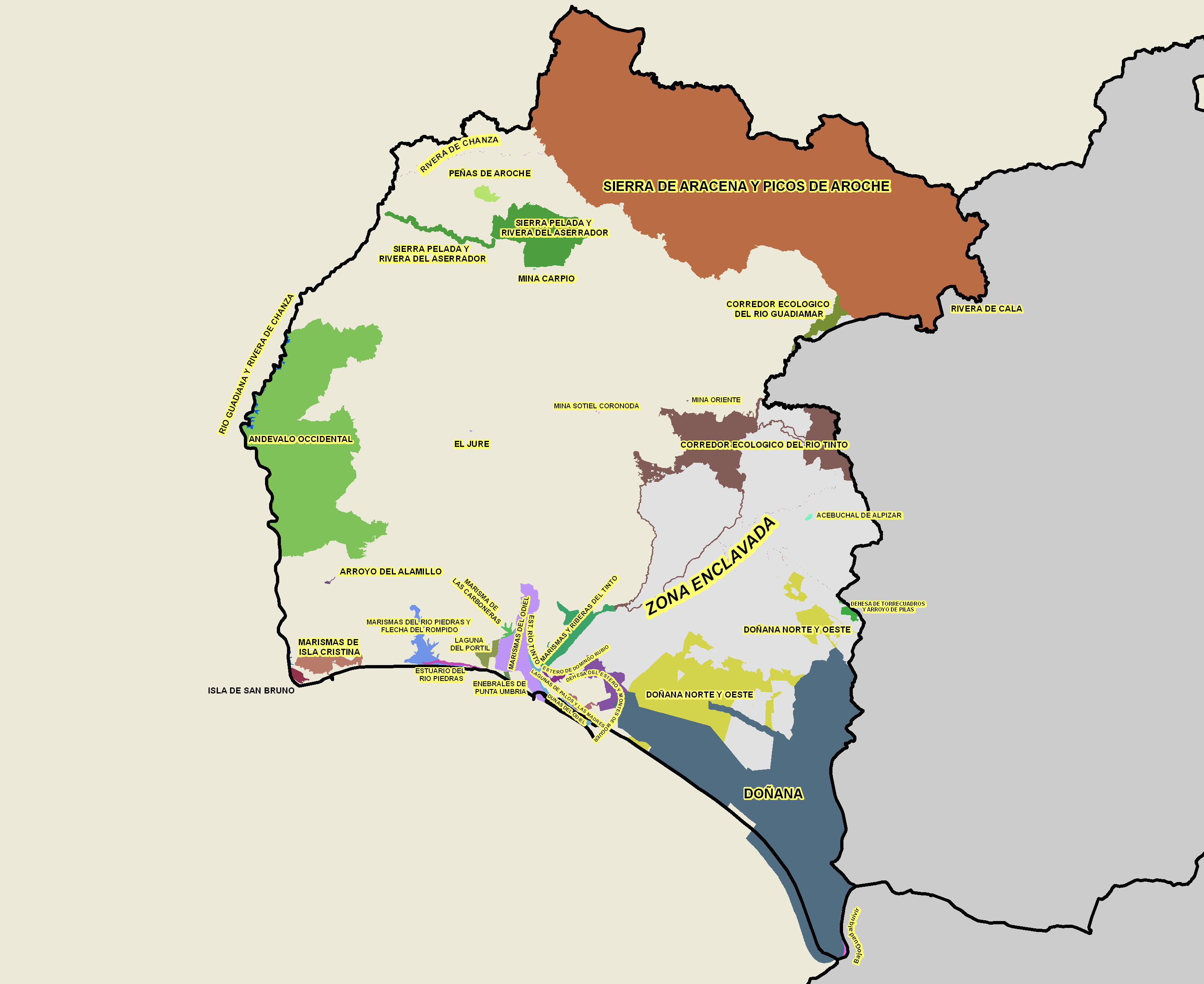
LICs de la Red Natura 2000

Natura 2000 es una red ecológica europea de áreas de conservación de la biodiversidad. Consta de Zonas Especiales de Conservación (ZEC) designadas de acuerdo con la Directiva Hábitats, así como de Zonas de Especial Protección para las Aves (ZEPA) establecidas en virtud de la Directiva Aves. En la provincia de Huelva existen en total 33 ZECs, que se extienden sobre 463 906,16 ha. De las que 8 además son ZEPAs, ocupando un total de 324 147,17 ha.

#### Industrias contaminantes
Según el Observatorio de la Sostenibilidad, la contaminación de Huelva tiene diversas causas, pues se debe a las emisiones de Gas Natural, petroleras, cementeras, centrales térmicas, de fertilizantes (Fertiberia) y de otras industrias químicas, como Tioxide.

## Organización territorial

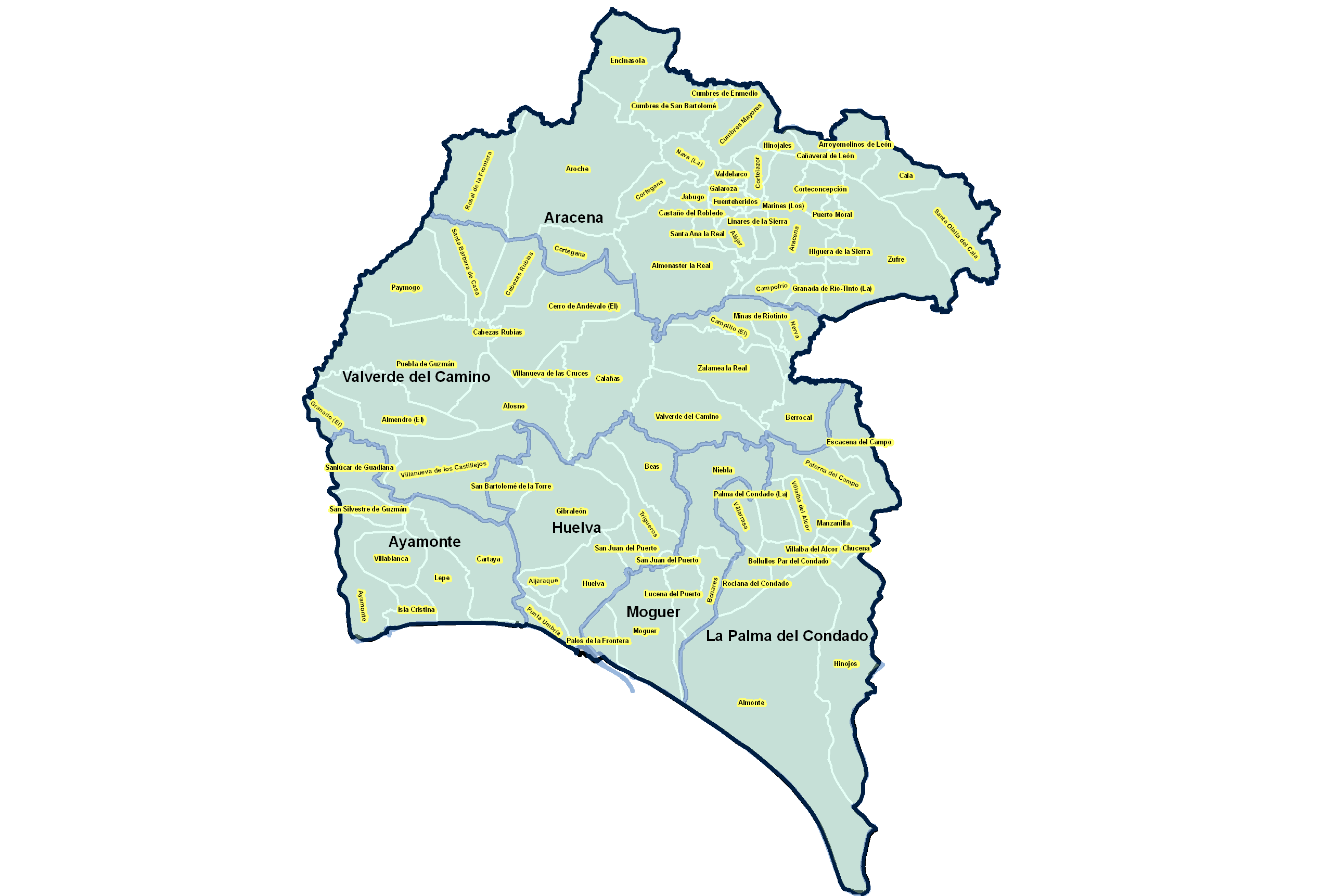
Términos municipales y partidos judiciales de la provincia

En la organización territorial de la provincia se distingue el nivel comarcal, el municipal y las entidades locales y singulares.
No existe una regionalización oficial en Huelva con carácter administrativo. En las distintas políticas sectoriales se ha realizado una comarcalización ad hoc. De esta forma, existen unas comarcas judiciales (partidos judiciales), turísticas, agrícolas, sanitarias, entre otras, utilizadas para la planificación y ordenación de los equipamientos públicos. Entre ellas, la de mayor tradición histórica es la comarcalización judicial, que divide la provincia en seis partidos judiciales, cuyas cabezas son Aracena, Ayamonte, Huelva, Moguer, La Palma del Condado y Valverde del Camino. El único organismo oficial con prerrogativas administrativas son las mancomunidades de municipios. La provincia dispone de 18 mancomunidades que gestionan aspectos de interés mutuo como el turismo, el abastecimiento de aguas, vertederos, entre otras.
En cuanto al nivel local, la provincia se divide en 80 municipios, organizados políticamente en torno al ayuntamiento. Los municipios pueden estar compuestos por varias entidades de población. Estos núcleos pueden instituirse como Entidad de Ámbito Territorial Inferior al Municipio (EATIM). En la provincia, La Redondela (en Isla Cristina), y Tharsis (en Alosno) están constituidos como EATIM y se organizan en torno a una junta vecinal.
Además de las entidades locales mencionadas, Huelva integra un total de 227 entidades singulares. El municipio con mayor número de entidades singulares es Almonaster la Real, con 17, seguido con 11 por Gibraleón y las 9 entidades singulares de Ayamonte e Isla Cristina.

## Gobierno y administración provincial
Las provincias son Entidades Administrativas Regionales, inferiores a la comunidad autónoma, determinadas por la agrupación de municipios, con personalidad jurídica propia y plena capacidad para el cumplimiento de la garantía de los principios de solidaridad y equilibrio intermunicipales, en el marco de la política económica y social.
El Gobierno y la administración autónoma de la provincia corresponden a la Diputación Provincial.

### Historia de la Diputación Provincial de Huelva

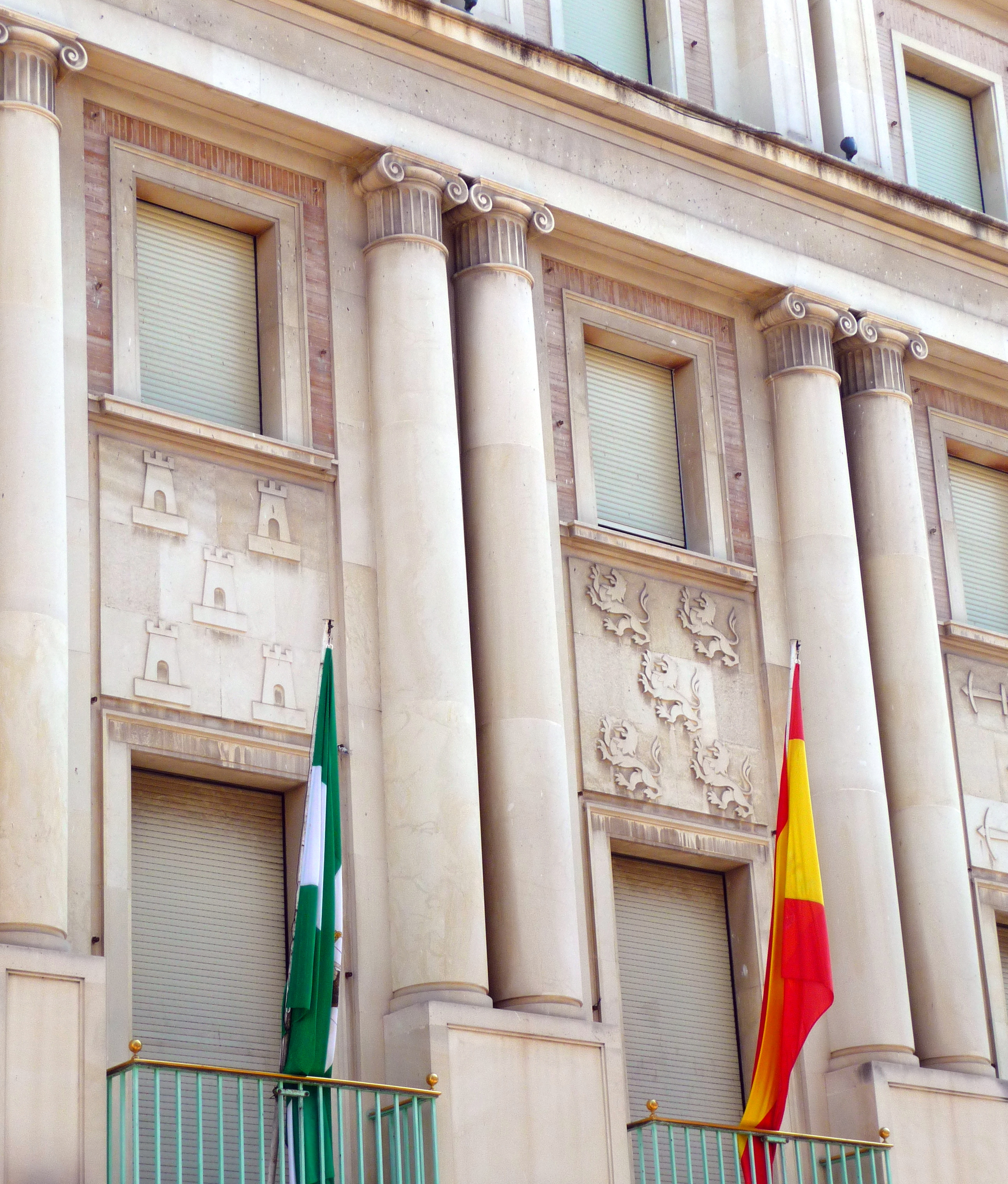
Sede de la Diputación Provincial, avenida Martín Alonso Pinzón, Huelva

Hasta la creación de las Diputaciones Provinciales, la administración provincial básicamente era un instrumento fiscalizador, pero mediante el artículo 335 de la Constitución de Cádiz (1812) se dotó a las Diputaciones Provinciales de una serie de prebendas como el reparto de las contribuciones, la vigilancia de las infracciones a la Constitución, el censo y estadística provinciales, el establecimiento de los Ayuntamientos constitucionales, etc. Al frente de ella quedaba un Jefe Superior, designado por el Rey. Este nuevo cargo, que ejercía además como delegado del Gobierno, asumió las competencias de orden público y el poder ejecutivo y servía de enlace entre los Ayuntamientos y la Diputación. Sin embargo, a los catorce meses de existencia, Fernando VII acabó con la obra de Las Cortes declarando nula y sin efecto la Constitución.
Durante el sexenio absolutista de Fernando VII (1814-1820), la corriente reformista liberal se paralizó, volviéndose al conservadurismo del antiguo régimen. Tras este período, durante el Trienio Liberal (1820-1823), la cuestión provincialista vuelve a surgir. La Ley para el Gobierno económico-político de las Provincias considera a las Diputaciones como el Ayuntamiento General de la provincia.
Una de las Diputaciones Provinciales es la de Huelva, en funcionamiento desde el 7 de julio de 1822. Su vida fue corta, pues la caída del Régimen Liberal hizo que no hubiera apenas aplicación práctica y que sus actas capitulares fueran destruidas por la reacción.
La muerte de Fernando VII en 1830, supuso el impulso definitivo a la cuestión provincialista. En 1833 el ministro Javier de Burgos, mediante el Real Decreto de 30 de noviembre de 1833, culminó definitivamente el proceso de división provincial, convirtiéndose Huelva en una de ellas, compuesta por 75 municipios y con capitalidad en la ciudad homónima de Huelva. Finalmente, las Diputaciones Provinciales van a ser reorganizadas por un Real Decreto de 25 de diciembre de 1835. La Diputación Provincial de Huelva será instaurada el 16 de noviembre de 1835. En ella estarán representados los partidos judiciales de: Aracena, Ayamonte, El Cerro, La Palma del Condado, Huelva y Moguer.
El primer jefe superior de la provincia de Huelva fue José Huet. Entre los presidentes con un mandato más breve están Alonso del Castillo y Jaime Madruga. El corto mandato del primero resultó fundamental, pues salvó a La Rábida de ser subastada en plena Desamortización de 1855. El presidente más duradero ha sido Francisco Zorrero, en pleno régimen franquista. Estuvo dos décadas en el palacio provincial.
En plena Transición llegaría Felipe Martínez de Acuña y, ya en la democracia, Jaime Madruga y Emiliano Sanz de Unión de Centro Democrático, y Manuel Eugenio Romero, Domingo Prieto, José Cejudo y la actual presidenta Petronila Guerrero, todos del Partido Socialista.

## Población

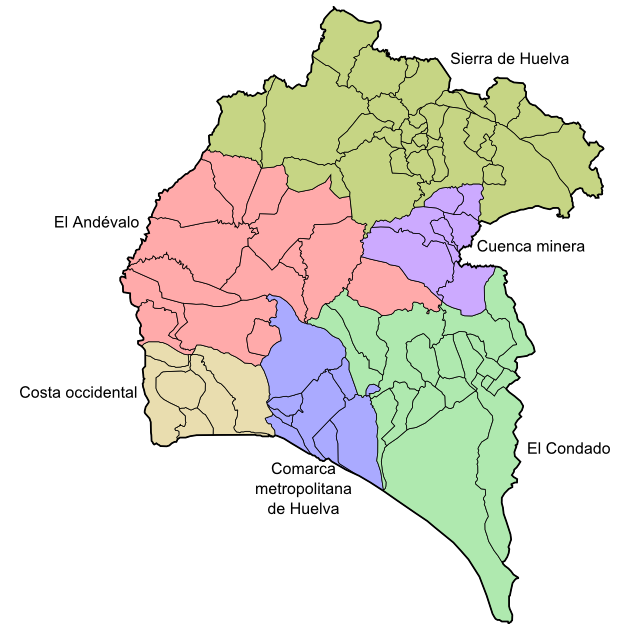
Mapa comarcal

Huelva es la provincia andaluza menos poblada, con 535 734 habitantes (INE 2024), aportando solo algo más del 6 % del total de la comunidad autónoma. Es la segunda menos densamente poblada después de Jaén: sus escasos 52,90 hab/km² contrastan con los 98,54 hab/km² de media de la comunidad y los 96,1 hab/km² de España. La mayor parte de esta población se concentra en la línea de costa, y fundamentalmente entre la frontera portuguesa y la Comarca Metropolitana,mientras que Sierra Morena y el Andévalo Occidental son, con excepción del área ocupada por Doñana, las zonas menos densamente pobladas.
La provincia tiene una extensión de 10 128 km². Entre las comarcas de la costa se alcanzan unos 425 000 habitantes (más del 80 % provincial), de los que unos 235 000 corresponden a la Comarca Metropolitana. La capital es el municipio más poblado, con 144 258 habitantes. Además de la capital, tan solo Lepe, Almontee Isla Cristina superan los 20 000 habitantes en su núcleo principal, mientras que Aljaraque, Ayamonte y Moguer superan esa cifra solo gracias a sus núcleos turísticos.

#### Municipios más poblados
De acuerdo al padrón municipal del INE los veinte municipios más poblados de la provincia en 2023 fueron:
La provincia de Huelva es la 30.ª de España en que existe un mayor porcentaje de habitantes concentrados en su capital (28,24 %, frente a 31,96 % del conjunto de España).

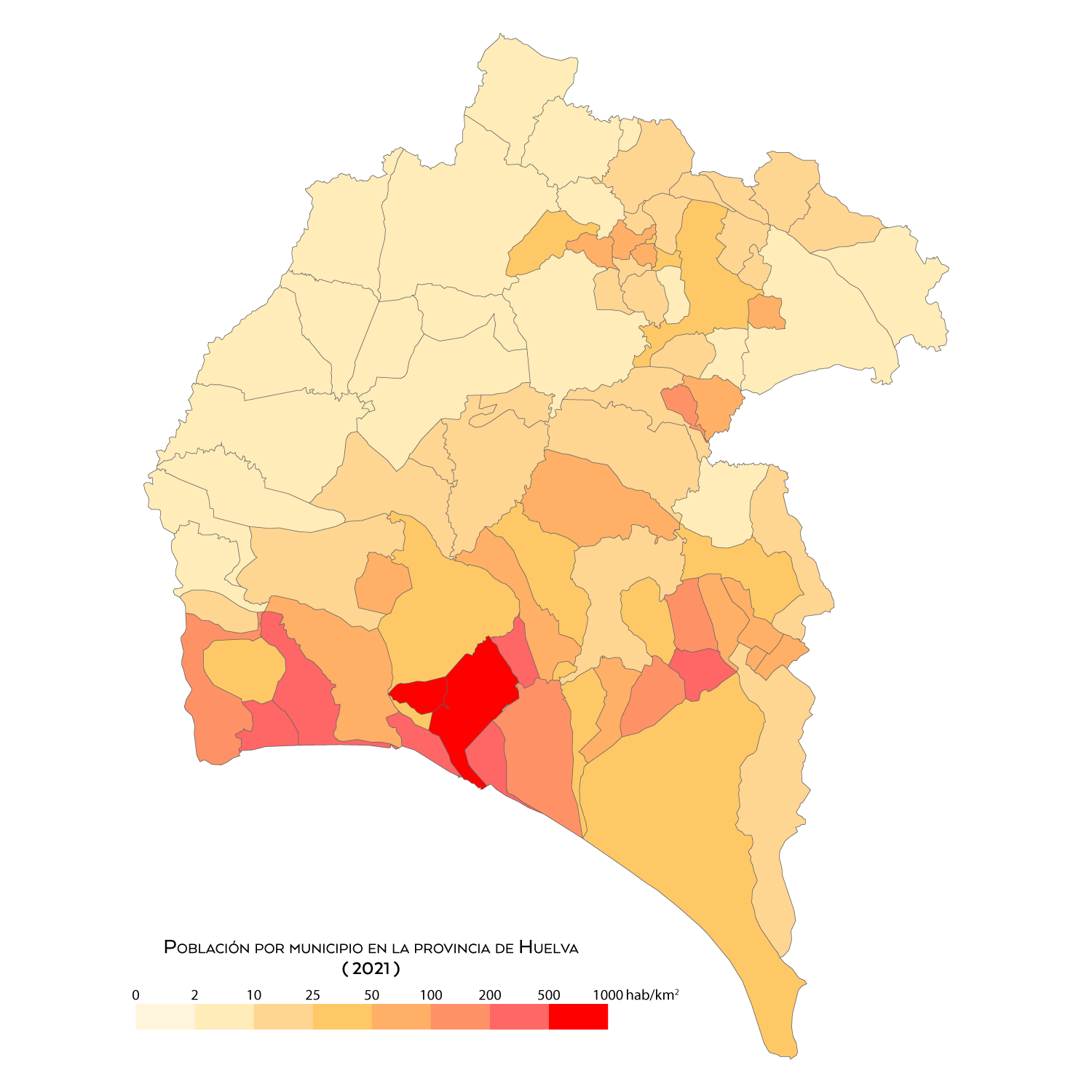
Densidad por municipio (2021)
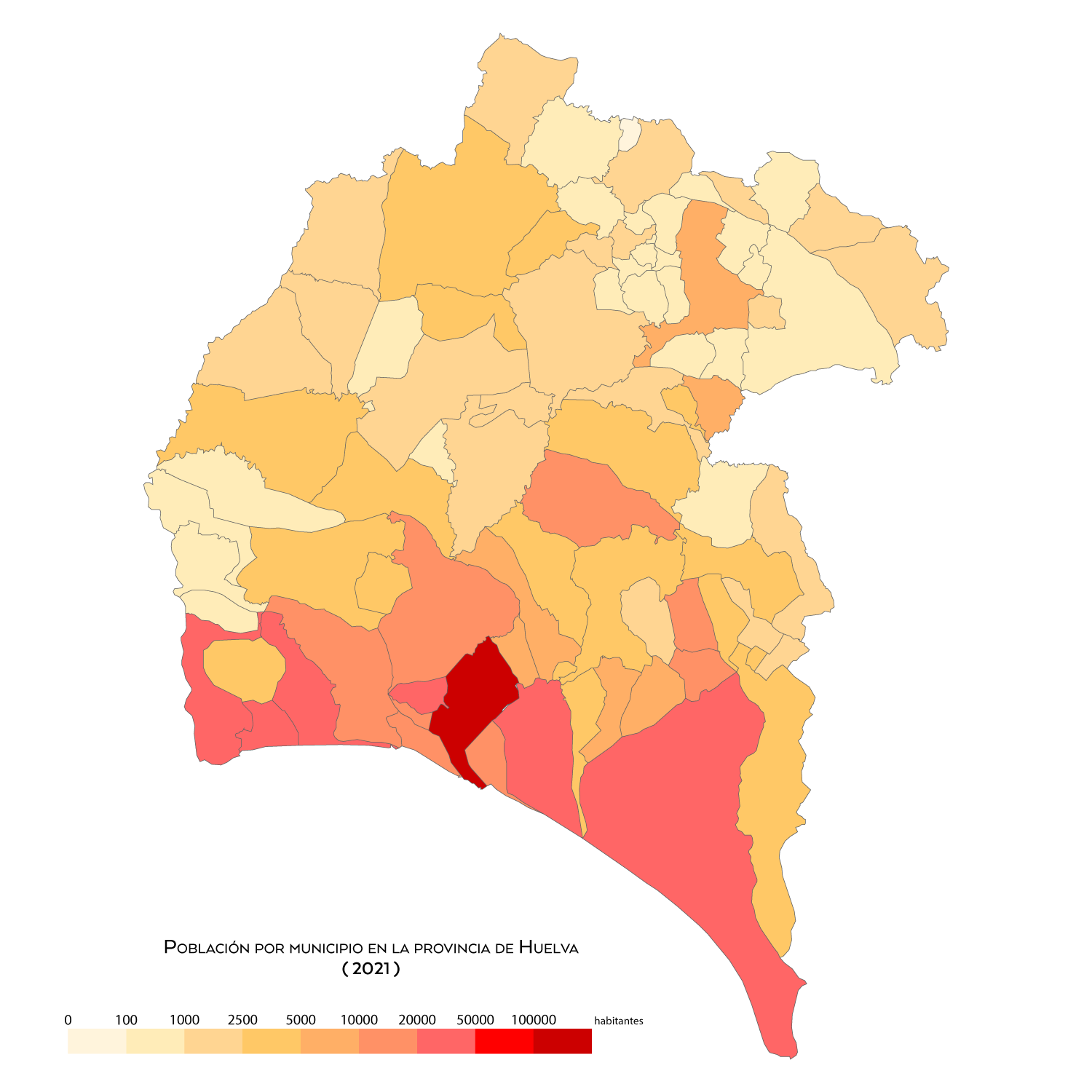
Población por municipio (2021)
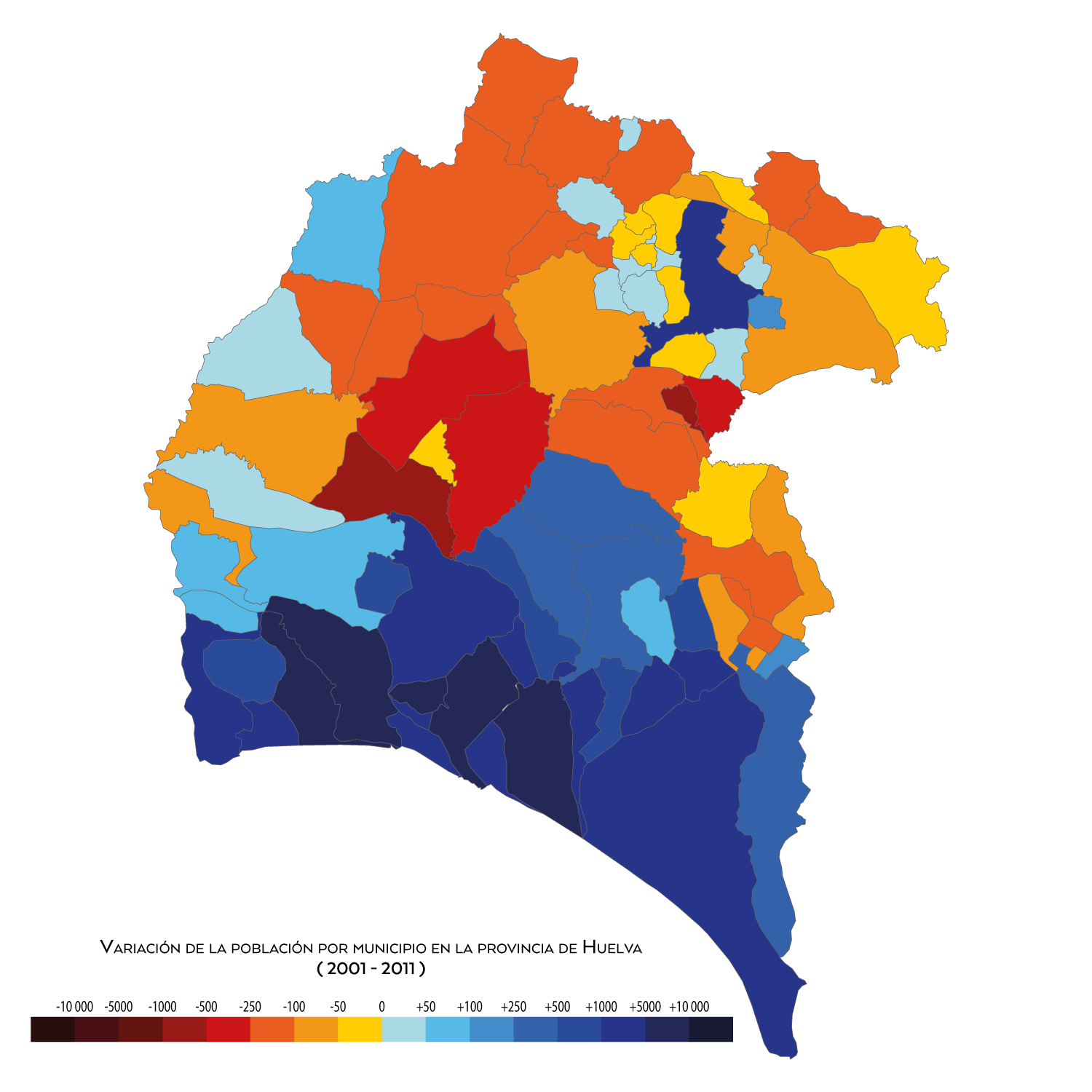
Variación de población entre 2001 y 2011
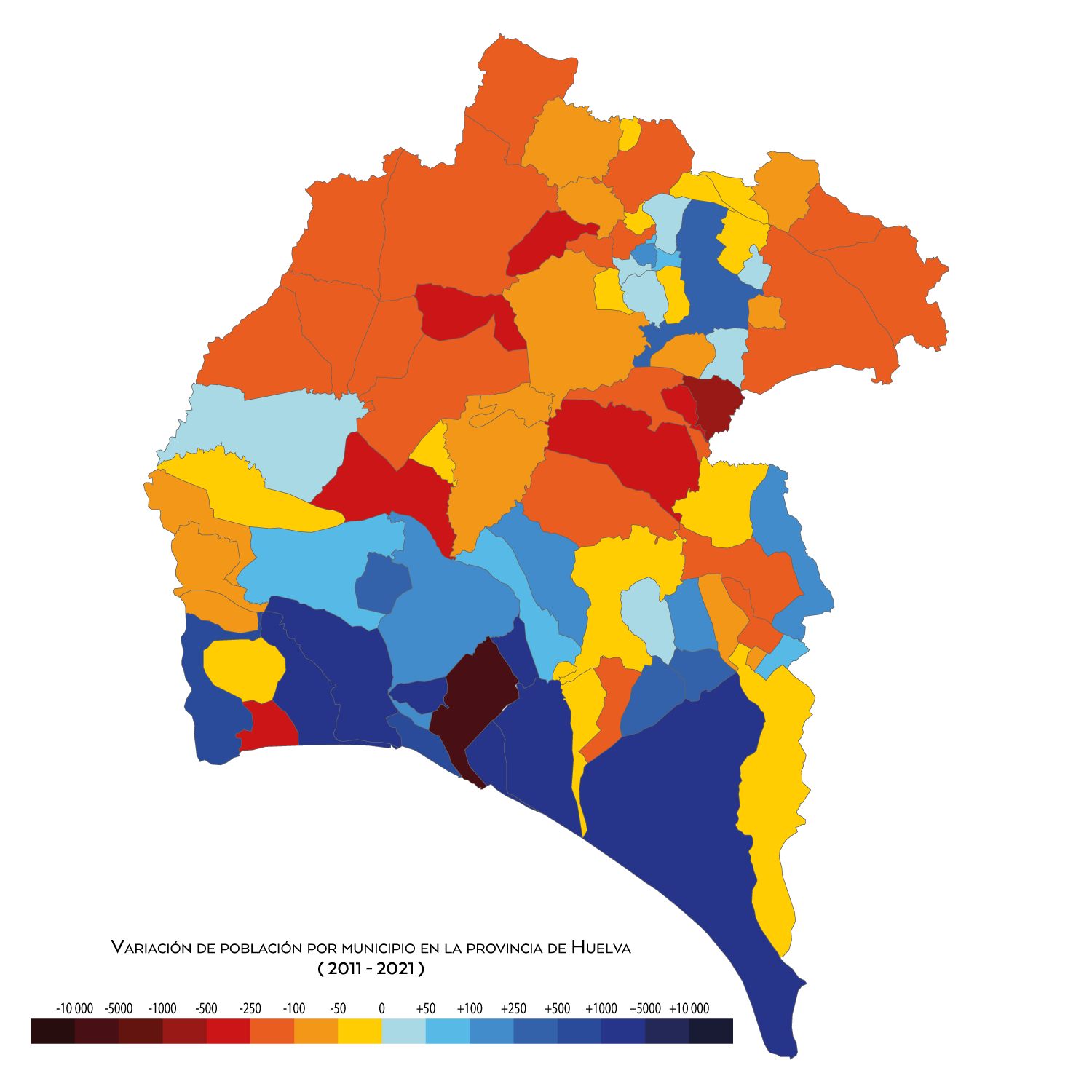
Variación de población entre 2011 y 2021

### Movimientos migratorios

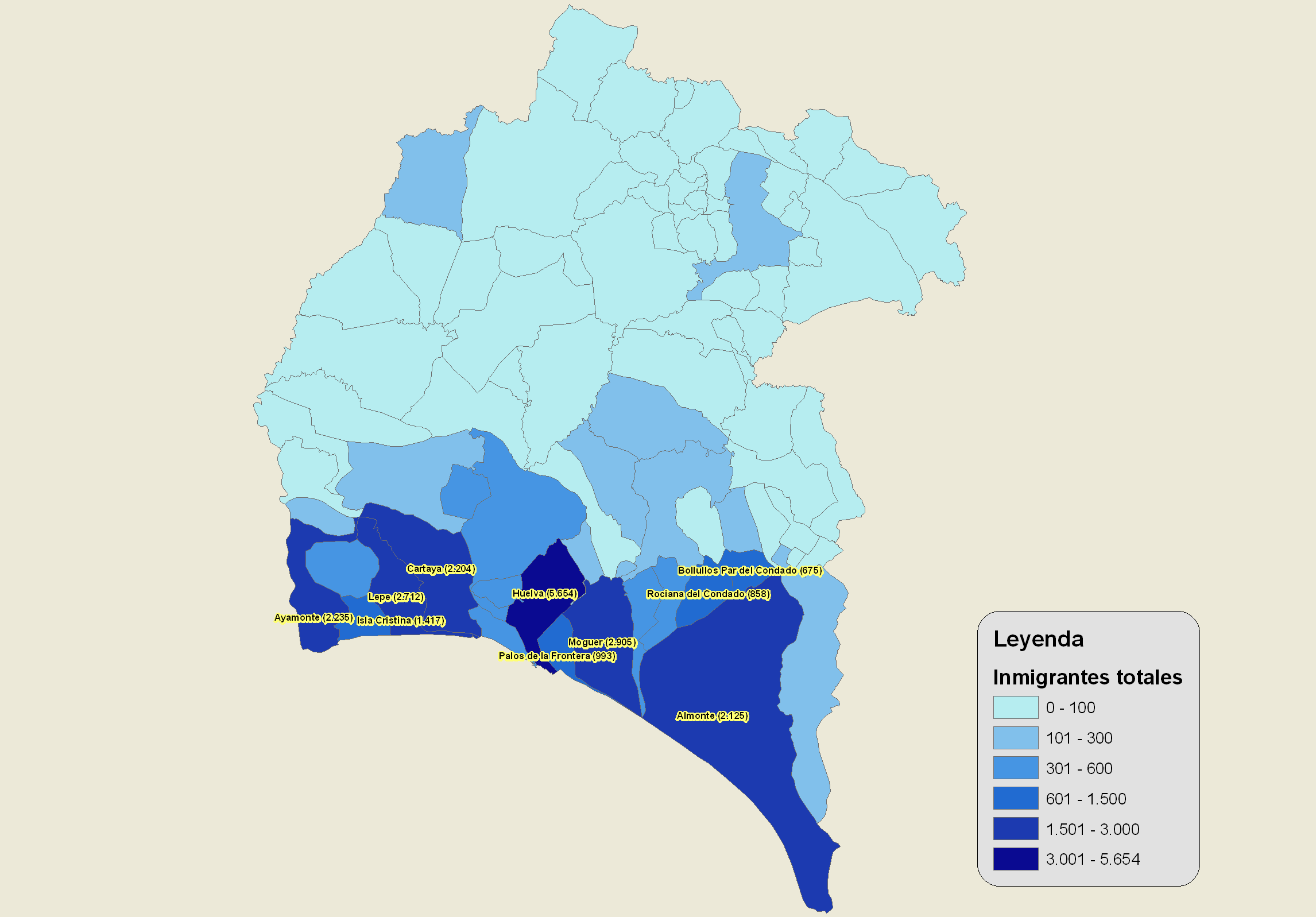
Mapa municipal de inmigrantes en la provincia de Huelva en 2007

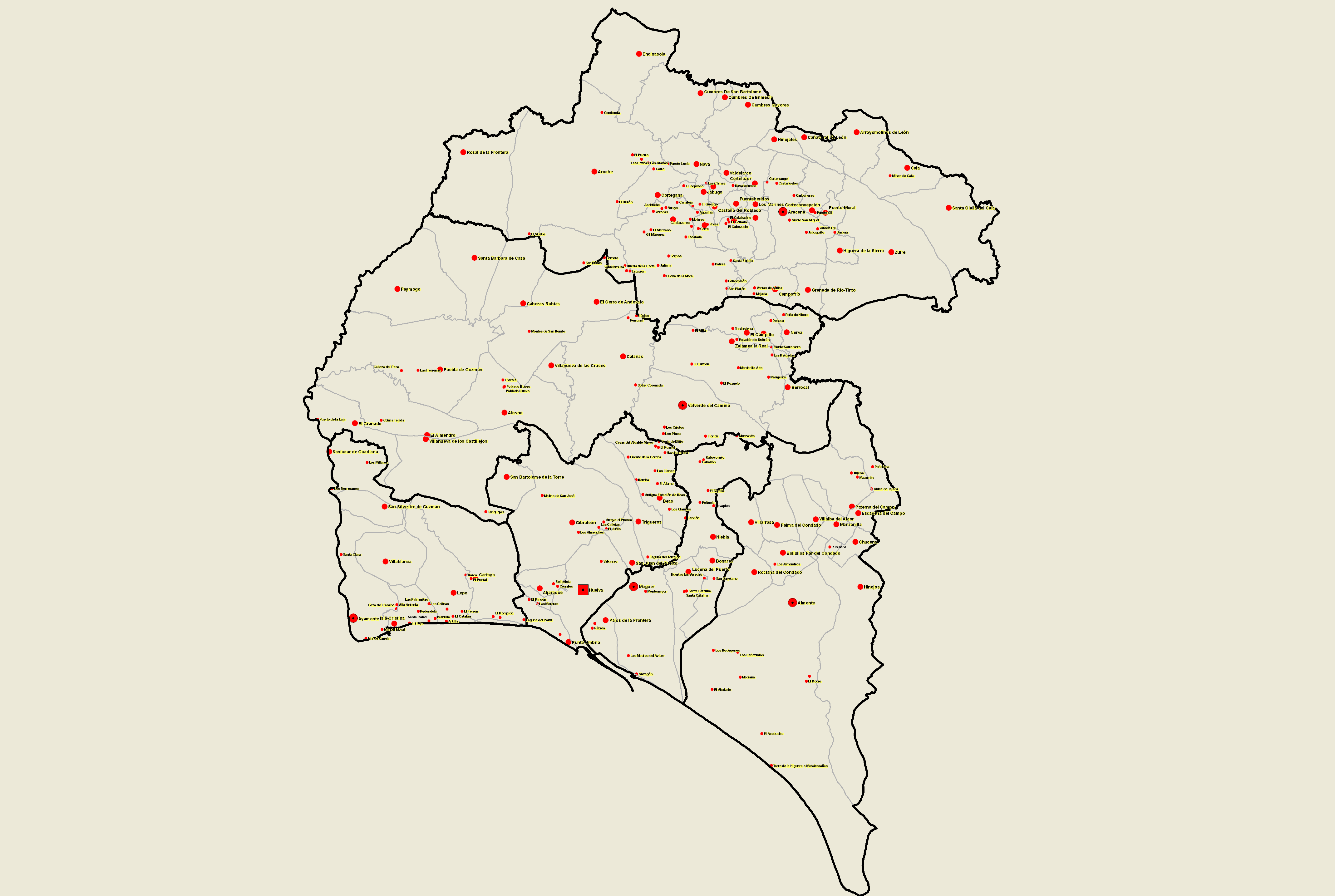
Núcleos de población de la provincia de Huelva

En el último tercio del siglo XIX, con la compra por parte de empresas extranjeras de las minas de la cuenca minera de Huelva, Berrocal, Campofrío, El Campillo, Minas de Riotinto, Minas de Tharsis, Nerva y Zalamea la Real, se produjo una migración de población de la provincia a esa zona económicamente emergente y una inmigración desde las provincias adyacentes de Extremadura y de Sevilla, fundamentalmente, e incluso del Algarve portugués, produciendo un importante crecimiento demográfico en esa zona.
El siguiente proceso de inmigración a la provincia se produce en la década de 1960 con la implantación del Polo de Desarrollo en la ciudad de Huelva. Esta industria trajo mano de obra cualificada proveniente principalmente del norte de España, aunque durante su construcción dio empleo temporal a muchos sectores y, tras su implantación y consolidación, ha generado mucho empleo indirecto que, a la postre, contribuye a que la ciudad haya duplicado su población entre 1960 y el fin del periodo de crecimiento de la ciudad, a finales de la década de 1980. Desde 1990 hasta 2007 el aumento de la población se puede explicar únicamente por crecimiento vegetativo, ya que los movimientos inmigratorios y emigratorios prácticamente se anulan, arrojando cifras de crecimiento de tan solo un 0,2 % anual.
Finalmente, el último proceso migratorio se inicia en la década de los noventa por el efecto de la agricultura extensiva y su implantación en cultivos del fresón y la naranja, y otros en menor medida. En casi toda la Tierra Llana (Almonte, Moguer, Palos de la Frontera, Cartaya, Isla Cristina, Lepe) se dan crecimientos muy importantes de población, siendo estos los municipios que llevan en la última década el peso del crecimiento poblacional de la provincia. Esta necesidad de mano de obra, en un sector que la necesita no cualificada, trajo una inmigración en primer lugar tanto de la vecina provincia de Cádiz como del norte de África y posteriormente de países del este de Europa, donde se hacen convenios de entrada y salida, por lo que no supone efectivamente un movimiento migratorio relevante y permanente de esta población.
Mención aparte merece el crecimiento poblacional de Aljaraque y Punta Umbría, favorecido por la cercanía a Huelva y convirtiéndose en «ciudades dormitorio», pasando a engrosar estos municipios casi todo el crecimiento del área metropolitana.

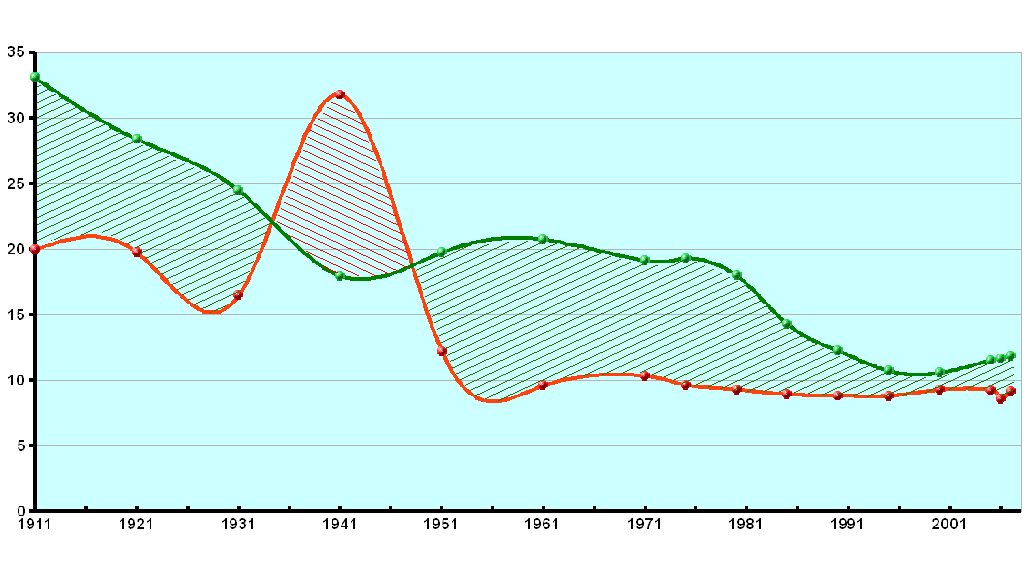
Evolución del crecimiento vegetativo (natalidad - mortalidad) en ‰ en la provincia de Huelva

### Evolución
Según el Instituto de Estadística de Andalucía, la evolución demográfica es la siguiente:
| Gráfica de evolución de la provincia de Huelva entre 1997 y 2023                         |
|                                                                                          |
| Fuente: Instituto Nacional de Estadística de España - Elaboración gráfica por Wikipedia. |

## Infraestructuras y equipamientos

### Transportes y comunicaciones

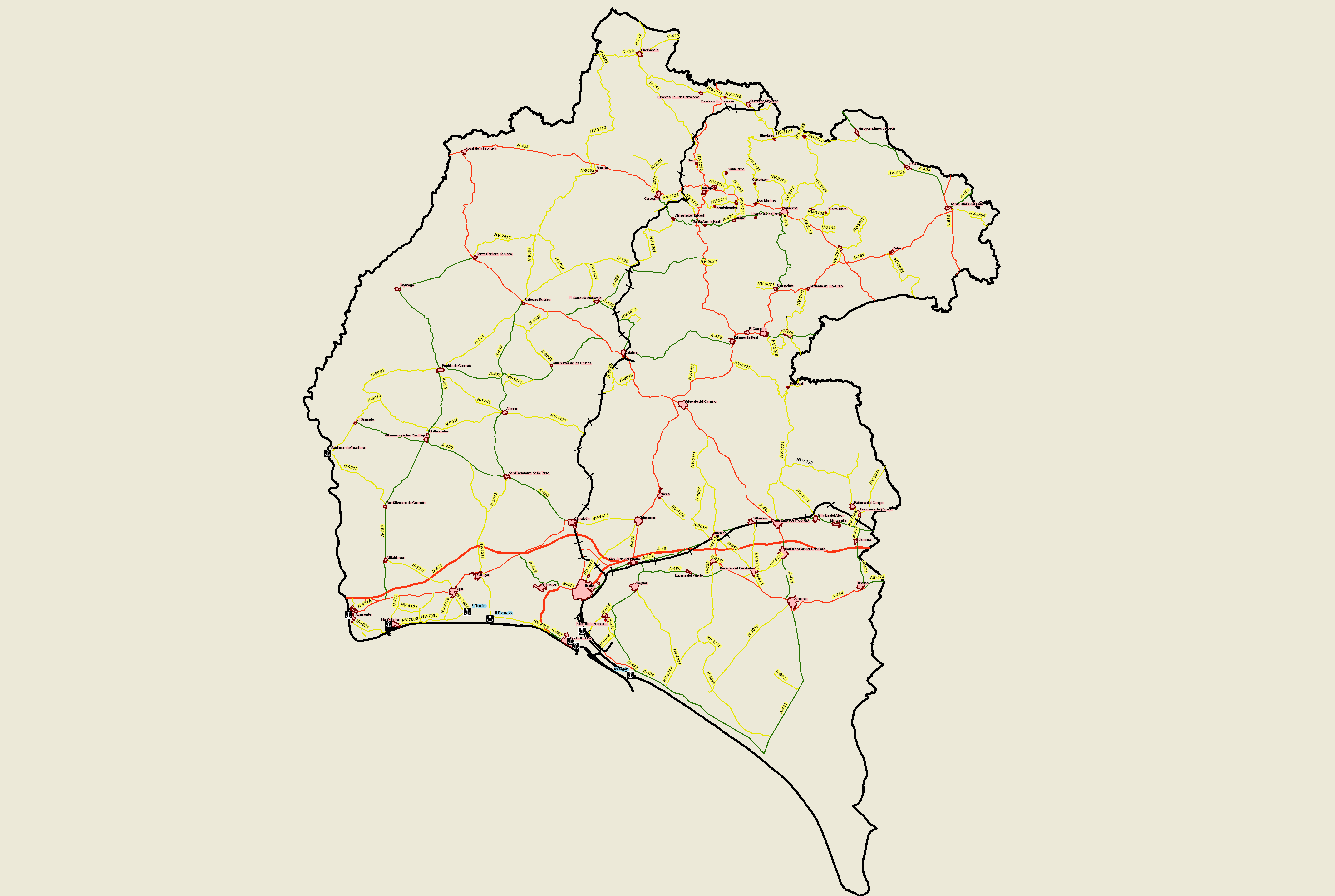
Mapa de comunicaciones de la provincia de Huelva

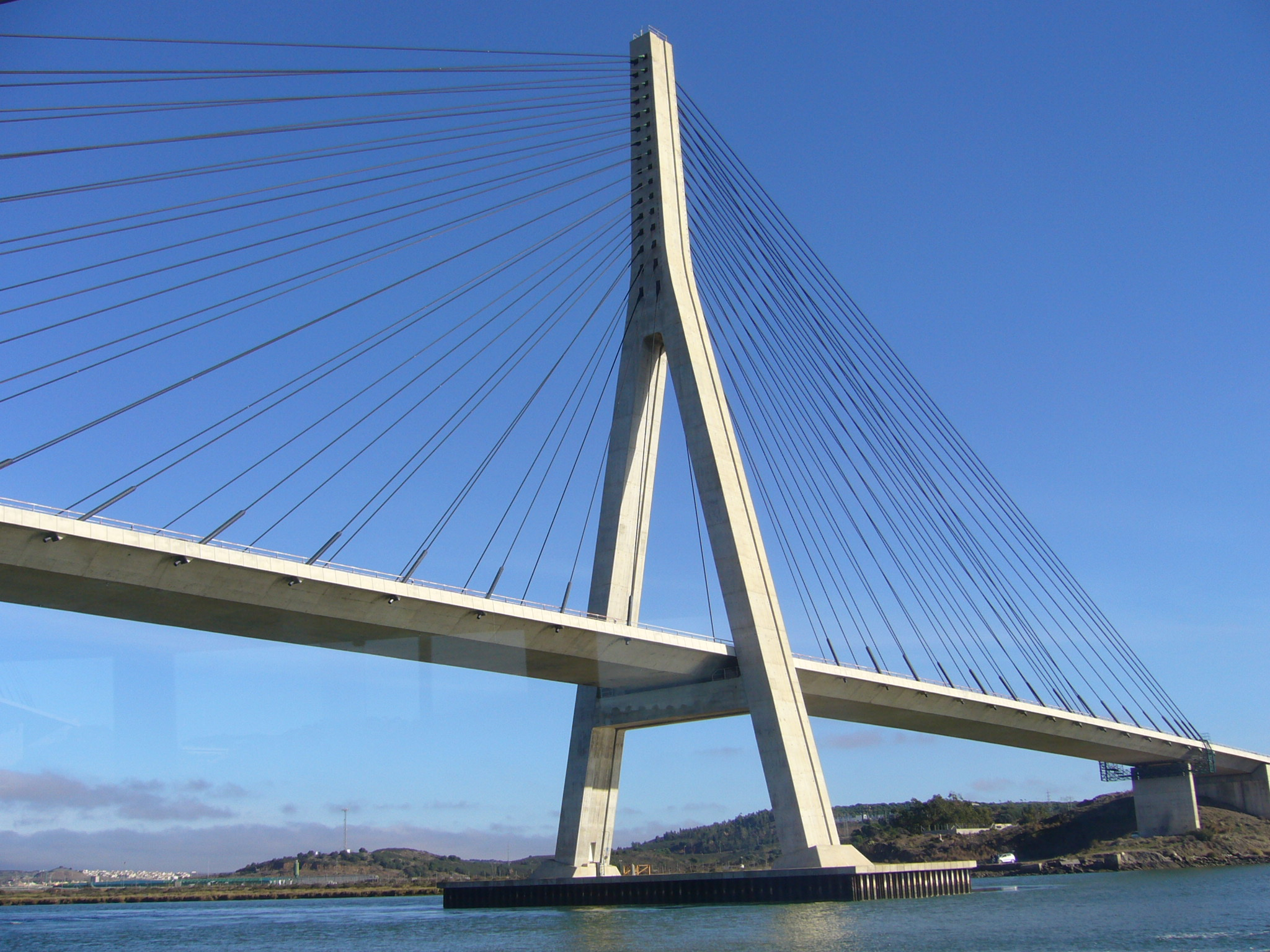
Puente Internacional sobre el río Guadiana

La situación de relativo aislamiento de la provincia se debe a una serie de factores como: la frontera con Portugal a lo largo de toda la parte oeste, la barrera natural que supone Sierra Morena para el tránsito hacia Extremadura, al igual que Doñana con la provincia de Cádiz y su situación de excentricidad en España.
Tradicionalmente existían dos pasos hacia Portugal, uno en Ayamonte en barco a través del río Guadiana (hasta la cercana Vila Real de Santo António) y otro por carretera en Rosal de la Frontera, en una de las zonas menos densamente poblada de la provincia. Con la entrada de ambos países en la CEE (1986) y sobre todo a partir de 1992, los trámites primero y luego las comunicaciones para llegar a Portugal mejoraron ostensiblemente sobre todo a raíz de la construcción conjunta del Puente Internacional del Guadiana que, desde Ayamonte, une España con Portugal y recientemente con el Puente Internacional del Bajo Guadiana al norte de la provincia. Si bien las comunicaciones por carretera con Sevilla también mejoraron en 1991 con la apertura de la Autopista del Quinto Centenario -perteneciente a la Red de Carreteras Europeas y que luego, en 2002, se amplió hasta Portugal.
No ocurrió lo mismo con las que unen la provincia con Badajoz (con carretera aún no desdoblada) o la controvertida propuesta de conexión terrestre con Cádiz -lo que implica actualmente el paso obligado por la SE-30 sevillana- convirtiendo a ambas provincias en las únicas de la península sin comunicación directa por carretera. La dificultad de hacer compatible el desarrollo económico con la preservación de la integridad del ecosistema que alberga Doñana queda reflejada en la controversia al respecto de esta propuesta de conexión viaria, ya que si bien se alzan voces reclamándola como elemento propiciador de un mayor desarrollo económico, la alteración que esta presumiblemente supondría para las condiciones bióticas y abióticas del ecosistema hace de ella un tema muy polémico.
El transporte público por carretera es ofertado por la empresa privada integrada en un consorcio de transportes.
| Identificador | Dirección                                                                       |
| ------------- | ------------------------------------------------------------------------------- |
| H-30          | Carretera de circunvalación de Huelva que une N-431 y N-442                     |
| H-31          | Prolongación urbana de la A-49 en la ciudad de Huelva                           |
| A-483         | Desde PK 48 000 de la A-49 a Almonte y Matalascañas (con tramos no desdoblados) |
| A-49          | Desde Sevilla a Ayamonte - Portugal                                             |
| A-497         | Desde Huelva a Punta Umbría                                                     |
| A-49          | Desde Sevilla a Ayamonte - Portugal                                             |
| A-66          | Desde límite provincial Sevilla-Huelva al Huelva-Badajoz (ruta de la Plata)     |
| N-431         | Desde Sevilla a Ayamonte                                                        |
| N-433         | Desde límite provincial Sevilla-Huelva a Portugal                               |
| N-435         | Desde Huelva a Badajoz                                                          |
| N-442         | Desde H-30 a Mazagón                                                            |
| N-444         | Desde A-49 a N-431 salida Lepe Este/Cartaya Oeste                               |
| N-445         | Desde A-49 a N-431 salida Lepe Oeste                                            |
| N-446         | Desde A-49 a N-431 salida Isla Cristina                                         |
| N-494         | Desde Huelva a Matalascañas                                                     |
| N-492         | Desde Huelva a Punta Umbría                                                     |
| N-630         | límite provincial Badajoz-Huelva al Huelva-Sevilla                              |

Respecto a las comunicaciones por tren, estas siguen una tónica parecida. La comunicación tradicional con Zafra ha perdido en las últimas décadas parte de su demanda, al igual que ocurrió con la desaparecida conexión Huelva-Cuenca Minera para trenes minerales. Al no existir tampoco conexión con Cádiz, subsiste la conexión desde Huelva a Sevilla y Madrid, reclamándose desde instituciones locales la ampliación de trenes y la llegada del tren AVE. El enlace con la zona oeste de la provincia también desapareció en 1987.
Existe el proyecto de creación de un aeropuerto público o privado para la provincia promocionado por entidades como la Diputación Provincial o la Cámara de Comercio. Actualmente los aeropuertos más cercanos a la provincia son:
- El aeropuerto de Sevilla (España), a 113 km de la capital y unos 50 km de la provincia.[112]
- El aeropuerto de Faro (Portugal), a 112 km de la capital y 54 km de la frontera con la provincia.[113]

### Educación

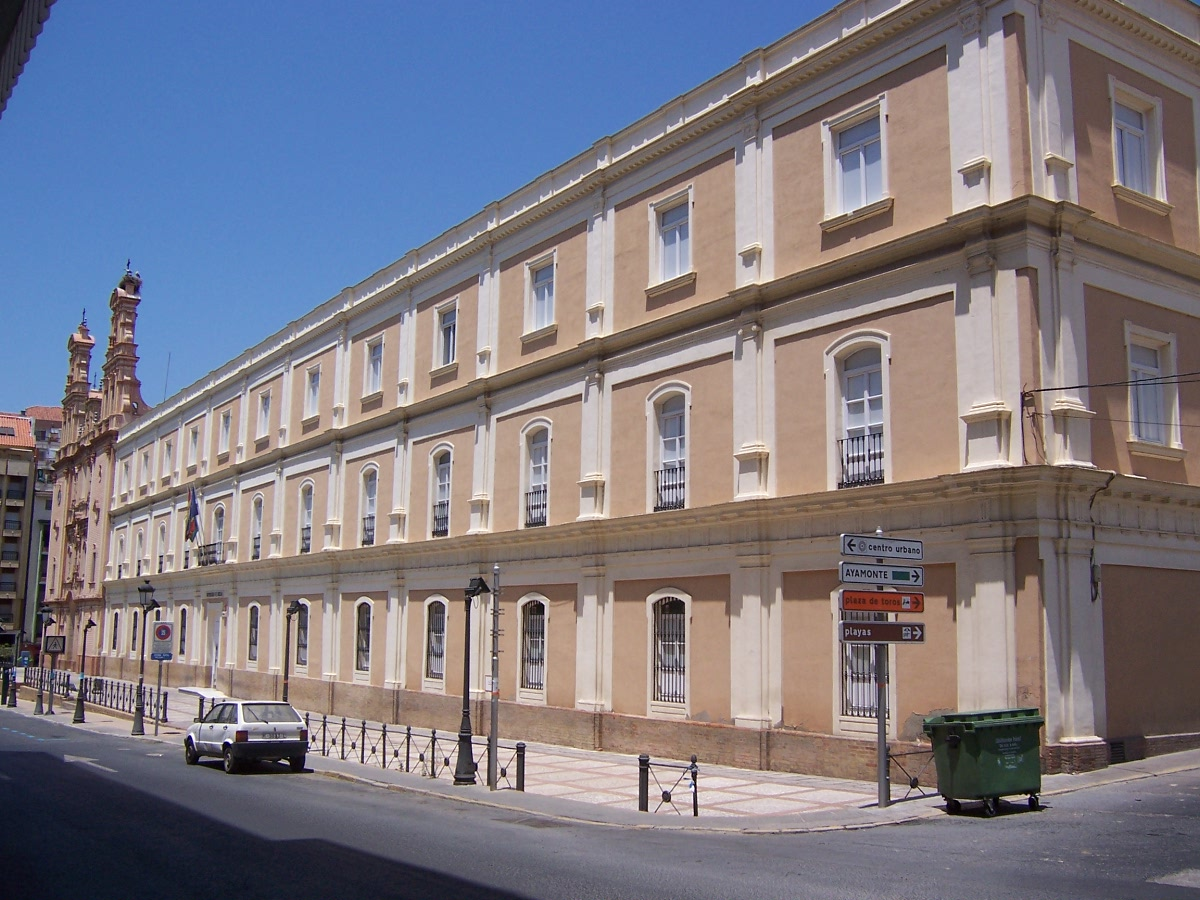
Facultad de la Merced

La provincia se ha caracterizado por ayudar a la expansión de algunos movimientos pedagógicos como los resultantes de las ideas formuladas por Manuel Siurot, nacido en la Palma del Condado y fundador de diversos centros.
La formación reglada se imparte en los distintos centros escolares públicos de educación infantil, educación primaria, educación secundaria y de formación superior, que son dependientes de la Consejería de Educación de la Junta de Andalucía. A ello se suma la presencia de escuelas privadas religiosas y algunas laicas.
La Universidad de Huelva se encuentra localizada en tres zonas diferentes de la capital: el antiguo hospital de La Merced y Cantero Cuadrado en la zona centro y el moderno Campus Universitario del Carmen, en la entrada a la ciudad y eje de la nueva expansión de la institución. A ella se le suma el Campus de La Rábida, fuera de la ciudad que le da nombre. Su origen data de la reforma educativa andaluza de los años 1990 por la que se crearon nuevas universidades para tener al menos una pública por provincia, en la cual se segrega de la Universidad de Sevilla el 1 de julio de 1993. Su primer rector fue Ramírez de Verger, el segundo Francisco José Martínez López, posteriormente Francisco Ruiz Muñoz y, actualmente, Antonia Peña Guerrero. En esta institución pública -dependiente de la Junta de Andalucía- se ofertan 30 titulaciones en el curso 2010/11.
Además de la Universidad de Huelva, existe una sede de la Universidad Internacional de Andalucía radicada en La Rábida y que imparte Programas Oficiales de Postgrado, doctorados, másteres y cursos relacionados con el mundo iberoamericano, los Cursos de Verano, así como el Centro Andaluz de Estudios Iberoamericanos.
Ya fuera de la educación universitaria, en la localidad de Isla Cristina se imparte el Nivel II de Supervivencia en la Mar. Este es ofrecido en las instalaciones del Instituto Social de la Marina en el puerto industrial e imparte formación avanzada para la gestión de riesgos marítimos en el único centro de estas características de Andalucía y uno de los pocos de España.

### Sanidad
La capital acoge la mayoría de la estructura sanitaria de la provincia con cinco hospitales de los cuales tres son públicos, englobados dentro del Área Hospitalaria Juan Ramón Jiménez y dependientes del Servicio Andaluz de Salud. El Hospital General Juan Ramón Jiménez atiende a la población del núcleo urbano y otras localidades cercanas, el Hospital Vázquez Díaz es de diferentes especialidades y el Hospital Comarcal Infanta Elena, que atiende a población de diferentes localidades de la provincia. Además existe un hospital privado concertado, el Hospital Blanca Paloma, y varias clínicas privadas como la Clínica los Naranjos y el Hospital Quirónsalud Huelva. Dependiente de la Universidad de Huelva, existe una facultad de enfermería.
En la comarca de la Sierra se encuentra el Hospital Comarcal de Riotinto que atiende a la población del norte provincial. Todo se completa con 56 centros de salud y consultorios repartidos por diferentes localidades, pedanías y barrios de la capital.

## Economía

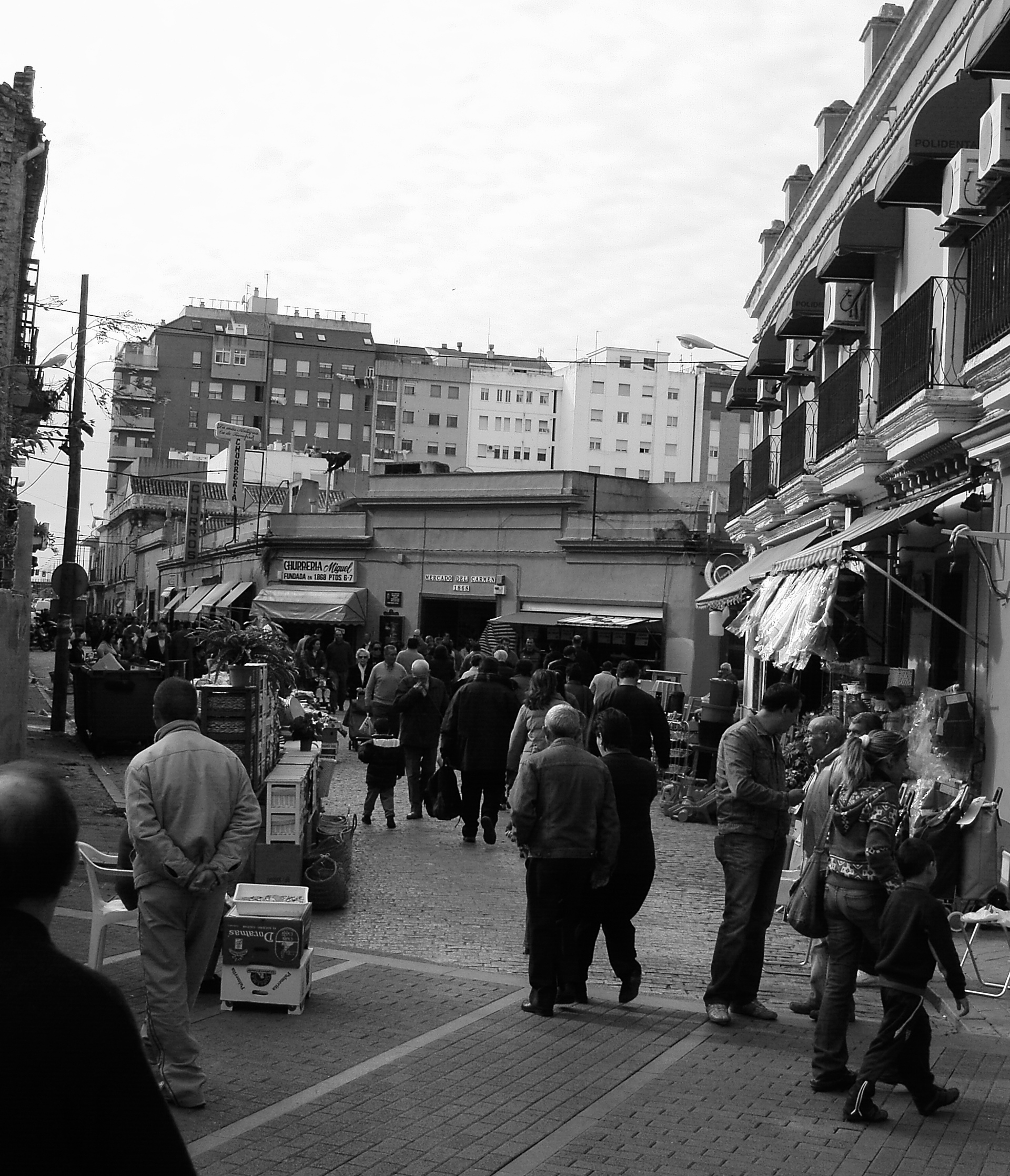
Antiguo mercado de abastos de la capital, uno de los puntos de venta directa de los productos de la provincia

La provincia de Huelva es la segunda provincia andaluza, tras Almería, en términos de producto interior bruto per capita. El PIB provincial es de 8415 millones de euros, lo que representa un 6,7 % del PIB total de Andalucía (datos provisionales del INE para el año 2005). El crecimiento del PIB en 2005 fue del 10,4 % y la renta per capita alcanzó los 17 600 €.
La provincia de Huelva es una de las que posee mayores recursos primarios en España, lo que ha permitido a la provincia servir de despensa alimentaria a la nación durante épocas difíciles de la historia reciente, tal es el caso del transporte de las botas de sardina desde Isla Cristina hasta Castilla en tren y a los castellanoleoneses en camión, tanto durante la guerra civil como en otros momentos de necesidad, llegándose a plantear la construcción en Isla Cristina de ramales de ferrocarril junto a las factorías de salazón, al modo en que en Jerez se hacía con las bodegas de fino.
Los recursos económicos tradicionales de la provincia son la minería, con explotaciones que datan de la Edad del Bronce, y la pesca, gracias a los caladeros del golfo de Cádiz, hoy casi agotados. La agricultura es de desarrollo relativamente moderno, aunque la vitivinícola y de cítricos data de más tiempo. Hoy en día el cultivo del fresón contribuye como una parte sustanciosa de la productividad provincial. La industria, con el Polo de desarrollo y el sector servicios son las fuentes de empleo y riqueza primordiales actualmente y desde el último tercio del siglo XX. También es digno de mención la manufactura de calzado y la fabricación de muebles que se dan en la localidad de Valverde del Camino. A todo ello se le puede sumar el importante auge del turismo, tanto de costa como de interior, en los últimos años.
| Sector económico               | % sobre PIB total | Empleo (miles) |
| ------------------------------ | ----------------- | -------------- |
| Agricultura, ganadería y pesca | 8%                | 17 300         |
| Energía                        | 8%                | 2500           |
| Industria                      | 13%               | 16 400         |
| Construcción                   | 14%               | 27 800         |
| Servicios                      | 57%               | 100 300        |
| Totales                        | 100% (8415 M€)    | 164 300        |

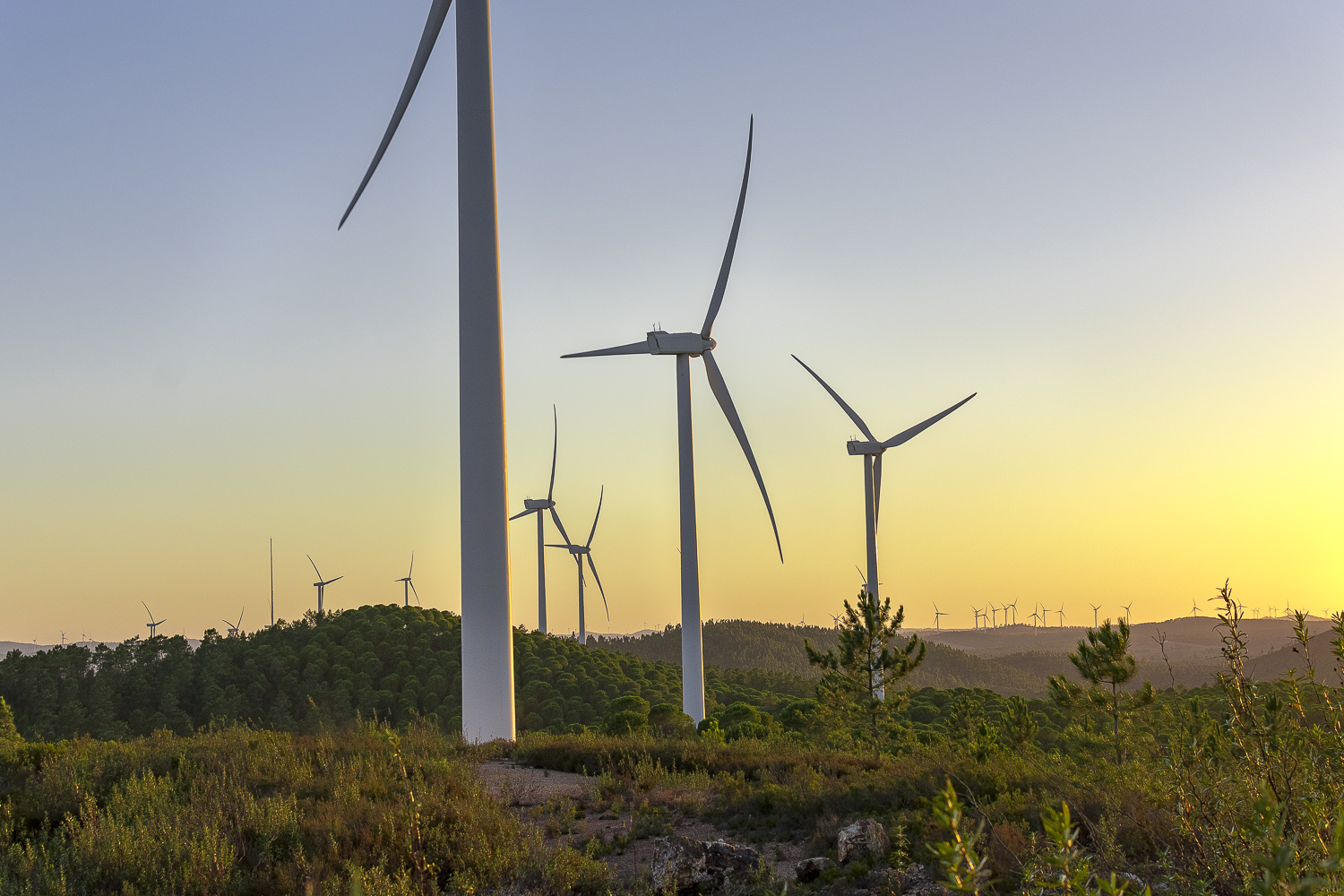
Aerogeneradores en Tharsis

Como en el resto de España, el sector servicios es el de mayor peso en la economía onubense, tanto en términos de PIB como de trabajadores ocupados. Una particularidad de la provincia es la gran importancia de la industria y del sector de la energía: entre ambos representan el 21% del PIB mientras que la media andaluza es del 13%.

### Indicadores económicos
El nivel de paro es inferior a la media nacional, registrándose los índices más altos en la sierra. Teniendo en cuenta que hasta el 5 o 6 % de paro se considera pleno empleo, solo existen 7 municipios que superen el 6 % de paro masculino (todos en la zona norte provincial: Jabugo, Almonaster la Real, Villalba del Alcor, Galaroza, Nerva, El Campillo y Cumbres Mayores) y sin embargo, son 20 teniendo en cuenta el paro femenino (los anteriores y otros excepto Villalba del Alcor, que posee un paro femenino anecdótico, rompiendo la norma). Tan solo es preocupante en los municipios de Arroyomolinos de León, Jabugo, Nerva y Valverde del Camino, donde el paro femenino va desde el 15,1 al 12,4 % respectivamente. En el extremo opuesto están, con el menor paro masculino provincial (situado entre el 2 y el 3 %) Hinojos, Villablanca y Arroyomolinos de León, y con un paro femenino inferior al 2 % están Lucena del Puerto, Bonares, Santa Bárbara de Casa y Rociana del Condado. La media provincial se sitúa en torno al 4,7 % masculino y el 6,3 % femenino, por debajo de la media nacional en cualquier caso.
El índice de actividades económicas provincial es algo inferior a la media nacional por habitante (España = 100 000) con un índice de 745 concentrado principalmente en Huelva y Palos de la Frontera, con casi 400 entre ambos municipios, siendo Palos de la Frontera el más dinámico. La cuota de mercado provincial se sitúa (índice general España = 100 000) en el 1008. Los municipios más dinámicos en este sector es la propia capital, con un índice de 306 (casi un tercio del total provincial), seguidos por Lepe, Almonte, Ayamonte, Moguer, Isla Cristina, Cartaya y Punta Umbría, por nombrar los índices superiores a 30. Entre todos éstos suman un índice de 566.
Existen en la provincia 384 automóviles por cada 1000 habitantes (450 la media nacional) y 96 por 1000 camiones o furgonetas (103 en España). Los municipios con más vehículos tractores registrados son Niebla (186) y Huelva (466), poniendo de relieve la importancia para la economía local de Niebla este instrumento de trabajo.

### Sector primario

#### Pesca

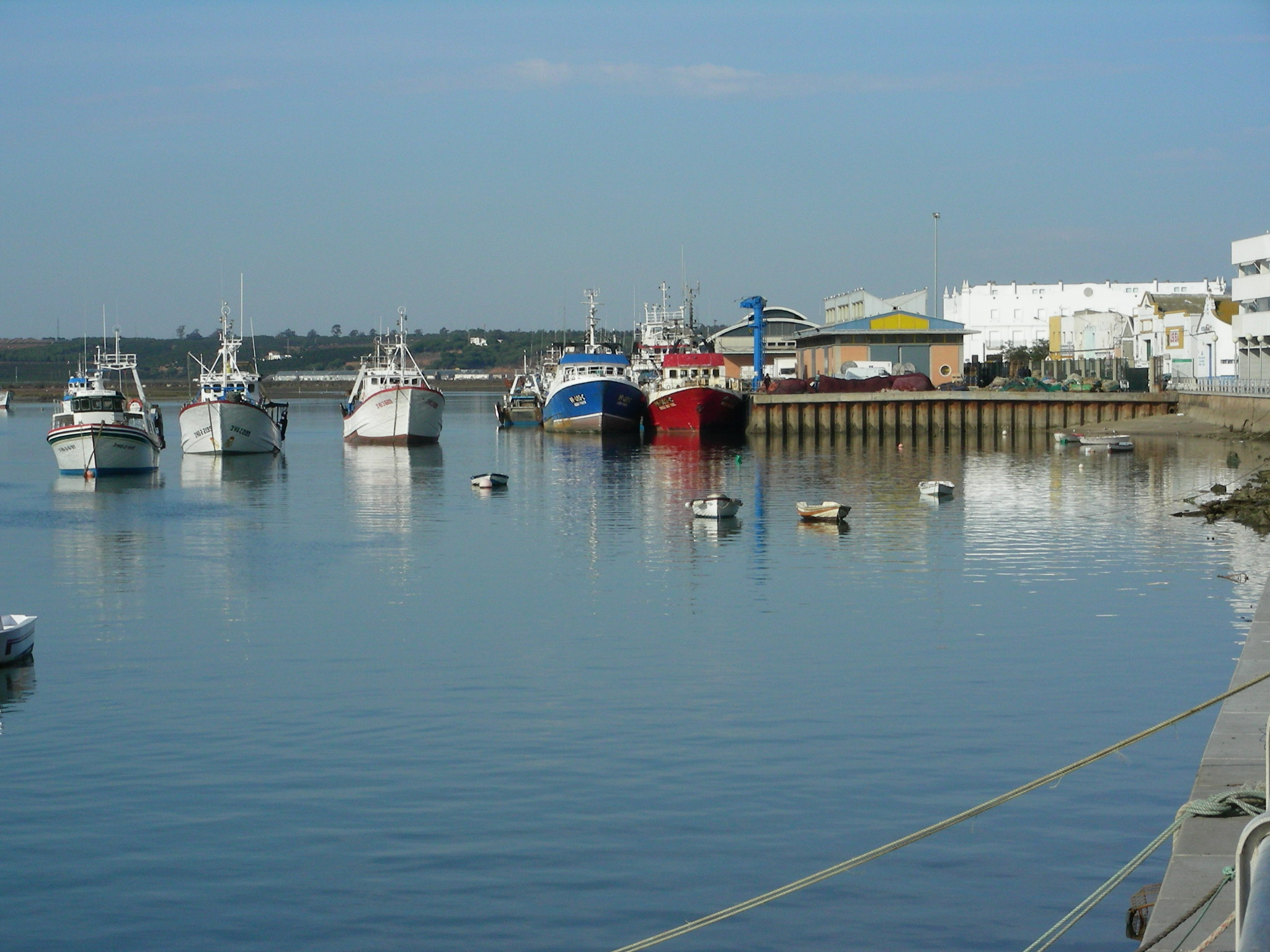
Isla Cristina. Muelle Martínez Catena y uno de los edificios de la Lonja en primer plano del muelle

El sector de la pesca es esencial para la economía provincial y ha sido el modo tradicional de vida durante generaciones. La situación de la franja costera de la provincia, cercana a antiguos caladeros de pesca, ha propiciado el desarrollo de diferentes puertos pesqueros, haciendo posible que la flota de la provincia sea una de las mayores de España. Destacan los puertos de la costa occidental: Ayamonte, Isla Cristina y Punta Umbría principalmente. Otros puertos históricos son El Terrón en Lepe, Huelva, Mazagón, Sanlúcar de Guadiana o El Rompido en Cartaya. Isla Cristina (uno de los dos primeros puertos españoles en cuanto a tonelaje, número de embarcaciones y valor de las capturas y el primer puerto en volumen de pescado fresco subastado de Andalucía) aunque también Ayamonte, dispone de importantes empresas conserveras y de salazón. La lonja de Isla Cristina, uno de los motores de riqueza provincial, da servicio a las flotas de Isla Cristina, Lepe y Punta del Moral. En 2005, entraron en las lonjas de los puertos de la provincia aproximadamente 1 411 403 kilos de mercancía al mes (más del 50 % desembarcan en el puerto de Isla Cristina), lo que supuso un ingreso de más de tres millones y medio de euros al mes. Peces (886 806 kilos por mes), moluscos (493 833 kilos por mes) y crustáceos (30 763 por mes) siguen formando parte de la actividad laboral de multitud de familias de la costa. La época dorada de la pesca en la provincia se sitúa entre la segunda mitad del siglo XIX y el primer tercio del siglo XX. Algunas localidades nacieron no hace más de 300 años solo como puertos pesqueros (Punta del Moral, La Antilla o Isla Cristina). Las únicas localidades con ayuntamiento propio y directamente en el mar son Isla Cristina (fundada en 1755) y Punta Umbría (segregada de Cartaya en 1963). Esto se debe al avance que ha experimentado la costa durante los pasados siglos, lo que hizo necesario crear nuevos puertos como el de Isla Cristina. Punta Umbría tiene su origen, más que en el auge de la pesca, en el del turismo (se verá en sector terciario).
Los datos generales resumidos de la provincia correspondientes a las especies con más capturas son los siguientes:
| Especie      | Kg al mes (2005) |
| ------------ | ---------------- |
| Sardina      | 438 954          |
| Chirla       | 290 970          |
| Pulpo        | 111 271          |
| Boquerón     | 105 792          |
| Tintorera    | 61 730           |
| Herrera      | 37 344           |
| Marrajo      | 32 157           |
| Choco        | 31 112           |
| Merluza      | 28 225           |
| Gamba blanca | 18 969           |
| Atún rojo    | 17 963           |
| Pez espada   | 17 353           |

La importancia de los puertos y la demanda de la pesca procedente de los puertos onubenses llega al extremo de que, ciertas especies, se desembarcan aquí solo por el valor añadido que genera la obtención de la denominación de origen, como es el caso de la gamba blanca de Huelva, de la que Isla Cristina y Punta Umbría son sus mayores valedores.
Se realizan exposiciones y congresos de pesca que suelen celebrarse en junio y en octubre, en el palacio de exposiciones de Isla Cristina (FIMAR, Feria Internacional del Mar, y FAMAR, Feria Andaluza del Mar), entre otras. También en esta ciudad se celebró el certamen internacional de la industria pesquera Clúster de Empresas Pesqueras en Países Terceros en marzo de 2008 con más de 30 delegaciones internacionales y 220 empresas integrantes. Por otra parte, se dan varias ferias de marisco en verano como reclamo turístico en varios municipios costeros, principalmente Isla Cristina y Punta Umbría.
La empresa más importante del sector es Lonja de Isla SA, con actividad económica relevante en el propio municipio de Isla Cristina, en el de Ayamonte, el de Lepe y, mediante empresas subsidiarias, en el de Huelva. Esta empresa gestiona alrededor de 18 millones de kilos de capturas anuales.
También es importante, en cuanto que permite sustentar la gastronomía onubense, el denominado «marisqueo», siendo la estrella el marisqueo de bivalvos, fuente de sustento de más de un centenar de familias de la costa.

#### Agricultura

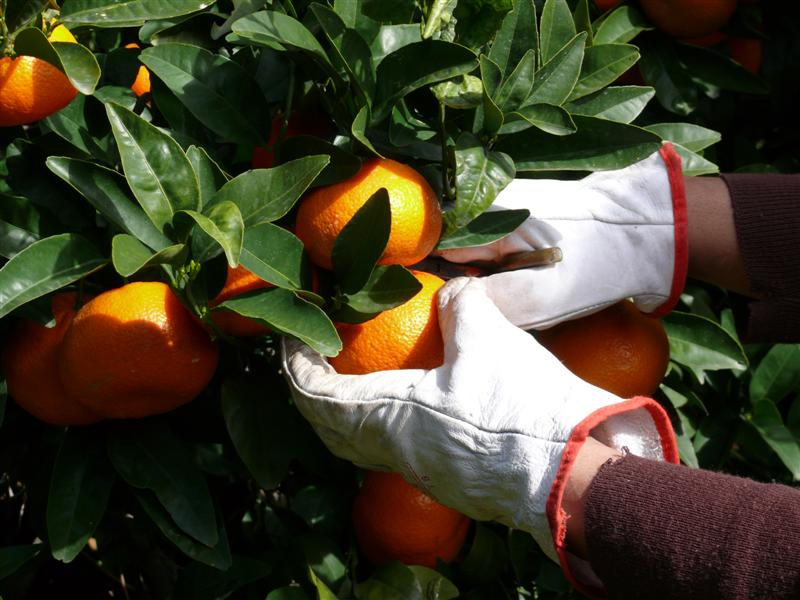
Recolección de cítricos

La agricultura de esta provincia ha sabido adaptarse a las nuevas demandas con la inclusión de nuevas formas de cultivos. A finales de los años 1960, el empresario Antonio Medina Lama realizó las primeras experiencias de cultivo de fresón en la provincia, revolucionando el incipiente cultivo de fresa que se venía realizando. Los primeros experimentos en cultivo de fresas con modernas técnicas intensivas las realizó en la finca de Las Madres, en el término municipal de Moguer, cerca de la playa de Mazagón y a pocos kilómetros de Palos de la Frontera, extendiéndose rápidamente al resto de la provincia. En la actualidad, la provincia representa el 97 % de la producción nacional de fresón y es el segundo productor mundial tras Estados Unidos. Destaca Moguer con una superficie cultivada de 2278 ha (8551 ha en toda España), que supone un 27 % del total nacional, lo que sitúa a la localidad en primer lugar de España en cuanto a superficie dedicada al cultivo de esta fruta.
También destacan las localidades de Cartaya, Isla Cristina y Lepe en la zona regable del río Chanza y otras como Almonte, Lucena del Puerto y Palos de la Frontera, dedicadas todas a la producción, manipulación, envasado y comercialización del denominado oro rojo, encontrándose en Palos de la Frontera la cooperativa con mayor producción mundial de esta fruta. Prácticamente la mitad del cultivo del fresón producido se vende a Francia, Alemania y Reino Unido, siendo también importante el volumen comercializado en el mercado nacional, suizo e italiano. También ha tenido una fuerte repercusión social en la provincia, ya que para su cultivo ha sido necesaria una elevada cantidad de mano de obra extranjera, que ha posibilitado un aumento de inmigración, similar a lo sucedido en la provincia de Almería. En los últimos años también han aumentado considerablemente los cultivos intensivos de la frambuesa, el arándano, los cítricos (de mayor tradición en la costa, como la naranja) y el olivar en regadío.
Sin embargo, el desarrollo de la agricultura intensiva de regadío, tiene su contrapunto desde la perspectiva ambiental. De esta forma, se está produciendo una esquilmación del acuífero de Almonte-Marisma ante la presión ejercida por los cultivos en regadío en las inmediaciones de parque nacional de Doñana.
Los cultivos tradicionales son principalmente los cereales, el olivar, los cítricos de secano y el cultivo de higueras en Isla Cristina y Ayamonte. Asimismo son importantes las extensiones dedicadas a agricultura integrada y agricultura ecológica en la provincia, siendo la primera provincia de la comunidad en el total de superficie inscrita, con 123 125 ha en 2008 (se incluyen todo tipo de cultivos, incluidos los bosques), la mayor de Andalucía. La producción de vinos y vinagres en la zona del Condado, bajo la Denominación de Origen Condado de Huelva, también ha experimentado un alto crecimiento llegando a elaborarse incluso espumosos y vinos tintos, algo inusual en el sur de España.

#### Ganadería
La sierra de Aracena ha conseguido el auge de su economía gracias, en cierta medida, a los productos procedentes del cerdo ibérico como el Jamón de Huelva (anteriormente jamón de Jabugo), con Denominación de Origen Jamón de Huelva, que ya no se vende solo en el interior del país, sino que se exporta a otros países de la Unión Europea como Francia e Italia, trabajándose igualmente en estrategias de negocio para asentarse en Asia y Estados Unidos. La venta de otros derivados y de carne también experimenta un importante empuje. Existen 639 explotaciones ganaderas en la provincia, lo que supone un 37 % del total autonómico.

#### Minería

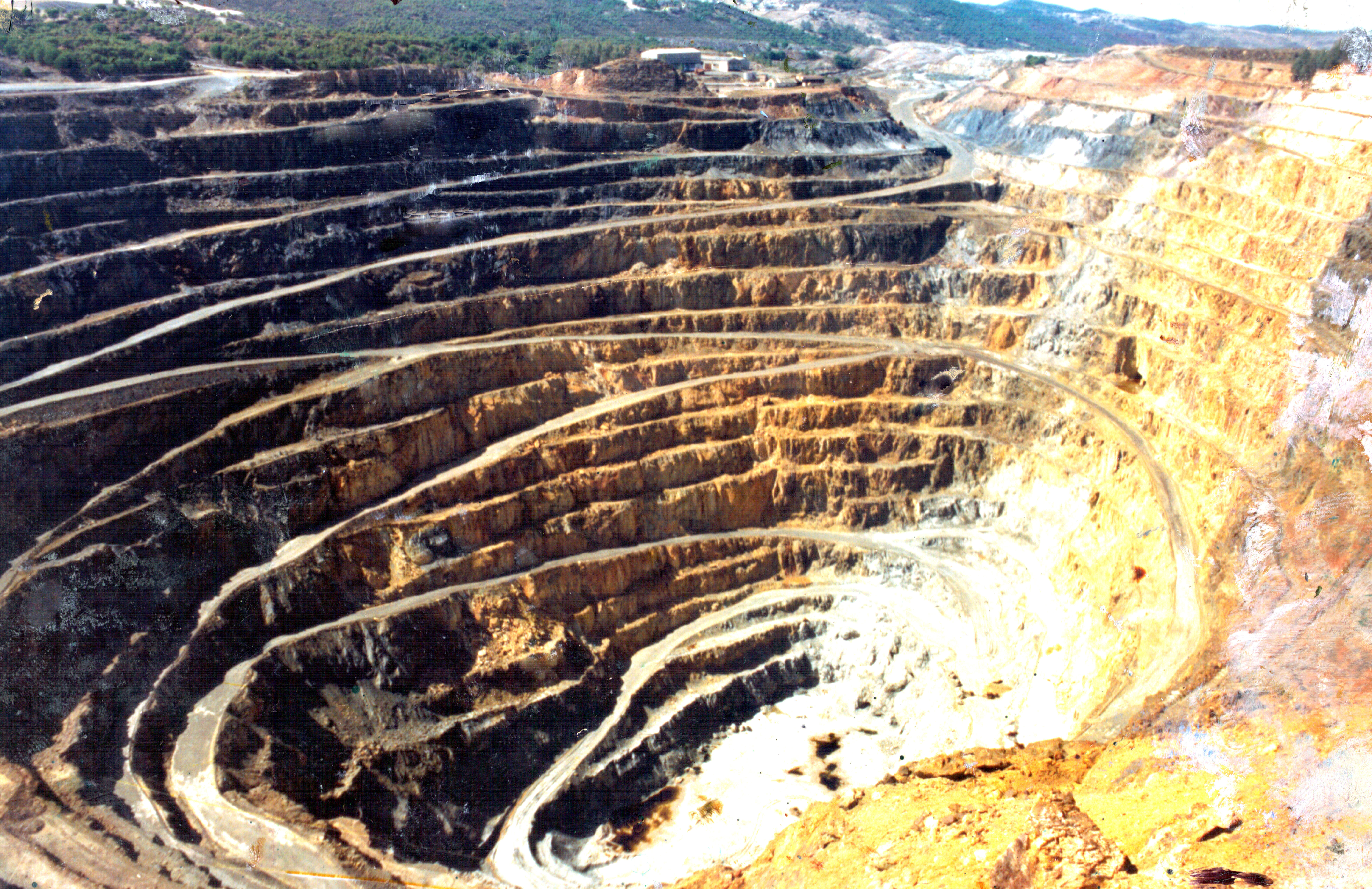
Explotación minera a cielo abierto de Corta Atalaya, Riotinto, en la década de 1980

La cuenca minera fue una de las primeras en extracción de cobre del mundo encontrándose actualmente en auge. Los recursos mineros de la zona norte de la provincia han sido explotados durante milenios, dado que en la zona se encuentra la inmensa Franja Pirítica Ibérica. Así, explotada desde el año 1000 a. C., diferentes pueblos han prosperado y se han enriquecido con las entrañas de esta tierra. Pero fue a partir de finales del siglo XIX, con la compra de las minas por diferentes adjudicatarios privados anglosajones, cuando se llegó a una edad de oro de estas explotaciones. El desarrollo de la Cuenca Minera y de la propia ciudad de Huelva fue innegable, aunque parte del capital surgido de la minería se haya ido fuera de estas tierras. En los años 1950 las minas fueron retornando a manos españolas, siendo empresas nacionales las que se crearon para su explotación. La bajada del precio del cobre a finales del siglo XX llevó al cierre a la mayor parte de ellas. A finales de la década pasada el precio de los metales aumentaron debido a la creciente demanda de países como China o India, esto garantiza la reactivación de numerosas minas de la Faja pirítica ibérica.
Por otra parte la intensividad de los trabajos en las minas ha originado diversos problemas ecológicos en épocas recientes, desde las protestas por las teleras a finales del siglo XIX hasta el desastre de Aznalcóllar en 1998, cuando una riada de lodos tóxicos provenientes de una mina de la empresa Boliden-Apirsa en la cercana provincia de Sevilla afectó al río Guadiamar y parte de las aguas del parque de Doñana.
Actualmente diversas minas se encuentran en explotación, y otras tantas en estudio o proyectadas:
| Mina                       | Provincia | Vida      | Período     | Situación                  | Compañía                                     |
| -------------------------- | --------- | --------- | ----------- | -------------------------- | -------------------------------------------- |
| Riotinto (Cerro Colorado)  | Huelva    | 16,5 años | 2016 - 2032 | Operativa                  | Riotinto Copper Project (Atalaya Mining plc) |
| Aguas Teñidas              | Huelva    | 11 años   | 2009 - 2020 | Operativa                  | Trafigura (Matsa)                            |
| Masa Valverde              | Huelva    |           |             | En estudio                 | Cambridge Mineral Resources plc              |
| La Zarza                   | Huelva    | 15 años   |             | En proceso de desinversión | Nueva Tharsis y Ormonde Mining               |
| San Telmo y Lomero-Poyatos | Huelva    | 15 años   |             | Proyectada                 | Kimberley Diamonds                           |
| Tharsis                    | Huelva    | 4 años    | 2015-2020   | Operativa                  | Maprise SA                                   |
| Sotiel Coronada            | Huelva    | 8 años    | 2015 - 2023 | Operativa                  | Trafigura (Matsa)                            |
| Mina Magdalena             | Huelva    | 15 años   | 2016 - 2031 | Operativa                  | Trafigura (Matsa)                            |
| Minas de Cala              | Huelva    |           |             | Proyectada                 |                                              |
| Mina Concepción            | Huelva    |           |             | En estudio                 | Trafigura (Matsa)                            |

### Sector secundario: industrias de transformación

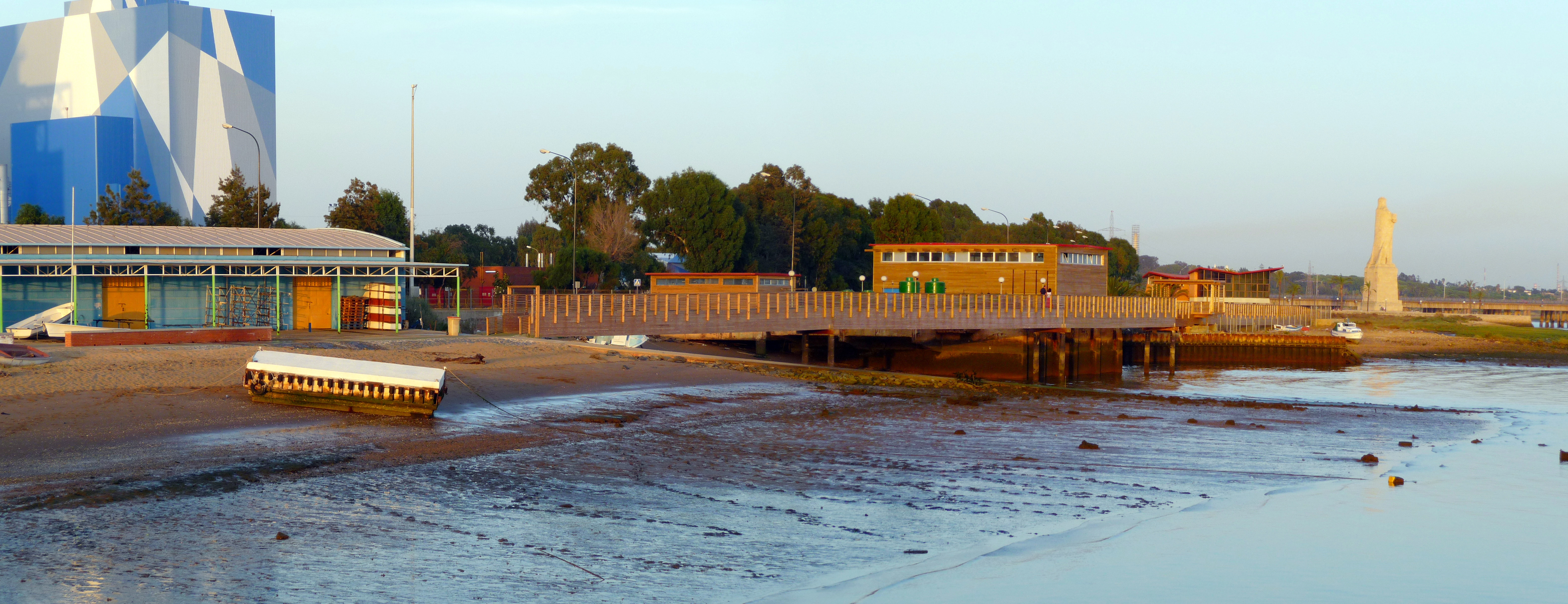
Ría de Huelva (Punta del Sebo) en la que se observa el impacto de las instalaciones industriales

En Huelva se conserva uno de los astilleros de ribera, aún en activo, más antiguos de España. Se trata del astillero de ribera de Isla Cristina, donde se construyeron las réplicas de la nao Victoria y la carabela La Pinta con motivo del V centenario del descubrimiento de América. Esta es una de las pocas industrias tradicionales que quedan en la provincia junto con la textil. También es destacable la empresa privada Astilleros de Huelva, en la capital, dedicada a la construcción de buques modernos. Al ser un astillero de tamaño medio no le afecta tanto la crisis del sector naval, ya que no necesita grandes proyectos para mantenerse. Entre sus licitaciones destaca la curiosidad de haber construido los barcos de recreo para la Expo '92 de Sevilla.
En la localidad de Valverde del Camino, la industria textil ya mencionada, ha conseguido darle valor añadido a su producción en la fabricación de calzado. La manufactura del mueble de madera también pervive en esta zona y en la sierra. La fabricación artesanal de calzado comenzó su desarrollo gracias a la presencia inglesa y a empresarios autóctonos que innovaron en su fabricación, adaptándose al mercado moderno. Tuvo su momento de esplendor hacia la década de 1960, cuando su producto estrella, el boto campero comenzó a ser conocido en toda España. En la actualidad, su mercado es toda España, gran parte de Europa y países como China, Japón o Estados Unidos.

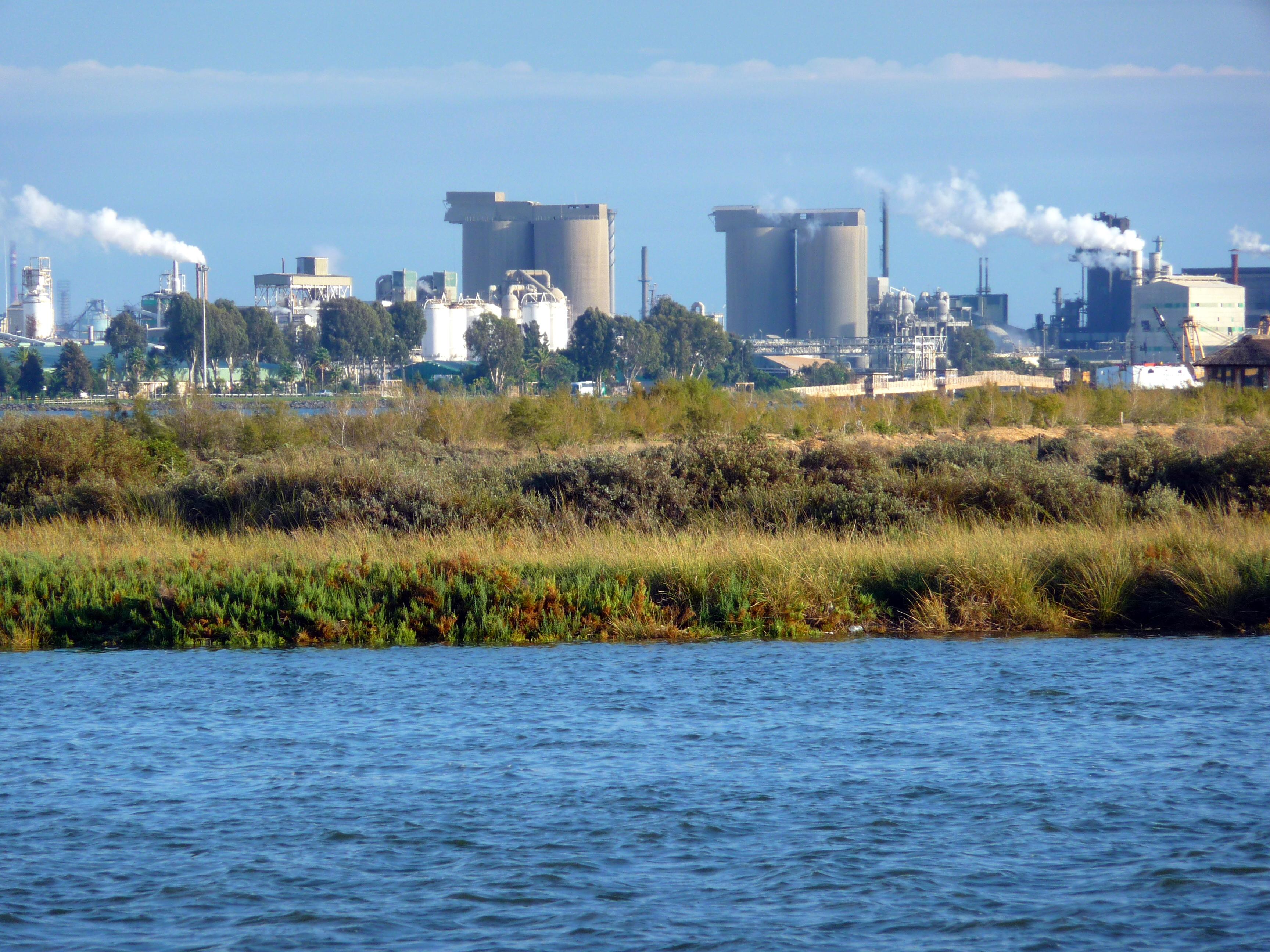
Otra imagen del Polo Químico en Huelva y Palos de la Frontera

Pero la mayor actividad en este sector se concentra en el llamado Polo de Desarrollo de Huelva o polo químico. Aunque surgió en la década de 1960, la primera intención para instalar un importante complejo industrial en la zona surgió en 1870, a cargo de José Monasterio Correa, pero no fue hasta 1964 cuando el Gobierno de Franco aprobó (Decreto de 30 de junio de 1964) la construcción de un Polo de Promoción Industrial que cambiaría la geografía, la población y la política de la zona. Su instalación en la zona se debió (entre otros aspectos) al alto grado de subdesarrollismo y desempleo existente entonces en la zona, y a la necesidad de aprovechar la ingente y cercana producción minera posibilitando que esta se trabajara y quedara en el país. La instalación de polígonos industriales se llevó a cabo en varias provincias españolas, sin embargo en esos años solo en León y Huelva se consiguió el apoyo suficiente para que el desarrollo industrial de los polígonos fuera efectivo. El polo de desarrollo de Huelva fue el más importante desarrollado en la época, recordemos que desde la ausencia de industria pesada, que sigue superando actualmente récords de producción, si bien no está en las zonas tradicionales que albergan el peso de la industria en España y donde el puerto como nodo de comunicaciones y transporte, y la sierra como fuente de ciertas materias primas, lo han convertido en uno de los más importantes de España y la mayor fuente de empleo de la comarca metropolitana, con más de 14 000 puestos de trabajo localizados en apenas un par de municipios (que dan empleo a otros tantos trabajadores de varios municipios vecinos). La capital y las poblaciones cercanas están ligadas desde entonces a la industria química (refinerías de petróleo, gas natural o centrales térmicas).

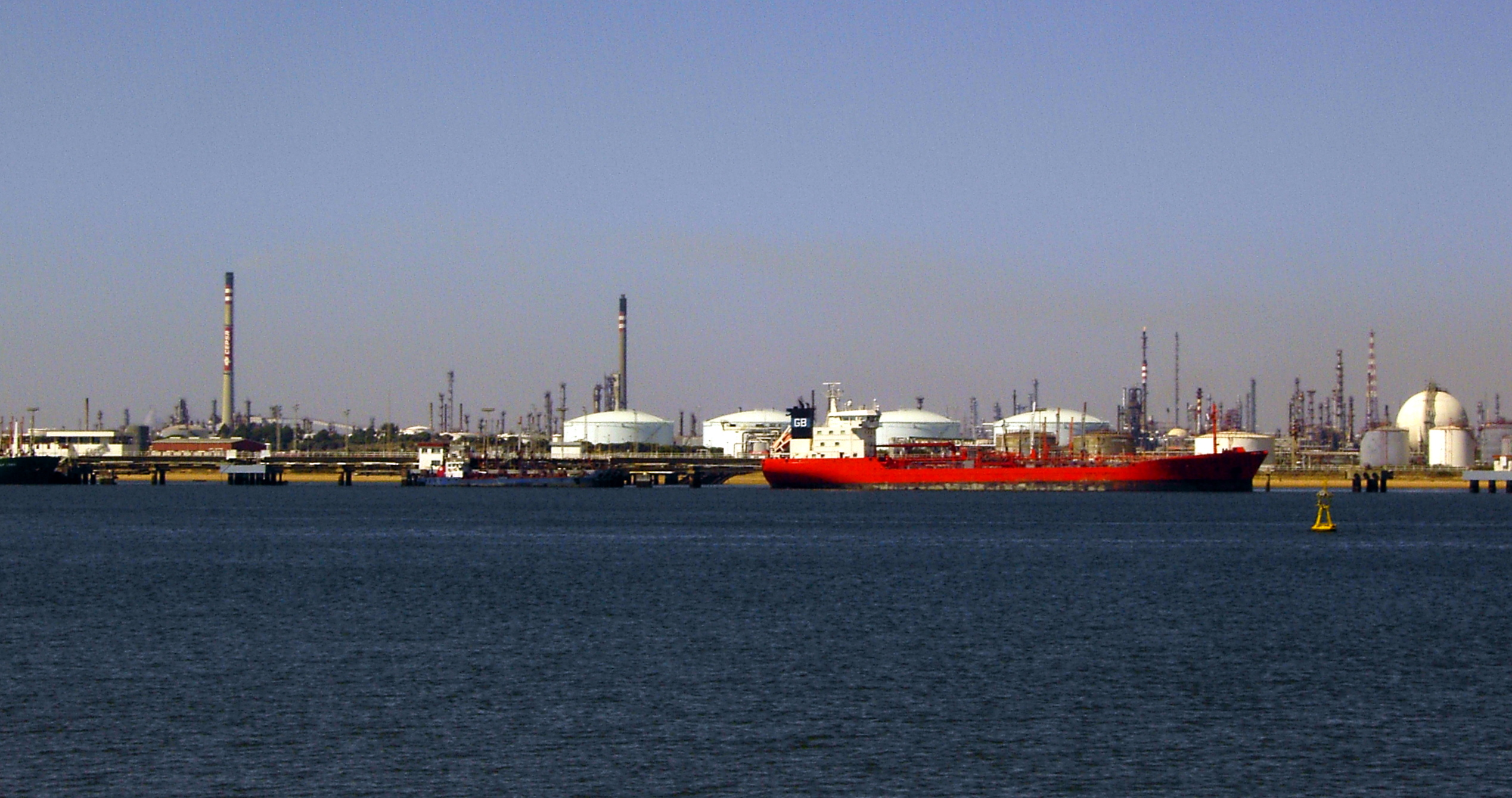
Puerto exterior del polo

Por ello, el desarrollo de Huelva es innegable, pero también lo son las graves enfermedades asociadas y el importante retroceso ecológico en la ría de Huelva o el Tinto por su cercanía a las grandes balsas de fosfoyesos. El Polo Químico suele dividir a los ciudadanos entre los que lo ven como motor económico de la provincia y los que lo ven como su primer problema, pues les afecta a su salud o destruye los ecosistemas de los alrededores.
En la actualidad, el Polo, de más de 1500 ha, acoge a 16 empresas (agrupadas bajo el nombre de AIQB) con una plantilla de más de 6000 trabajadores. Las empresas son: Air Liquide, Algry, Aragonesas, Atlantic Copper, Cepsa, Enagás, Endesa, Ence, Ertisa, Fertiberia, FMC Foret, Repsol YPF, Unión Fenosa, Huntsman Tioxide. A consecuencia de las actividades de Fertiberia, y en menor medida de FMC Foret, otras 1200 ha son ocupadas de manera indirecta por el Polo Químico: son las balsas de fosfoyesos, que están situadas a unos 300 metros de la barriada de Pérez Cubillas de Huelva, a un kilómetro del centro urbano de la capital. Según algunas opiniones, estas balsas podrían estar emitiendo radiación varias veces por encima de lo permitido. Existe una plataforma ciudadana denominada la Mesa de la Ría, la cual hace patente su preocupación por los efectos negativos del Polo Químico, tanto en el medio ambiente, como en la salud de los onubenses. Dicha plataforma ha realizado, sin éxito, varias reivindicaciones tanto a ayuntamientos como a diferentes instituciones públicas.

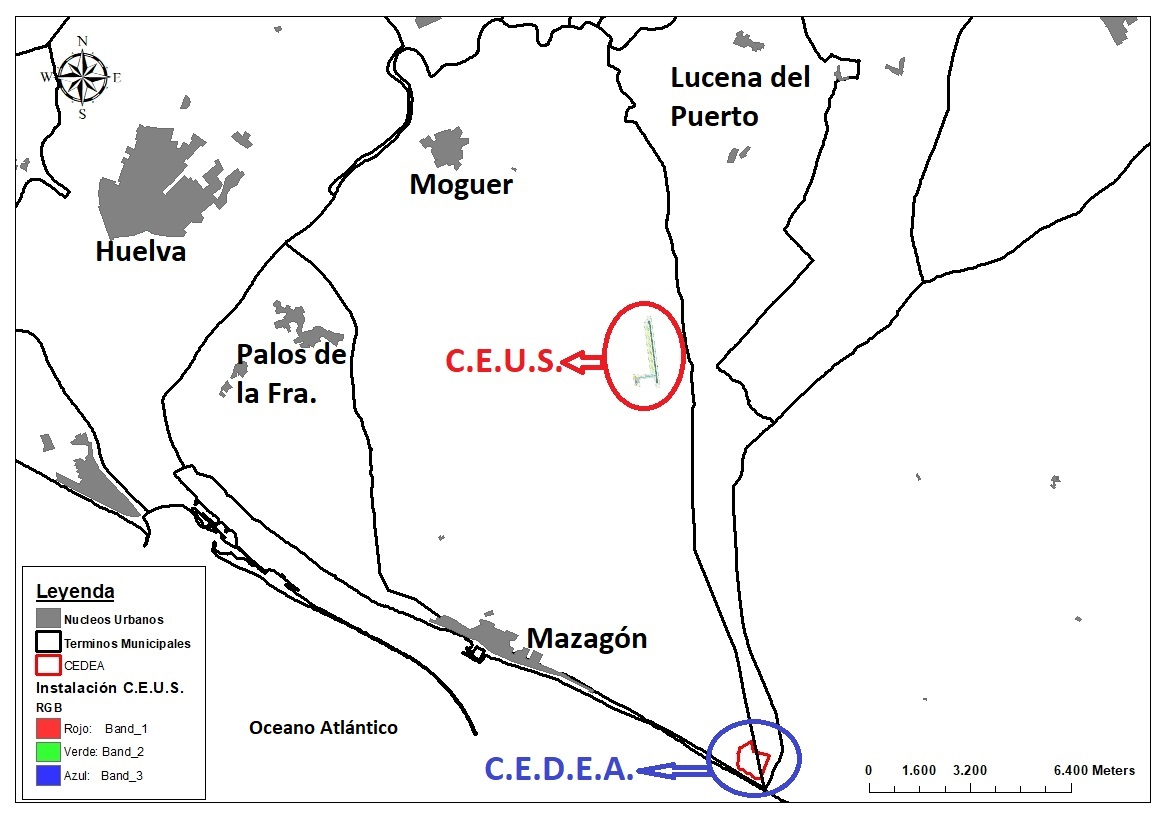
Plano de Ubicación e instalaciones del CEDEA-CEUS.

También hay que destacar la presencia en la provincia del sector aeroespacial y aeronáutico, concretamente en el municipio de Moguer, por la actividad del Instituto Nacional de Técnica Aeroespacial (I.N.T.A) en sus instalaciones del Centro de Experimentación de El Arenosillo (CEDEA). Esta sede del I.N.T.A. desarrolla su actividad en la investigación de energías renovables, experimentación de cohetes de nuevo desarrollo, realización de experiencias científicas con cohetes de sondeo y globos, investigaciones atmosféricas, pruebas de desarrollo de distintos tipos de aeronaves no tripuladas (drones), hasta 150 kg., desde plataforma, y realización de programas de I+D, estudios de durabilidad y ensayos de componentes y sistemas de energía solar. El CEDEA está ampliando sus instalaciones con la construcción del Centro para Ensayos, Entrenamiento y Montaje de Aeronaves no Tripuladas (CEUS), con la función específica de ensayos científicos, desarrollo tecnológico, entrenamiento y montaje de aeronaves no tripuladas (drones) de gran tonelaje (hasta 15 toneladas), tanto aéreas como marítimas y terrestres, de grandes prestaciones con fines exclusivos de I+D+i, para usos civiles. 
Se muestran a continuación las principales actividades industriales y los municipios más representativos en cada ramo. Asimismo, se señalan los índices que se dan para cada actividad respecto al nivel provincial y nacional. En caso de ausencia del dato nacional, se toma España = 100 000. Los índices están obtenidos del Anuario Estadístico de La Caixa donde se puede ver la metodología utilizada para su confección.

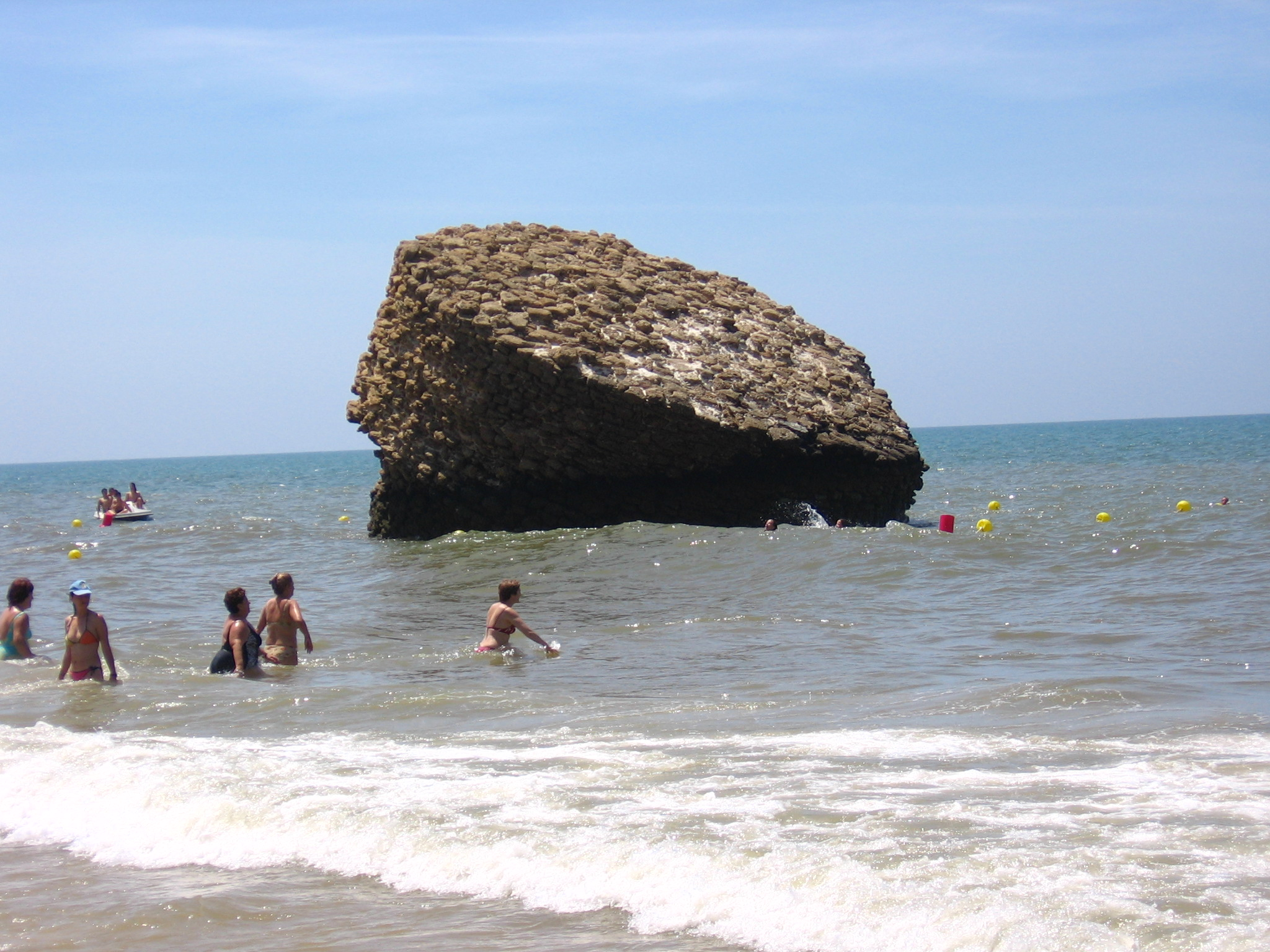
La playa de Matalascañas acogió durante años a la inmensa mayoría del turismo nacional que visitaba la provincia. Desde inicios del este comenzó a diversificarse

- Industria en general: Huelva, Valverde del Camino, Bollullos Par del Condado, Almonte, Moguer, Palos de la Frontera, Isla Cristina y Lepe. Suman más del 50 % provincial.

- Energética: Palos de la Frontera. (casi el 12 % de la provincia)

- Extracción y transformación de minerales energéticos y derivados: Huelva, Palos de la Frontera, Moguer, Bollullos Par del Condado, Niebla, Ayamonte, Cartaya, Palma del Condado, Isla Cristina, Valverde del Camino, Rociana del Condado y Gibraleón.Contribuyen, por orden decreciente, con entre un 14 y un 3 % a esta actividad en la provincia. El índice provincial es de 350.

- Industrias transformadoras de metales y mecánica de precisión: Huelva, Almonte, Isla Cristina y Bollullos Par del Condado. Contribuyen con un índice de 154, 36, 33 y 32 respectivamente. La provincia representa un peso de 649 respecto del nivel nacional que suma 94 254.

- Industrias manufactureras: Valverde del Camino y Huelva (ambas con un índice superior al 100), con un índice provincial de 1362 y 193 241 nacional.

- Construcción: Huelva, Lepe, Almonte e Isla Cristina. Entre ellas suman un índice de 1561, 3582 alcanza la provincia y 344 426 España.

Villanueva de los Castillejos y Villablanca experimentaron las mayores subidas porcentuales de la actividad industrial, superiores al 50 % en el periodo 2001-2006. El índice industrial provincial (España = 100 000) es de 883, contando entre Huelva y Palos de la Frontera con uno de 540.

### Sector terciario: turismo y servicios

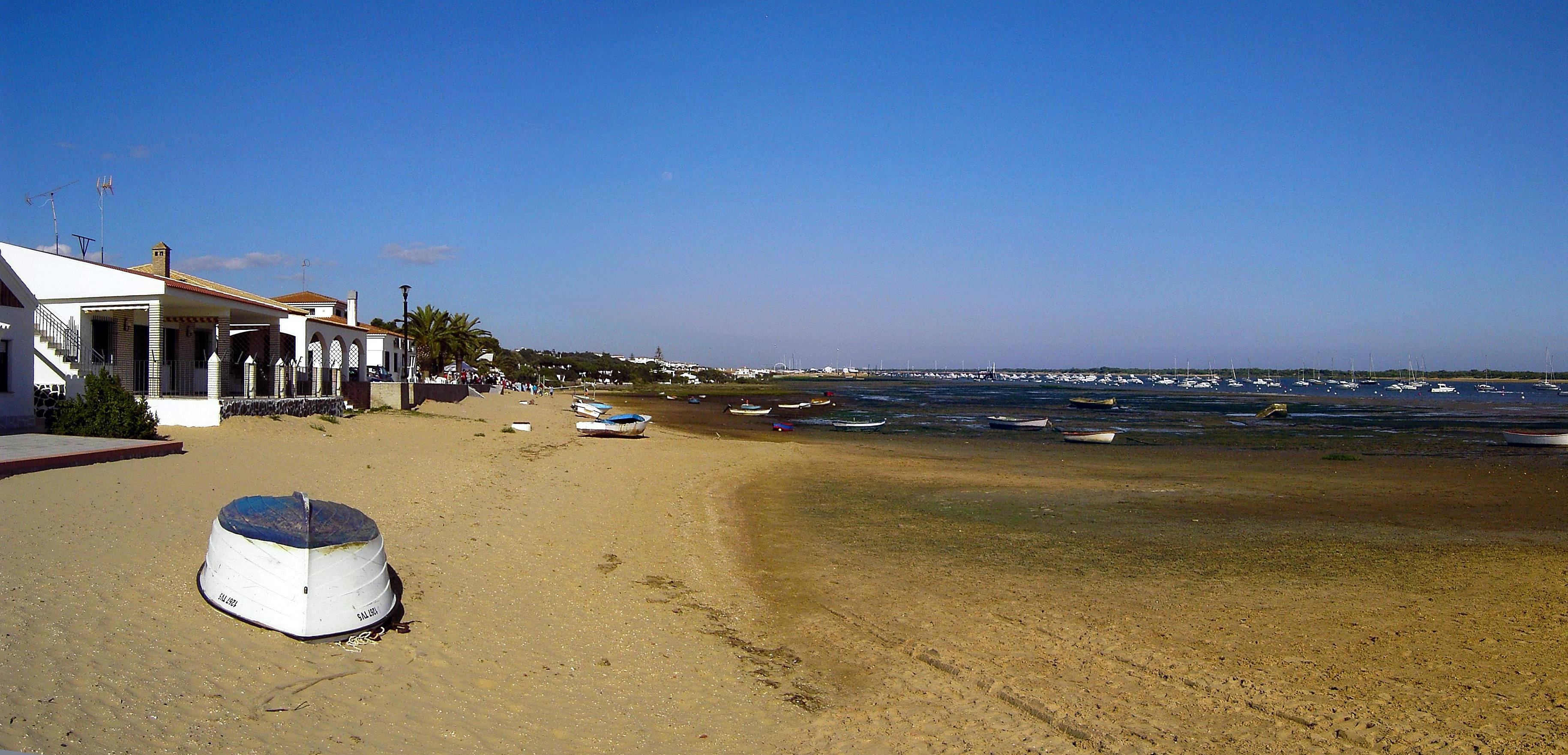
Playa de El Rompido (Cartaya). La tranquilidad de pueblos de pescadores convive con el ritmo frenético del turismo en épocas estivales

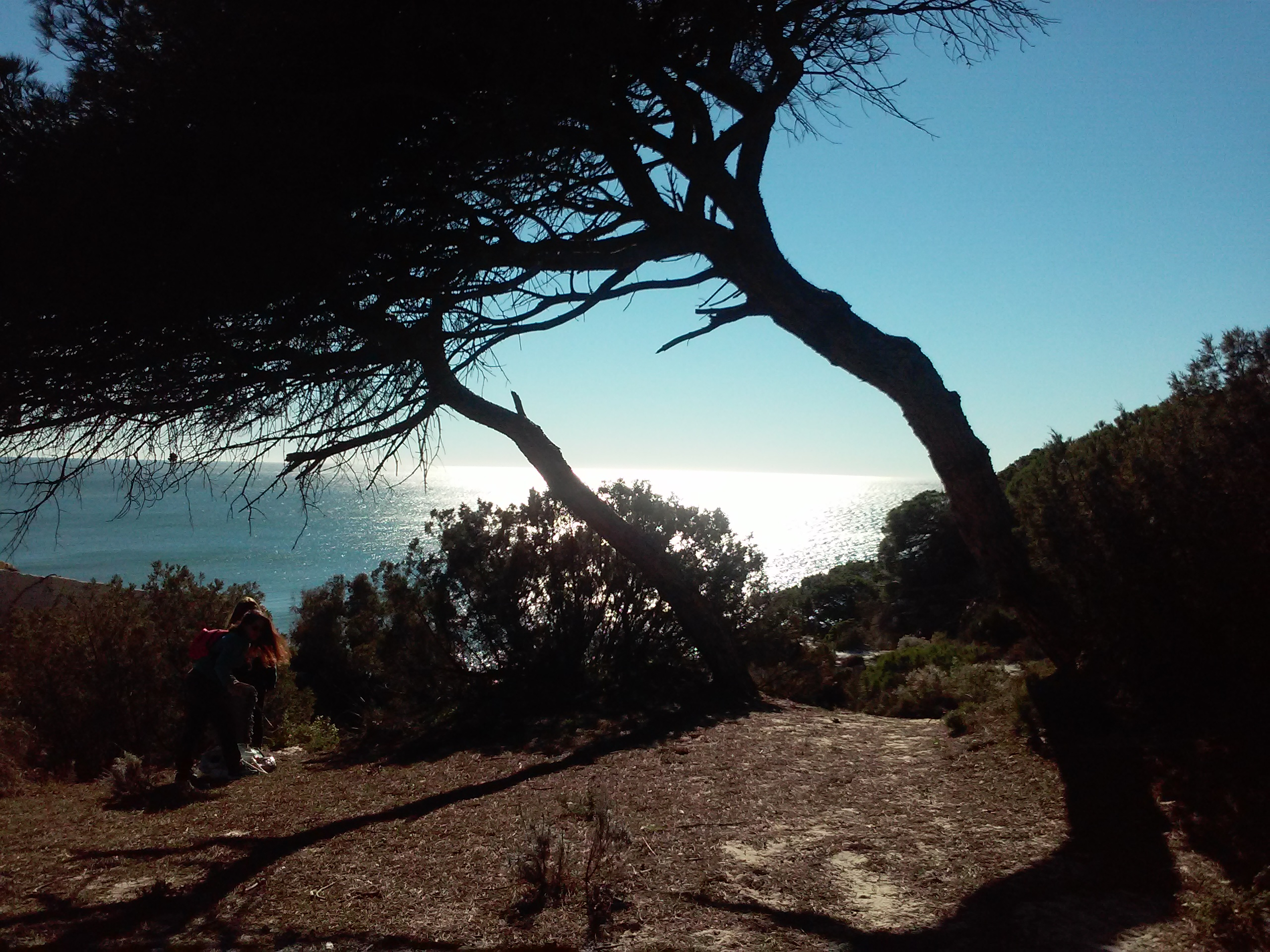
Pinares de Mazagón, playa de Rompeculos. Enero de 2017

Las actividades comerciales minoristas (índices de actividad entre paréntesis) se concentran en Huelva (3638), Almonte (622), Lepe (616), Isla Cristina (530) y Ayamonte (521). El índice provincial es 11 948 y 994 210 el nacional, lo que deja a la provincia con un índice superior a la media. La superficie comercial total de la provincia es de 1 027 824 m², también superior a la media nacional por habitante. En los sectores desagregados comerciales, los municipios que sobresalen son los más poblados: Huelva, Lepe, Almonte, Isla Cristina y Ayamonte.
Aunque de mucho peso en el PIB (poco más del 5 %), el turismo marca el ritmo de la rapidez de muchos municipios y da empleo indirecto a más trabajadores de los que proporciona directamente. Este sector suele concentrarse en los municipios de mayor población, que coincide con los de la costa (Ayamonte, Almonte, Huelva, Isla Cristina, Lepe), aunque en los últimos años se ha producido un crecimiento en la zona de la sierra. En comparación con otras zonas turísticas como la Costa del Sol, la economía onubense posiblemente aún no presenta una dependencia de este sector, si bien en los últimos años ha crecido de forma importante el turismo de soy y playa, como se manifiesta en el crecimiento de zonas urbanizadas en el litoral.
Tradicionalmente, la provincia onubense ha absorbido la demanda turística de sol y de playa de las provincias vecinas de Badajoz y Sevilla y de ella misma. A partir de los últimos años del siglo XX (desde 1991) se han puesto en marcha iniciativas que han permitido el desarrollo de zonas turísticas y un aumento de visitantes de toda España (el 85% del turismo receptor es español), aunque aún tiene un peso medio entre el total andaluz, siendo la quinta provincia andaluza en número neto de visitantes. El Patronato Provincial de Turismo y otras delegaciones suelen aprovechar y asociar la Luz y el nombre de la Costa de la Luz en la publicación provincial, usando el eslogan Huelva, la luz o Isla Cristina, un mar de Luz. El turismo da trabajo directo o indirecto al 30 % de la población de la costa.
El número de restaurantes y bares de la provincia es de 3635. Los municipios con más de 200 son Huelva, Almonte, Lepe, Ayamonte, Punta Umbría e Isla Cristina con 854, 231, 215, 207, 207 y 203 respectivamente, todos, al igual que la provincia, por encima de la media nacional por habitante y, además, con un crecimiento del 17,5% entre 2001 y 2006, frente al 15,3 % de crecimiento nacional. Alosno es el que más creció en este periodo, un 58,8 %, seguido de Moguer, Aracena e Higuera de la Sierra, en torno al 46 % de incremento. El índice turístico provincial (España = 100 000) es de 886, con un peso nacional parecido al de la industria, sobresaliendo Ayamonte con 219, seguido de Almonte e Isla Cristina con 176 y 136, respectivamente.

#### Turismo de ocio

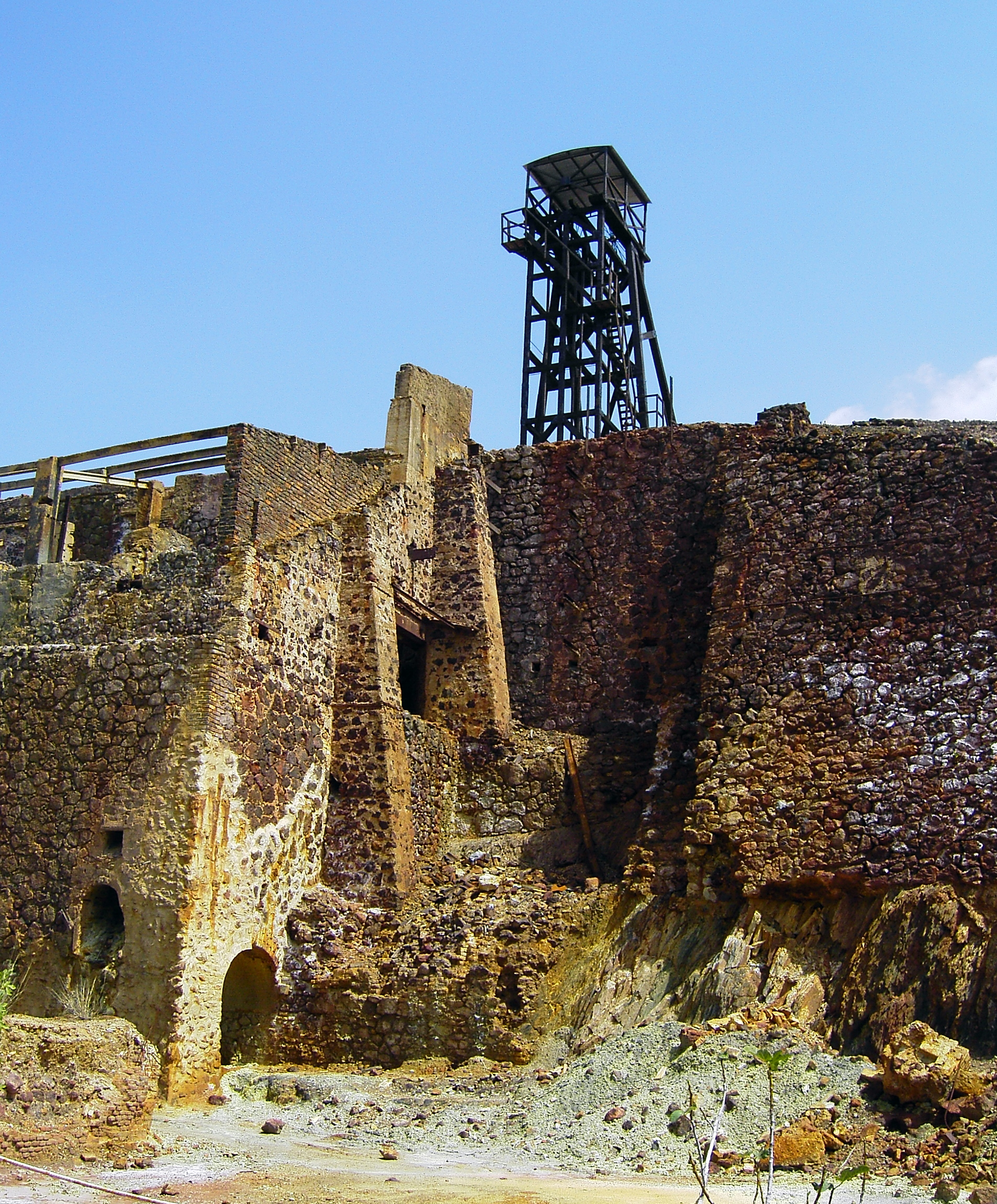
Parque Minero de Riotinto

El desarrollo turístico de la provincia ha sido más tardío que otras zonas del litoral español. Núcleos como los de Islantilla o Isla Canela han surgido entonces entre finales de los años 1990 y principios del nuevo siglo. Desarrollos más antiguos, con escasa planificación hasta época reciente, son El Rompido, El Portil, Mazagón y Matalascañas (Torre de la Higuera). Si bien Punta Umbría tuvo sus inicios como pedanía de Cartaya, tras la democratización del turismo de sol y playa comenzó su desarrollo urbano por su cercanía a la capital y por su posición en la playa, su actual desarrollo no se puede entender sin la actividad turística y su aportación a la vivienda vacacional. Otros núcleos turísticos son Nueva Umbría, Nuevo Portil, Punta del Moral, La Antilla y Urbasur. También destaca en los últimos años el denominado turismo rural o de interior en la zona de la sierra.

#### Turismo cultural

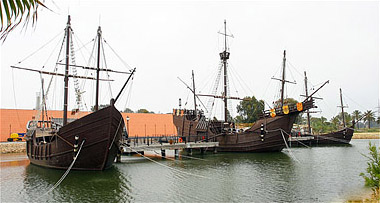
Réplica de «Las tres Carabelas» en el Muelle de las Carabelas de Palos de la Frontera

Se tiende a diversificar el turismo y la oferta de museos y centros de interpretación ha crecido considerablemente en los últimos años (Casa de los Ingleses en Punta Umbría, El Hombre y la Marisma de Isla Cristina o Puerta del Atlántico en Huelva), desarrollándose así un modelo de turismo que proporciona otro tipo de atractivos. La historia de la Cuenca Minera, con siglos de explotación y una presencia inglesa inusual en el país, atrae a más de 62 000 turistas anuales al parque minero, que ofrece una interpretación de la provincia de esta época. Pero es el conjunto histórico-artístico, denominado Lugares colombinos, el que soporta la mayor cantidad de visitas (197 000 en 2007) procedentes en su mayor parte de España, pero con visitantes de gran diversidad de nacionalidades, llegados con ánimo de estudiar o rememorar los acontecimientos del descubrimiento de América. Moguer, Palos de la Frontera y su monasterio de La Rábida son las localidades colombinas por excelencia, si bien el recinto más visitado de estos lugares es el Muelle de las carabelas situado en el entorno de la Rábida.
También se han recomendado iniciativas para que se desarrolle el denominado turismo industrial. Iría encaminado a interesados en conocer el Polo Químico. Todo ello se complementa con el aliciente que supone la celebración de congresos en la zona de costa.
Esta apuesta por el turismo y su cambio, para no depender tanto del turismo de sol y playa, ha permitido que la que la provincia esté a la cabeza en el aumento de pernoctaciones en Andalucía.

## Cultura
La cultura onubense, fruto de los diferentes pueblos que pasaron por la zona, es rica en tradiciones, fiestas y celebraciones. La tradición cristiana ha fomentado el gran número de festejos de índole religioso, no obstante también destacan eventos culturales relacionados con el americanismo y la historia de la provincia. Entre ellas destacan:

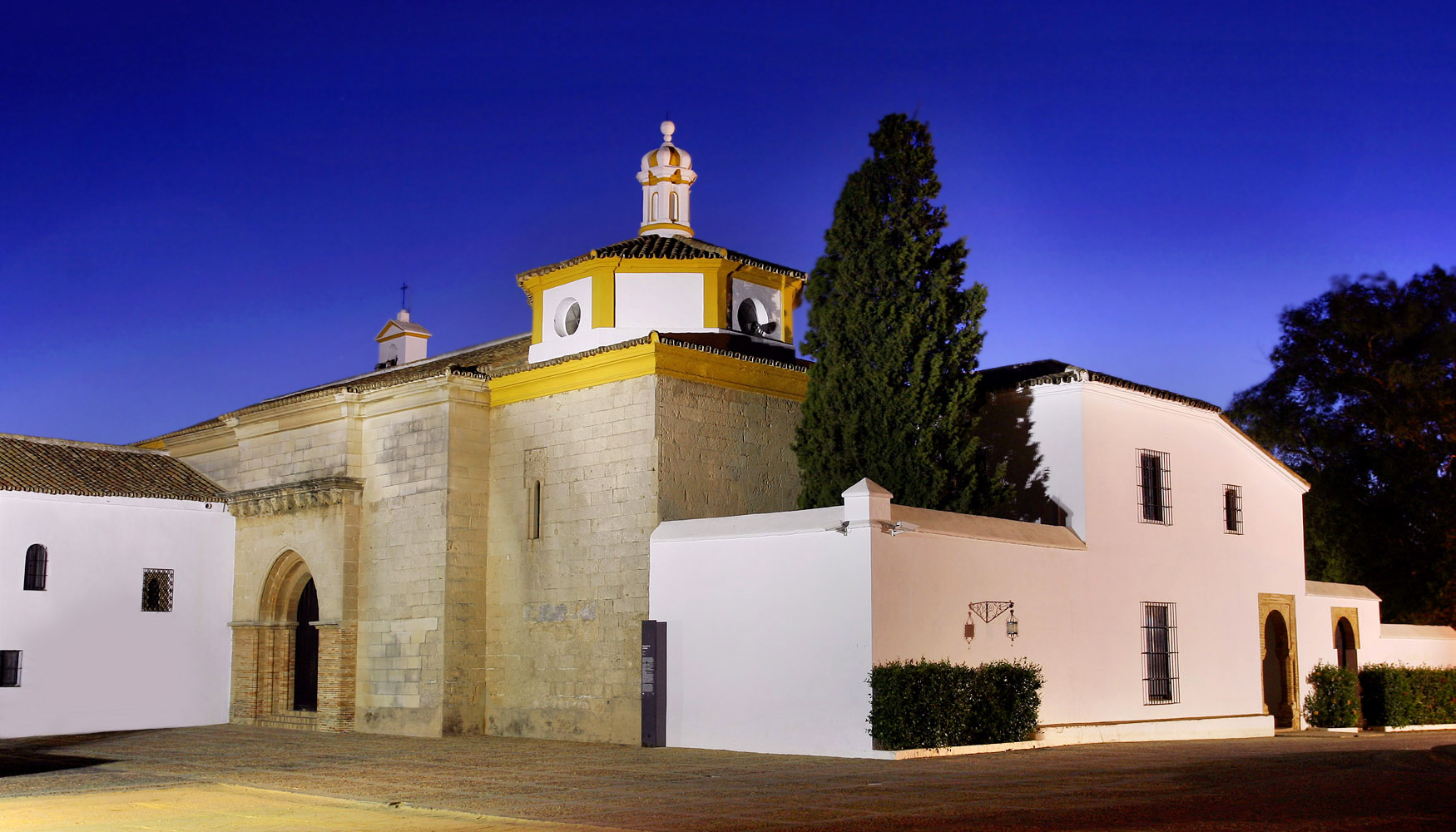
Monasterio de La Rábida, en Palos de la Frontera

### Patrimonio artístico
Huelva cuenta con un riquísimo catálogo histórico-artístico en su provincia, tanto religioso (en la que abundan templos cristianos, ermitas y santuarios e incluso antiguas mezquitas de la época de dominación musulmana y luego convertidas en iglesias) como civil, fruto del paso por la tierra de diferentes culturas.
Son de especial interés el conjunto histórico artístico de los Lugares colombinos, todos los edificios o infraestructuras que aparecen relacionados con la arquitectura industrial y minera del siglo XIX y las fortificaciones y castillos que florecieron a lo largo de la Edad Media, al ser un importante enclave fronterizo con Portugal. Entre los monumentos onubenses más destacados, los de mayor valor, enumerados por localidades, son:

#### Monumentos religiosos

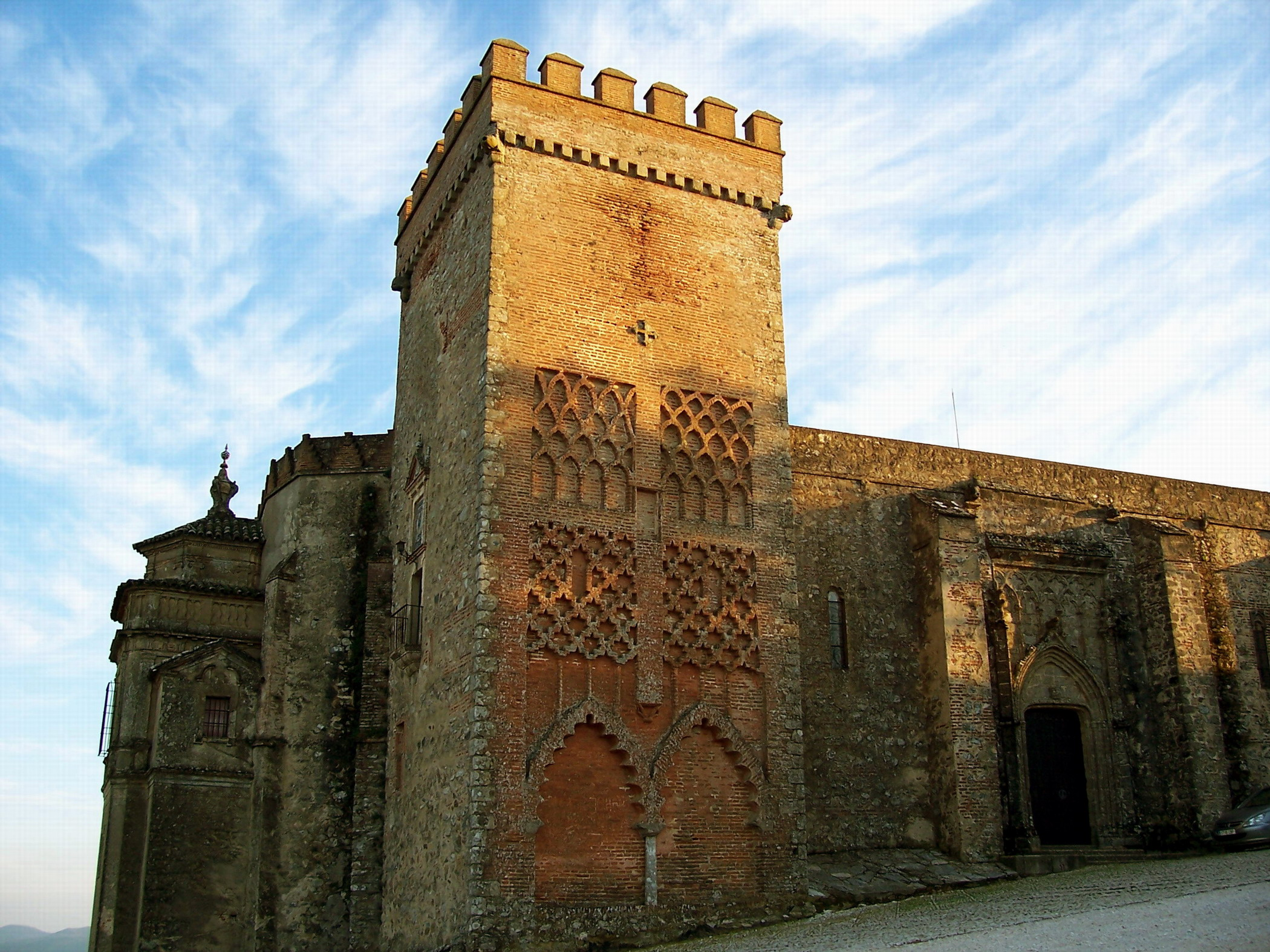
Iglesia del Castillo, Aracena

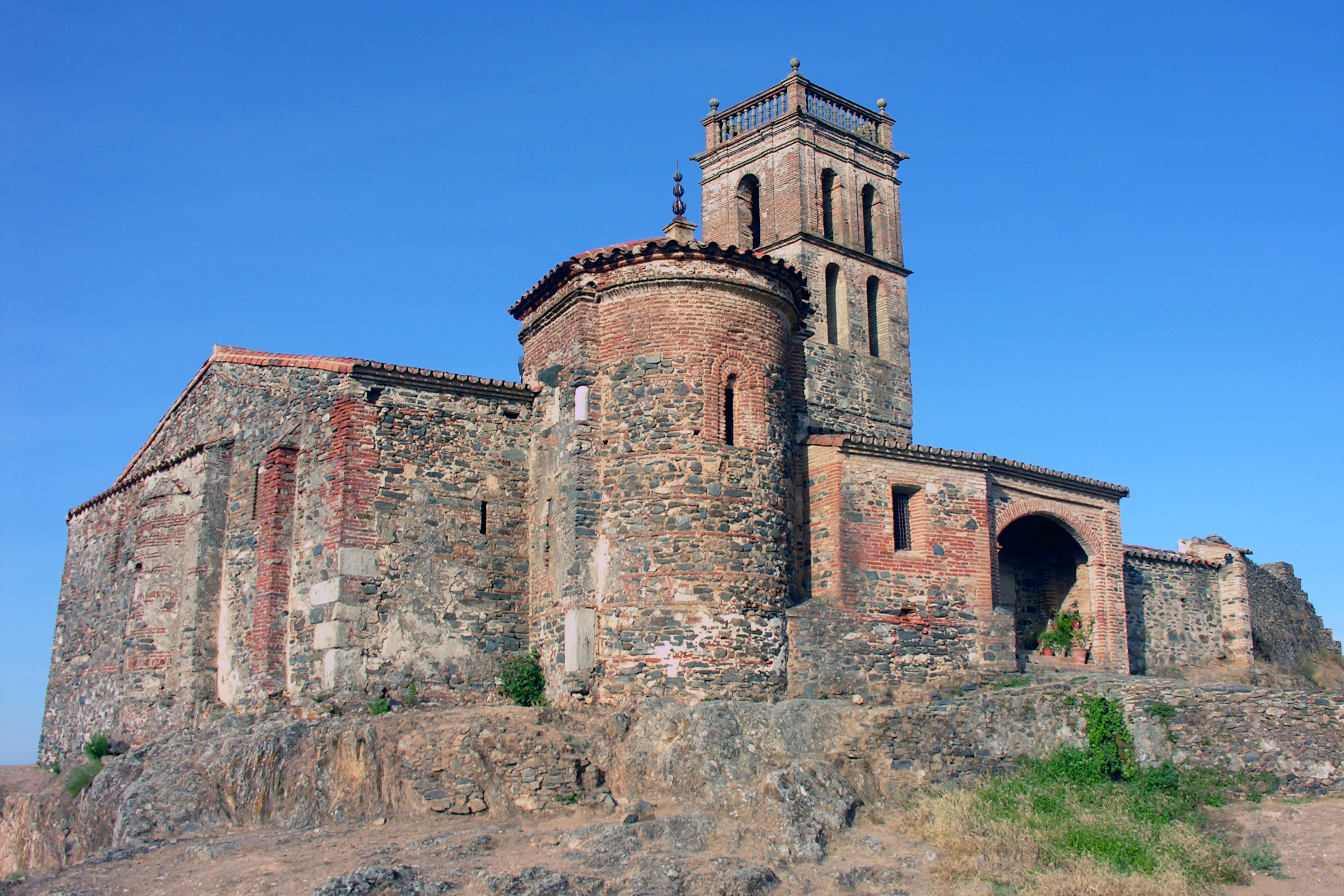
Mezquita de Almonaster

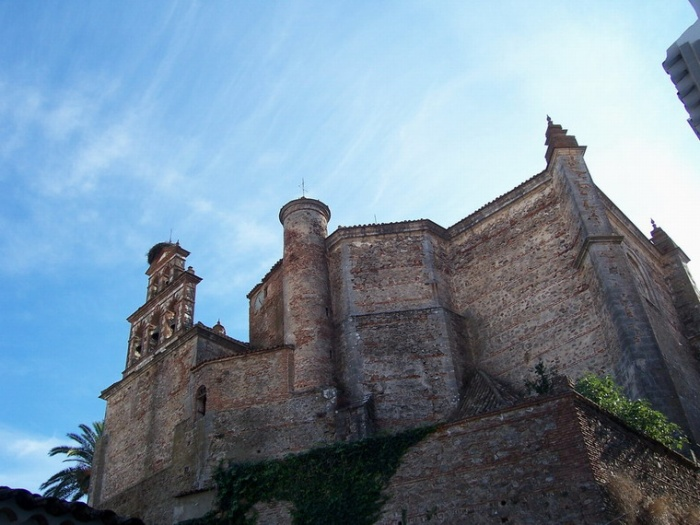
Parroquia de Nuestra Señora de la Asunción, Aracena

De la localidad serrana de Almonaster la Real, es esencial la iglesia visigótica-mezquita levantada en las primeras décadas del siglo X y cuyo mihráb es uno de los más antiguos de España.

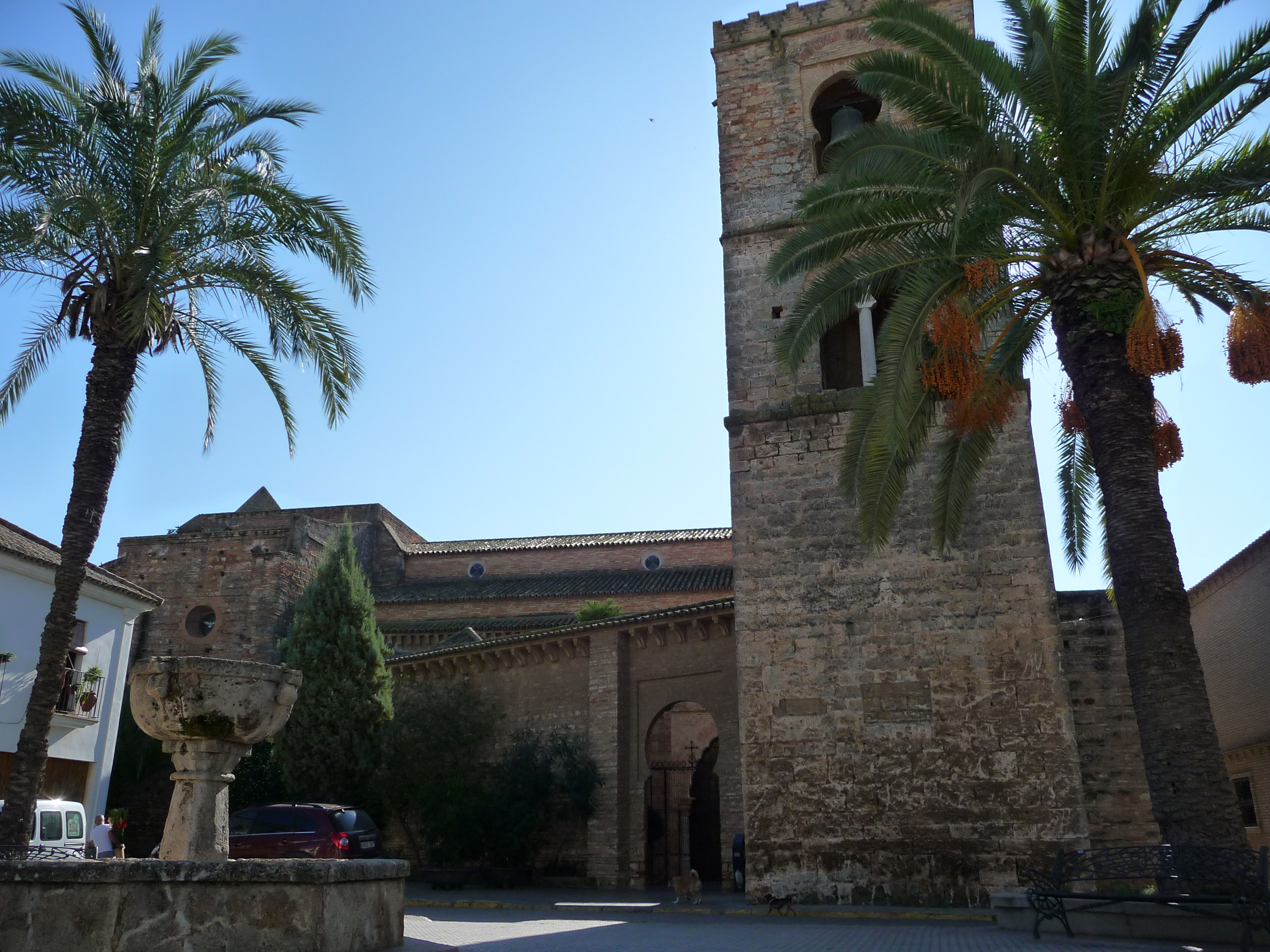
Iglesia de Nuestra Señora la Granada, Niebla

En la capital de la sierra, Aracena, destaca la iglesia prioral (en el castillo) de Nuestra Señora de los Dolores. Fue levantada en el siglo XV y declarada Bien de Interés Cultural en 1995.
La parroquia de Ntra. Sra. de la Asunción es sin duda uno de los mayores templos de la diócesis onubense y se enclava en las inmediaciones de la plaza Alta de Aracena, de estilo renacentista del siglo XVI.
La localidad fronteriza de Ayamonte acoge a la iglesia de Nuestro Señor y Salvador, de los siglos XV-XVIII, estilo mudéjar y levantada en el barrio más antiguo de la ciudad. En su interior se encuentran importantes obras de origen flamenco.
De Huelva capital destaca el entorno y Santuario de Nuestra Señora de La Cinta, sobre el Cabezo del Conquero; este templo fue visitado por Cristóbal Colón para agradecer los favores concedidos durante su travesía y en su interior acoge a la Patrona de la ciudad de la que toma nombre. También son importantes la iglesia de San Pedro, levantada sobre los restos de una mezquita y al pie de un castillo ya desaparecido, que, por su importante patrimonio, aparece declarada como Bien de Interés Cultural. O el antiguo convento y ahora iglesia catedral de la Merced, también declarado monumento de Bien de Interés Cultural, que se encuentra junto a una de las sedes de la universidad.

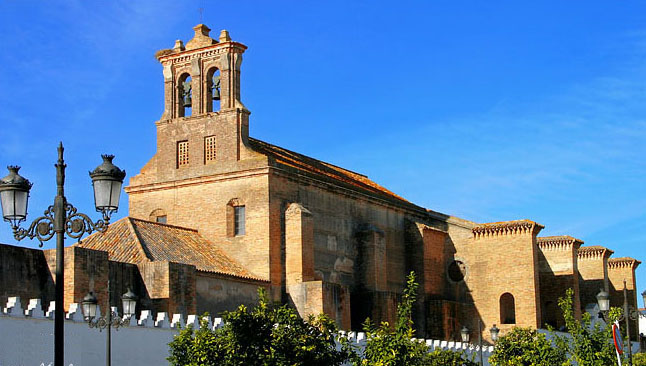
Monasterio de Santa Clara, Moguer

La tradición religiosa en Moguer queda patente en el Monasterio de Santa Clara. Este Monumento Nacional fue visitado por Cristóbal Colón para cumplir el denominado voto colombino. Destacan a su vez la iglesia parroquial de Nuestra Señora de la Granada (del siglo XVIII), cuya torre recuerda a La Giralda de Sevilla, el Convento de San Francisco (siglos XV-XVIII) y el Hospital del Corpus Christi (siglo XIV).
En La Redondela, se encuentra la iglesia parroquial de Nuestra Señora De los Doce Apóstoles, datada en el siglo XV, con su última ampliación de 1795 y recientemente restaurada.
La ciudad amurallada de Niebla acoge la iglesia-mezquita de Nuestra Señora la Granada, joya de la arquitectura cristiana del siglo X, a la que acudían los fieles durante los años de dominación musulmana hasta que los almohades la transformaron en mezquita. Fue declarada monumento histórico artístico en 1931.
La Palma del Condado: la iglesia de San Juan Bautista, del siglo XVIII.

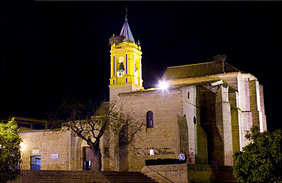
Iglesia de San Jorge Mártir, en Palos de la Frontera

De Palos de la Frontera, localidad clave en la historia provincial, sobresale sobremanera el Monasterio de La Rábida, de los siglos XIV-XV. Fue visitado por Cristóbal Colón en varias ocasiones, durante las cuales recibió apoyo y gestó el primero de sus viajes. Fue declarado Monumento Nacional en 1856 y declarado Primer Monumento Histórico de los Pueblos Hispánicos. También es importante la iglesia de San Jorge Mártir, del siglo XV, donde se dio lectura a la Real Provisión de los Reyes Católicos que ordenaba a Diego Rodríguez Prieto, y otros vecinos de la villa de Palos, que tuvieran preparadas dos carabelas para partir con Cristóbal Colón. Declarada Monumento Nacional en 1931. Ambos templos son de estilo gótico-mudéjar.
En la pequeña aldea de El Rocío, de Almonte, es esencial la ermita de El Rocío, importante no solo por su valor artístico, sino por representar uno de los acontecimientos marianos más importantes del mundo. Este templo, levantado en 1963, sustituyó a otros anteriores que se habían quedado pequeños ante la afluencia de peregrinos.

#### Monumentos civiles

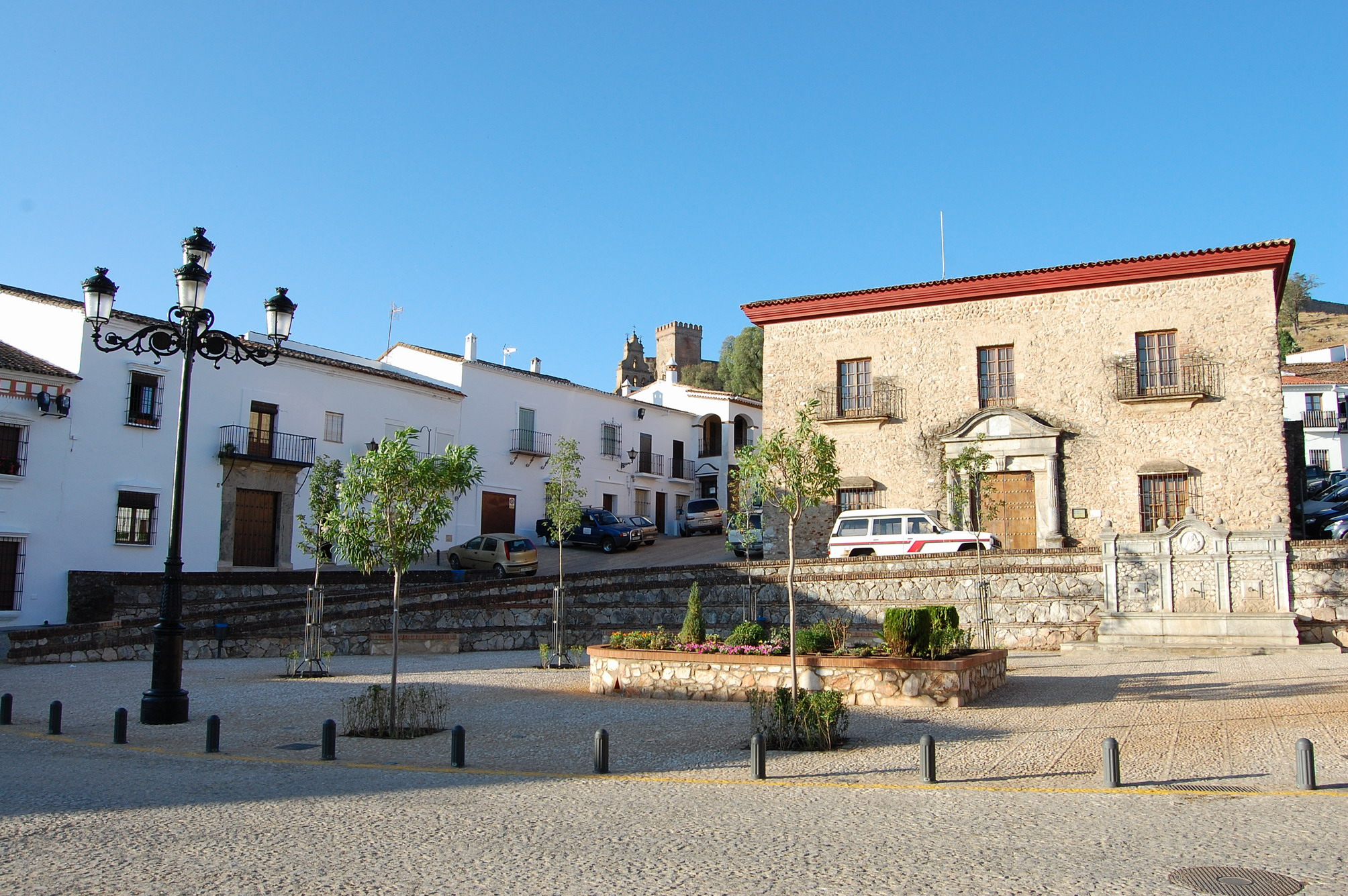
Cabildo viejo Aracena

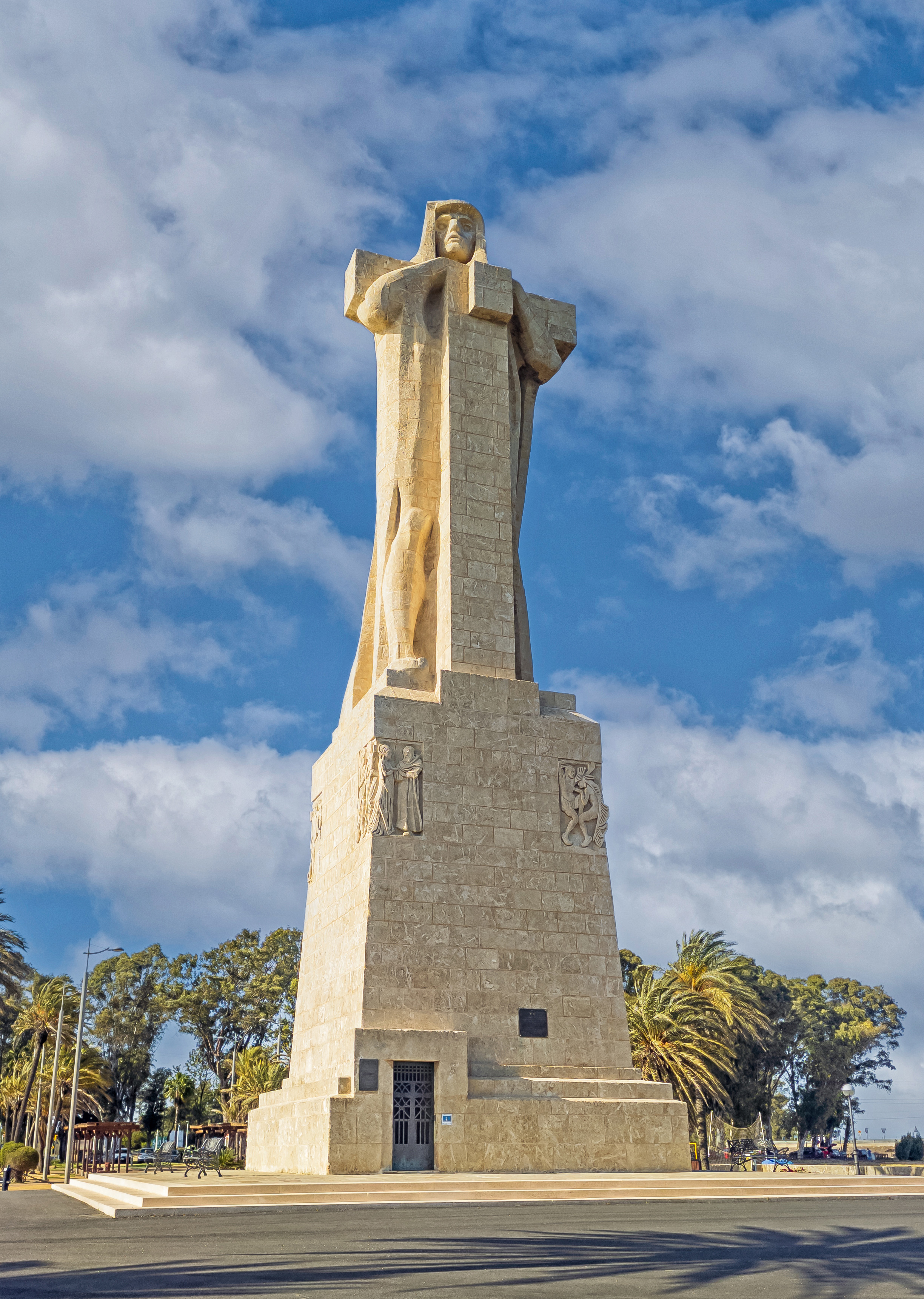
Monumento a Colón

En la localidad de Almonte se encuentra la Torre vigía de la Higuera. Truncada sobre la playa en Matalascañas desde 1755 a consecuencia del terremoto de Lisboa es una de las típicas estampas de la costa onubense. Este tipo de construcciones —común en las costas onubenses— era esencial para la defensa y vigilancia contra las frecuentes incursiones piratas.

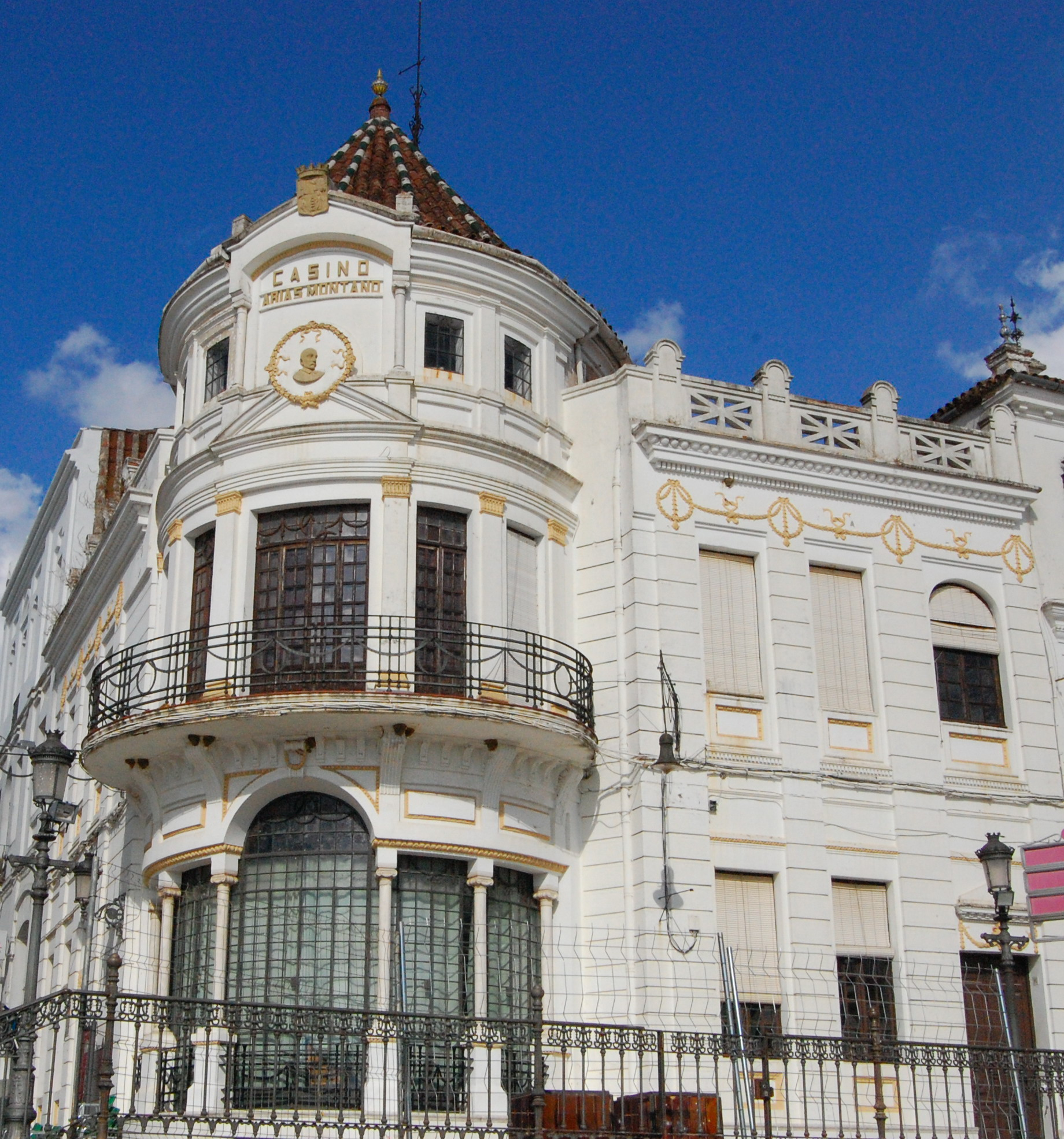
Casino de Arias Montano Aracena

En Aracena, si bien se trata de un monumento natural, destaca la Gruta de las Maravillas por su acondicionamiento de luces y sonidos y encontrarse su acceso casco urbano. Formada bajo las rocas calizas del cerro del Castillo, esta gruta es uno de los lugares más visitados de Huelva. Fue declarado monumento natural.
Otro monumento de Aracena es el Cabildo Viejo, ermita de Santo Domingo, El casino de Arias Montano, el castillo, el Ayuntamiento, antiguo convento de Jesús María convertido en hotel.
La localidad de Cortegana aparece dominada por su castillo, de 1293. Esta fortaleza es una de las mejores conservadas de la provincia.
Igual ocurre en Cumbres Mayores, donde el castillo-fortaleza de Sancho el Bravo es Monumento Histórico Nacional desde 1895. Se trata de un claro ejemplo de arquitectura defensiva contra los portugueses. Aunque comenzó a edificarse en 1293, no se terminó hasta principios del siglo XIV.

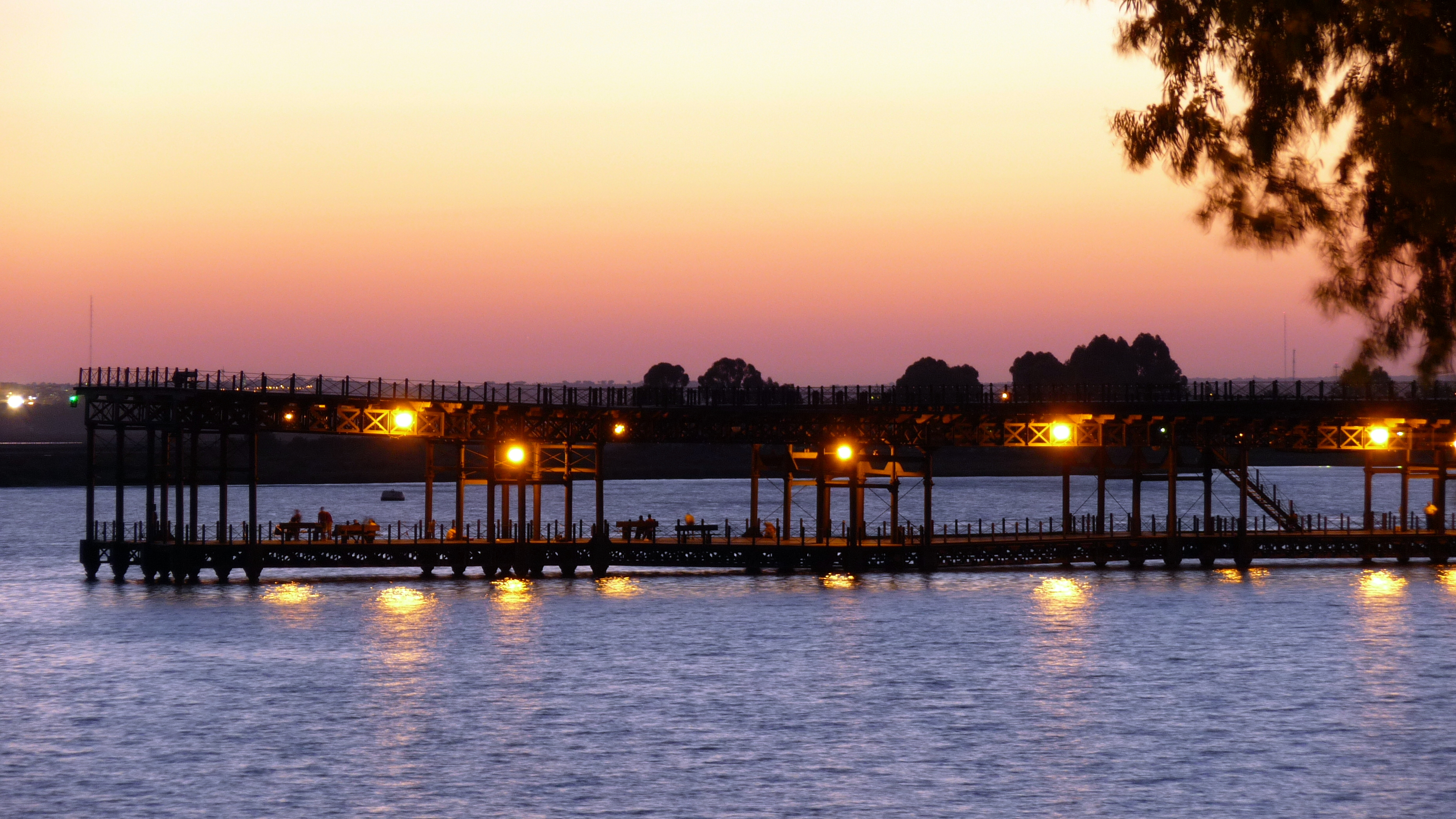
Muelle de mineral de la compañía Riotinto, en Huelva

En la ciudad de Huelva destaca el Monumento a Colón, escultura cubista de grandes dimensiones levantada en 1929 en honor a la gesta de los descubridores de América, y dos reconocidos ejemplos de la etapa anglosajona en la ciudad: el barrio Reina Victoria, de estilo inglés de principios del siglo XX, levantado para acoger a los empleados de las minas en la ciudad, y el Muelle de mineral de la compañía Riotinto, de finales del siglo XIX, construido para facilitar la descarga del mineral a los barcos del Puerto de Huelva y reconocido Bien de Interés Cultural.

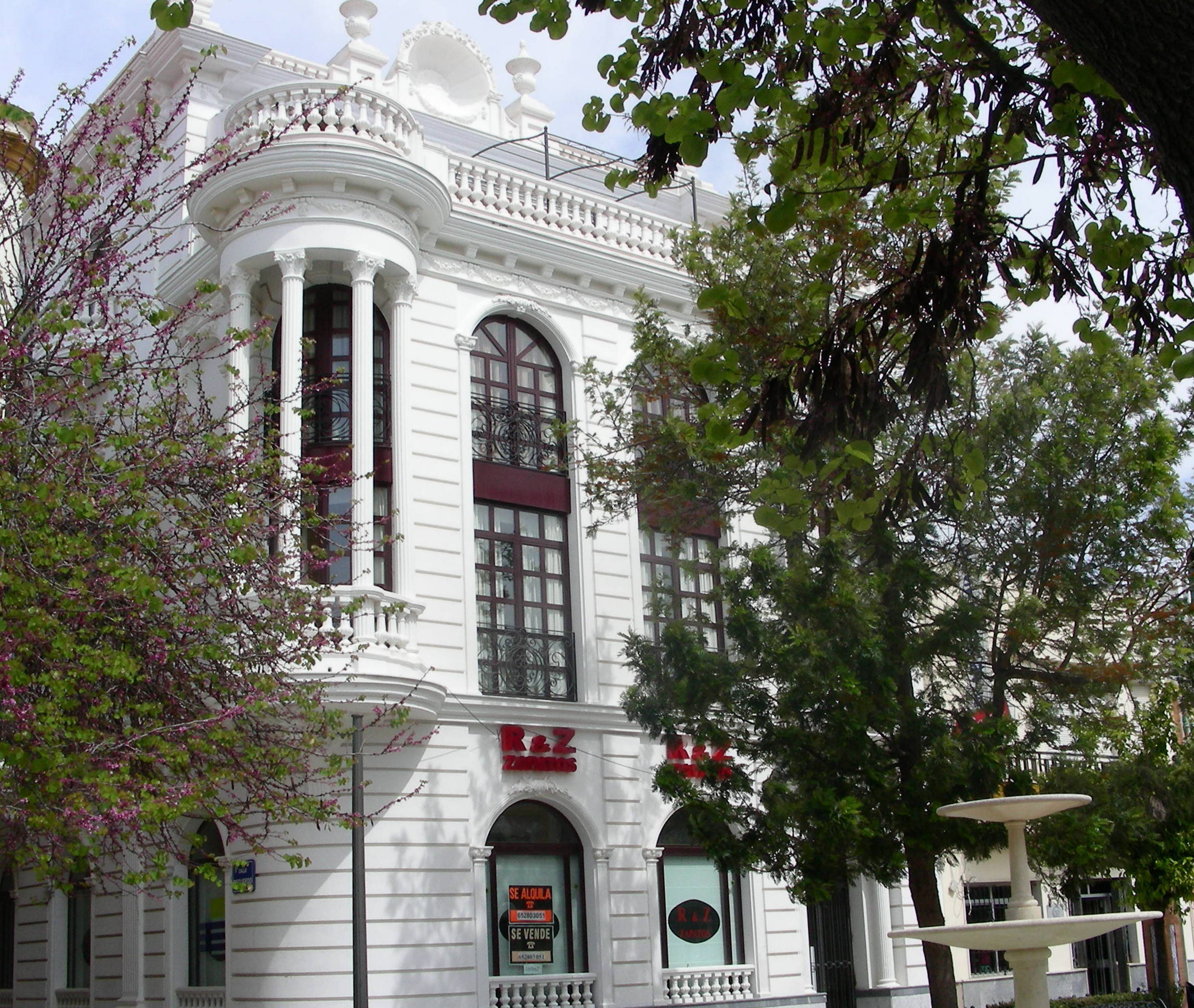
El edificio modernista más popular de Isla Cristina, la casa de Gildita

En el municipio de Isla Cristina es de destacar el palomar de la Huerta Noble, del siglo XVIII. Es el mayor palomar del suroeste de Europa. Alberga espacio para unos treinta y seis mil nidos de palomas y tiene sus orígenes como complejo agrario-industrial, con una arquitectura rural compleja, donde se racionalizan perfectamente los espacios.
El ayuntamiento de La Redondela posee una Sala Mudéjar, del siglo XV, bien conservada y de gran valor cultural.

De Minas de Riotinto es destacable la Corta Atalaya, la mina a cielo abierto más grande de Europa, ejemplo del pasado minero de la provincia, y el barrio de Bellavista, que acogió al personal inglés de las minas durante años. En Moguer es importante el Castillo almohade y el bello Ayuntamiento, de estilo barroco y construido en el siglo XVIII.

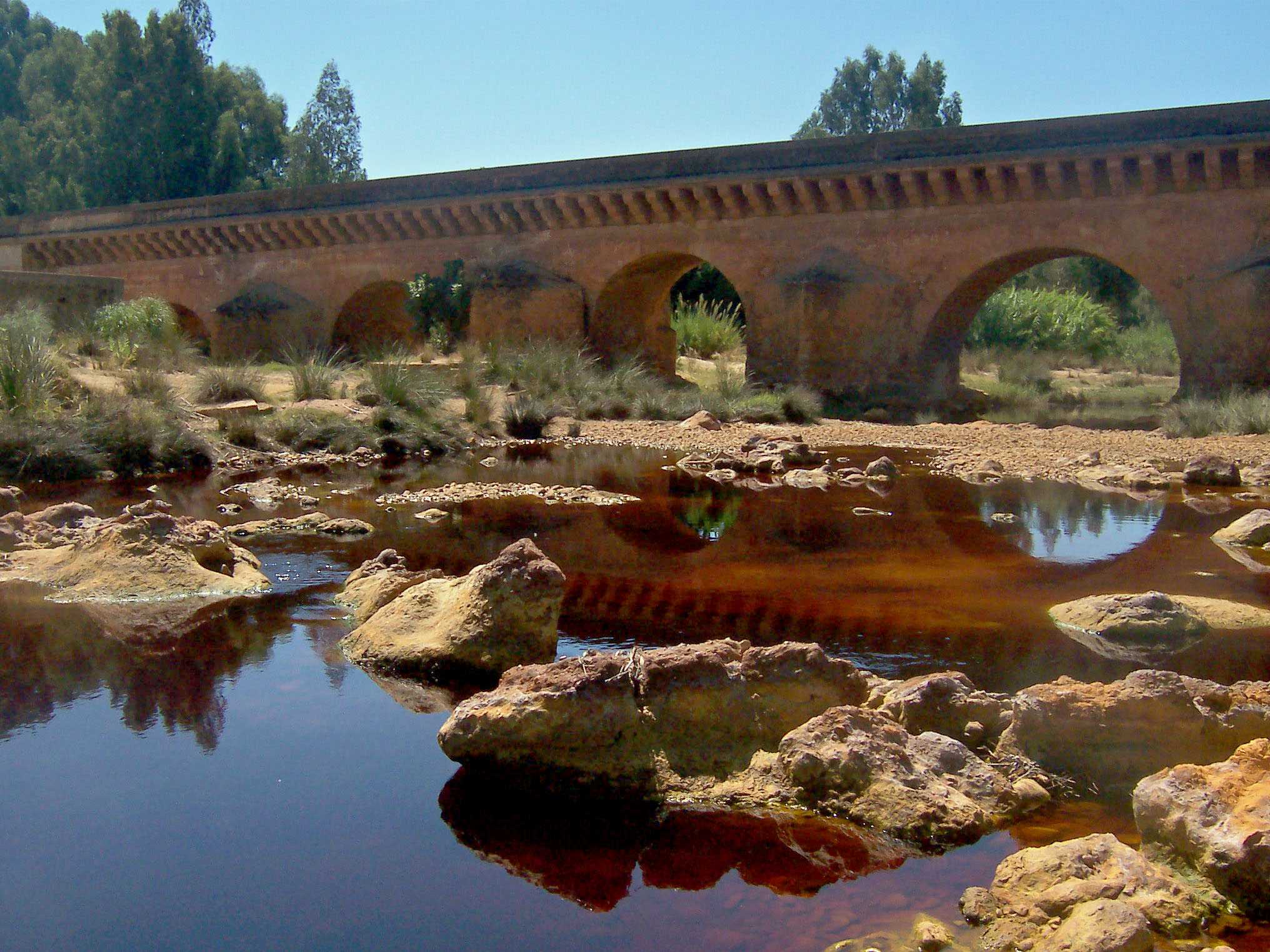
Puente romano de Niebla sobre las aguas del Río Tinto

La importancia de Niebla en el pasado queda patente con construcciones como el Castillo de los Guzmán, su puente romano, por el que todavía transitan coches, y las Murallas almohades, que, con sus dos kilómetros de extensión y casi una cincuentena de torres, es un vivo ejemplo de la dominación e importancia de esta ciudad musulmana en la época de Al-Ándalus.
En Palos de la Frontera es esencial la Fontanilla, del siglo XIII, por ser lugar de aprovisionamiento de agua de la expedición colombina.

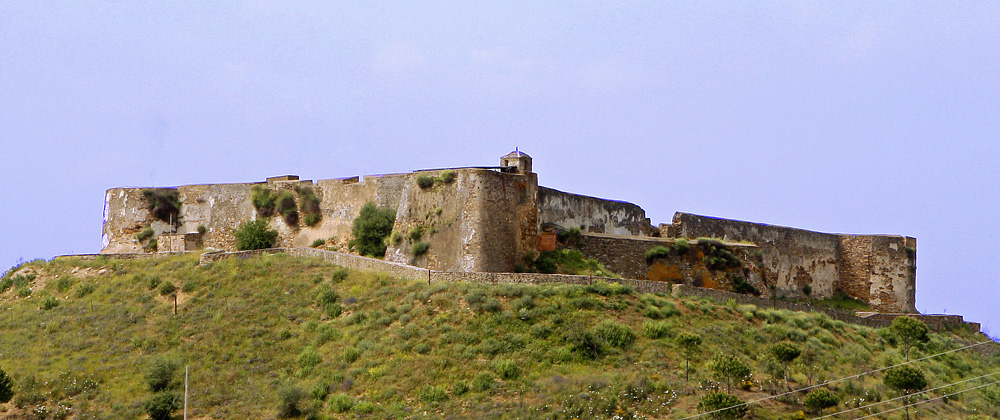
Castillo de San Marcos, Sanlúcar de Guadiana

En Sanlúcar de Guadiana sobresale el castillo de San Marcos, del siglo XVIII, construido tras la Guerra de Independencia de Portugal para prevenir los ataques portugueses. Pese a todo, cayó en manos lusas en 1666 quedando despoblada por los expolios, volviendo finalmente a ser español al año siguiente y retornando la población, sin embargo hasta el siglo XIX se sucederán los episodios bélicos. Desde lo alto del cerro sobre el que se levanta domina la población cercana de Alcoutín y todo el río Guadiana.
De Trigueros es de gran interés el dolmen de Soto. Descubierto en 1922 por Armando de Soto y declarado Monumento Nacional en el año 1931, es uno de los más impactantes ejemplos del neolítico en el sur de España. Dentro del megalitismo en la provincia, destaca a su vez el conjunto de la aldea de El Pozuelo, en Zalamea la Real.
De la localidad serrana de Zufre destaca su Ayuntamiento, del año 1570.

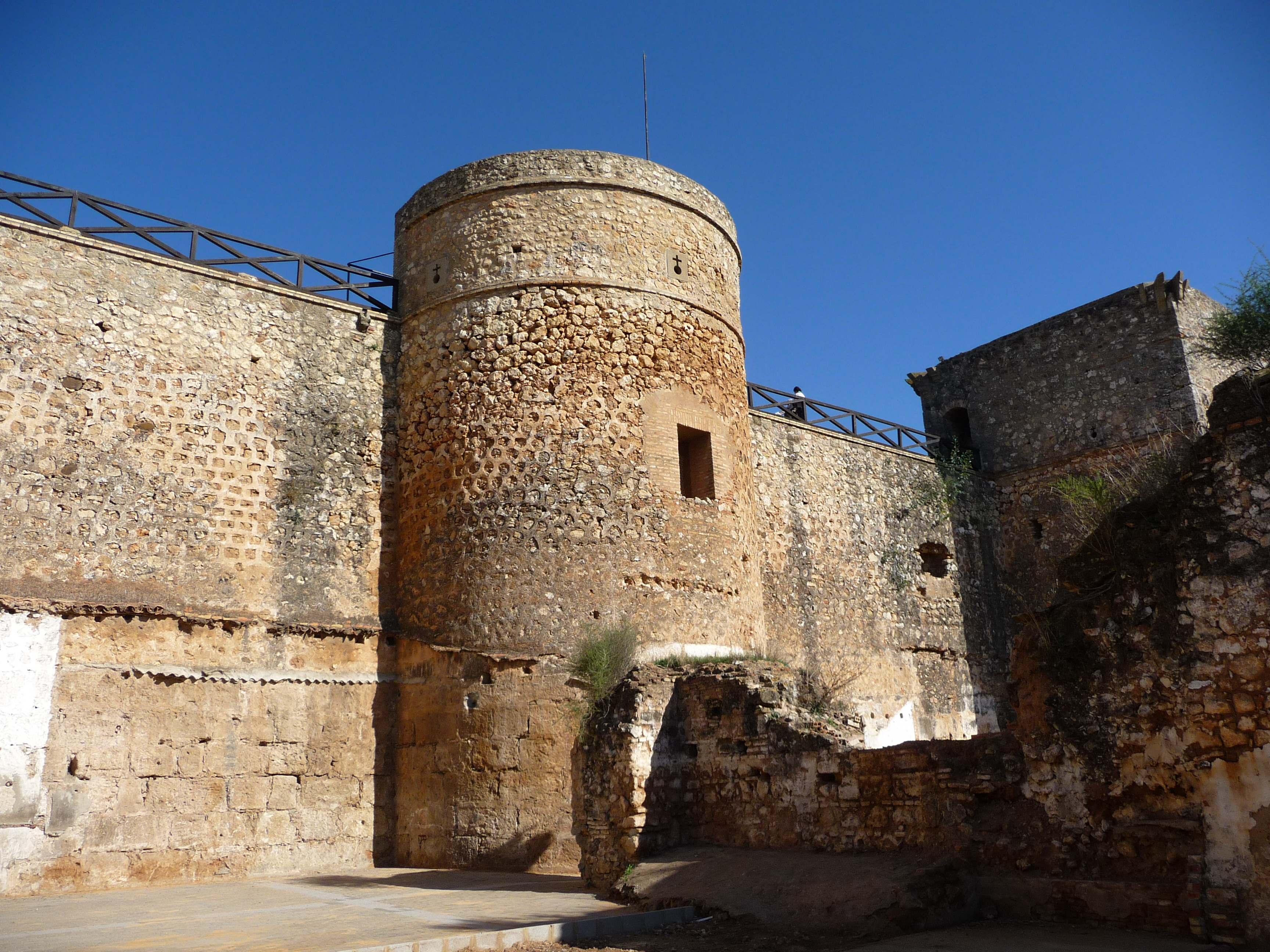
Murallas de Niebla, desde el interior

Otros monumentos o restos importantes son también los restos del acueducto romano subterráneo en Huelva y la ciudad de Turobriga, situada al norte de Aroche, que, con 12 hectáreas de extensión, es el único yacimiento romano que se puede visitar en la provincia.
Más recientes son las representaciones modernistas en edificios de la provincia, destacando Huelva e Isla Cristina con su antiguo Círculo Mercantil e Industrial, popularmente conocido como Casa de Gildita

#### Patrimonio cultural
Al margen de las aportaciones de diferentes onubenses a las artes, la cultura y el folclore de la provincia, ha sido y es lo suficientemente rico como para permitir el desarrollo de manifestaciones autóctonas, sobre todo en materia musical, destacando el Andévalo por su riqueza folclórica.
Probablemente la aportación más conocida sea el fandango, superviviente de los Bailes de candil, en su versión tradicional como el fandango de Alosno o aflamencada.
En cuanto a danzas tradicionales, destacan, entre otras, las danzas de los Cascabeleros de Alosno en honor a San Juan Bautista, las Danzas del Pandero y del Fandango en Encinasola, así como otras danzas rituales a lo largo de las comarcas del Andévalo y de la Sierra: Hinojales, Cumbres Mayores, Puebla de Guzmán, San Bartolomé de la Torre, El Cerro de Andévalo, Villablanca, Villanueva de las Cruces, etc.
La gaita y el tamboril, también denominados flauta y tambor en la provincia, pueden considerarse instrumentos musicales autóctonos en cierto sentido, así como la caña rociera. La flauta o gaita acompañada siempre del tamboril, llegaron con la repoblación leonesa para luego transformarse en la gaita de Huelva, con unas características sonoras y morfológicas que la distinguen de otras flautas de tres agujeros del occidente peninsular.
Asimismo, en materia etnográfica y artesana destacan el sombrero calañés y los botos camperos de Valverde. Finalmente, también pueden considerarse como autóctonos algunos elementos de la arquitectura popular, sobre todo de la ciudad de Huelva y la costa.

#### Museos

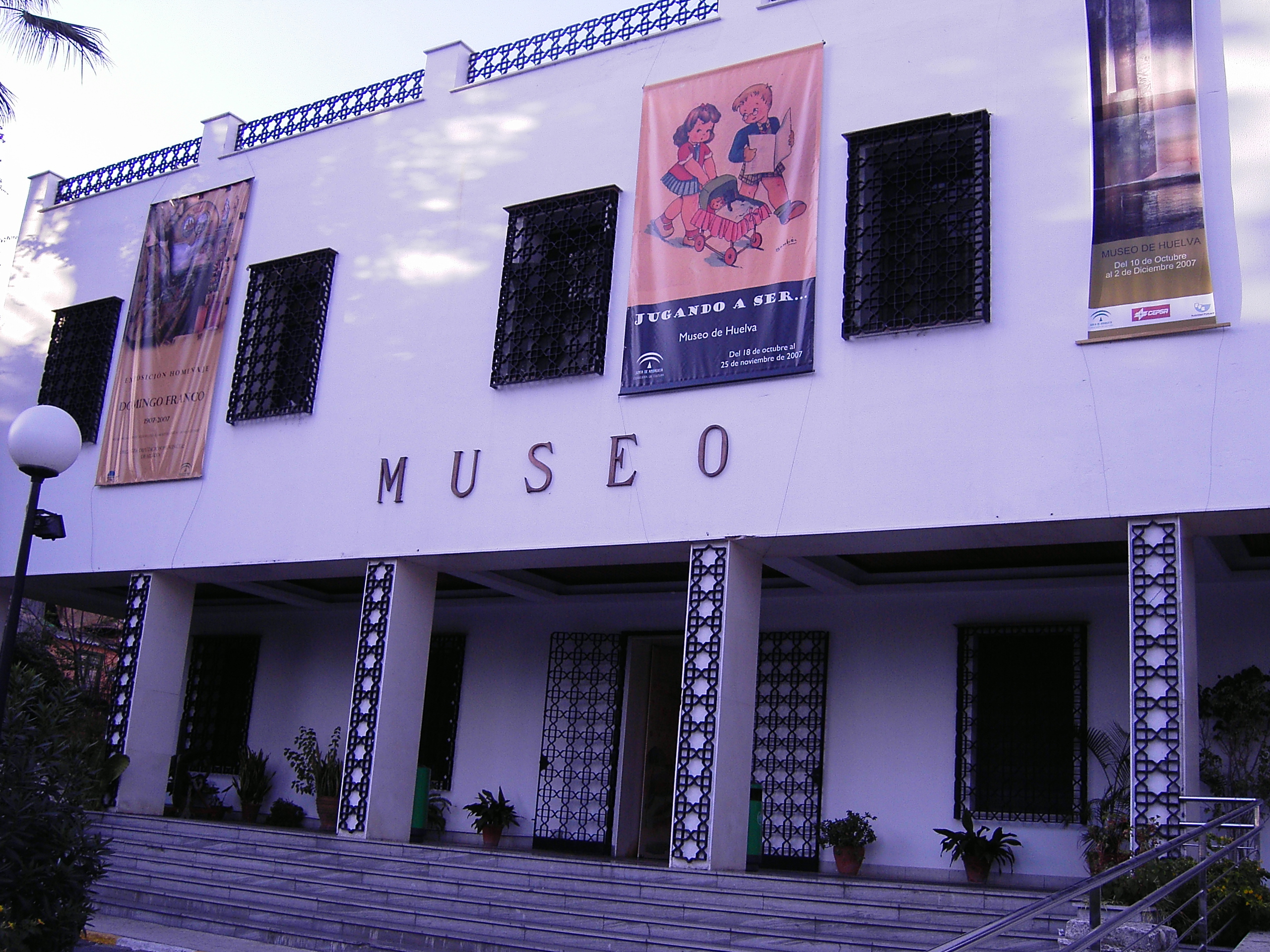
Museo provincial de Huelva

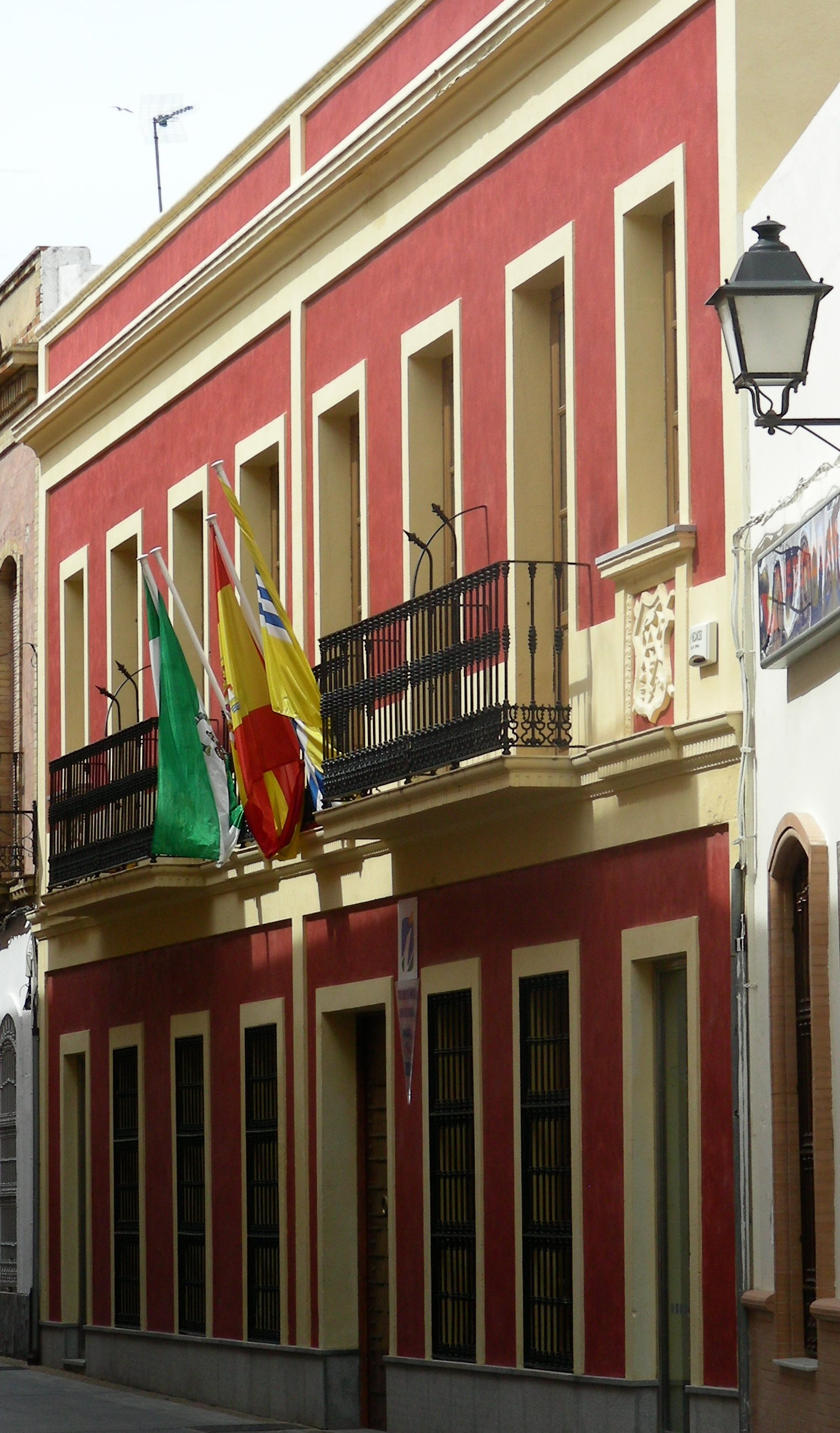
Museo del Carnaval, Isla Cristina

En lo que respecta a la arqueología, los distintos museos de la provincia intentan ofrecer una visión del paso humano por la zona. En la localidad de Aroche se encuentra el Museo Arqueológico, anexo al centro de visitantes y ubicado en el antiguo Convento de Los Jerónimos, con una muestra de piezas procedentes de un centenar de yacimientos cercanos, sobre todo de la cercana ciudad romana de Turobriga. Pero es el Museo provincial de Huelva el que ofrece una detallada sección de arqueología en la que muestra centenares de piezas procedentes de la ciudad y la provincia. En la capital también destacan el centro de interpretación Huelva Puerta del Atlántico, en el que se muestra al visitante el patrimonio británico en la ciudad junto al parque del Ferrocarril, concebido como parque-museo, que trata de poner en contexto el muelle, las minas y la provincia en la historia onubense, a lo que se le suma el Centro de Recepción de Visitantes del Puerto de Huelva de las Cocheras del puerto, como centro de interpretación de lo que ha sido y es el Puerto para la ciudad.
En la Isla de Saltés se puede ver el yacimiento arqueológico de Salthish, del siglo XI. A ello se le suma, en Valverde del Camino, un pequeño museo mineralógico, con objetos de procedencia romana relacionados con la minera y de los yacimientos de Campillos y la Melera.
Los museos y espacios dedicados a aspectos naturales y sociales de la provincia más importantes son diversos. El Museo del Mundo Marino, en el parque dunar de Matalascañas (Almonte), pone en valor la importancia del mar como medio de vida para los seres humanos y como ecosistema. Dispone de una gran colección de esqueletos de cetáceos y otros animales. En Minas de Riotinto se localiza el Museo minero de Riotinto, cuyo fin es la conservación y restauración del Patrimonio Histórico-Minero de la Comarca Minera de Riotinto, además de la búsqueda de alternativas de empleo para el sector de la minería y la explotación turística de toda la comarca minera. Por último, en la capital se localiza el centro de interpretación de Marismas del Odiel que, situado en la Isla de Bacuta, ofrece información sobre esta reserva natural y vistas de la ría y de la ciudad de Huelva.
Respecto a la cultura, destaca en Isla Cristina el museo del Carnaval; situado en la calle de San Francisco, en un antiguo patio de vecinos o «corrala» restaurado, construido en 1890. Se puede hacer un repaso cronológico a los disfraces, crónicas y carteles de los carnavales isleños, incluso durante la dictadura.
Sobre personalidades importantes de la provincia, destacan dos casas museos: la Casa Museo Zenobia y Juan Ramón Jiménez (Moguer), del (siglo XVIII), un edificio declarado Bien de Interés Cultural, y la Casa Museo de Martín Alonso Pinzón, del siglo XV, en Palos de la Frontera, donde residieron los Pinzón, (codescubridores de América), y sus descendientes hasta el siglo XX, cuando fue adquirida por el Ayuntamiento de Palos de la Frontera que la convirtió en casa-museo. Por último, se le puede sumar en Nerva el Centro de Arte Moderno y Contemporáneo Daniel Vázquez Díaz, dedicado por completo a la vida y obra del pintor Daniel Vázquez Díaz y que se complementa con el museo de Huelva, que ofrece otra sección de bellas artes con obras de pintores onubenses.

### Tradiciones y festejos

#### Gastronomía
La provincia de Huelva está repleta de una gran diversidad gastronómica, a la vez que rica y propia, una fusión de productos desde la sierra a la costa, desde el jamón por excelencia a las gambas o las fresas. Los reyes de la gastronomía onubense son el jamón ibérico, con su propia Denominación de Origen Protegida Jabugo, y los mariscos y pescados (con especial mención al choco, la gamba blanca y la coquina). El primero se come tal cual precisando tan solo un buen corte. Los mariscos precisan una buena cocción, y los pescados se comen habitualmente fritos, a la plancha, asados o en guiso. La mojama de atún, producida principalmente en Isla Cristina (principal productor andaluz), también es muy apreciada aunque poco conocida.

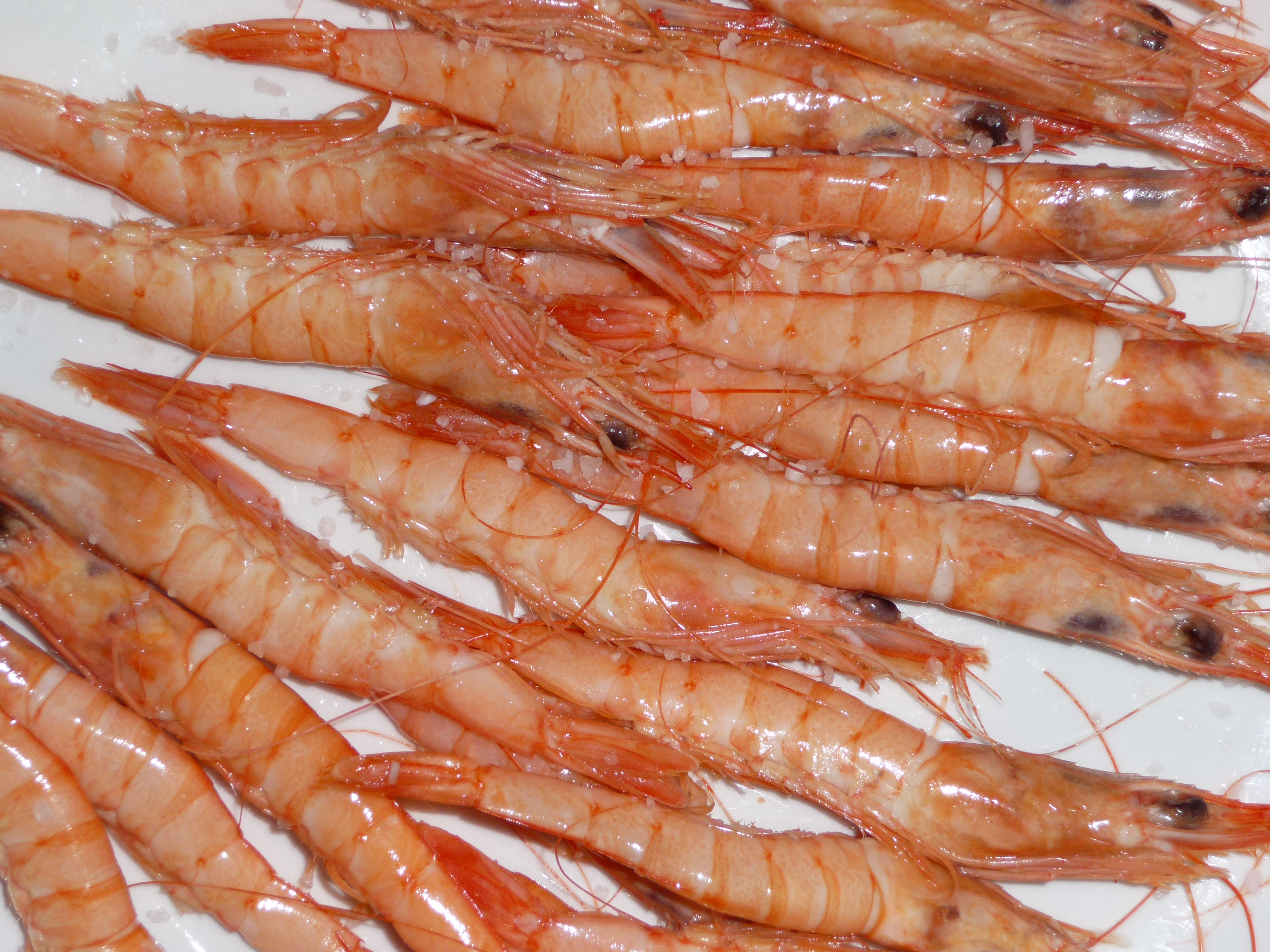
Gamba blanca

Gran conocido es el choco de Huelva, que ha dado lugar a un apodo hacia los onubenses, choqueros. Choco es el nombre con el que se conoce a la sepia, y con él se elaboran multitud de platos, como las habas con choco, o simplemente el choco frito. La gamba blanca de Huelva es un producto de gran consumo. Otro producto alimenticio de la provincia, vendido por todo el mundo, es el Fresón de Huelva.
La gastronomía de la sierra y el Andévalo está llena de recetas a base de setas como el gurumelo (Amanita ponderosa), que es una seta de excelente calidad, o el níscalo (Lactarius deliciosus), que crecen espontáneamente.

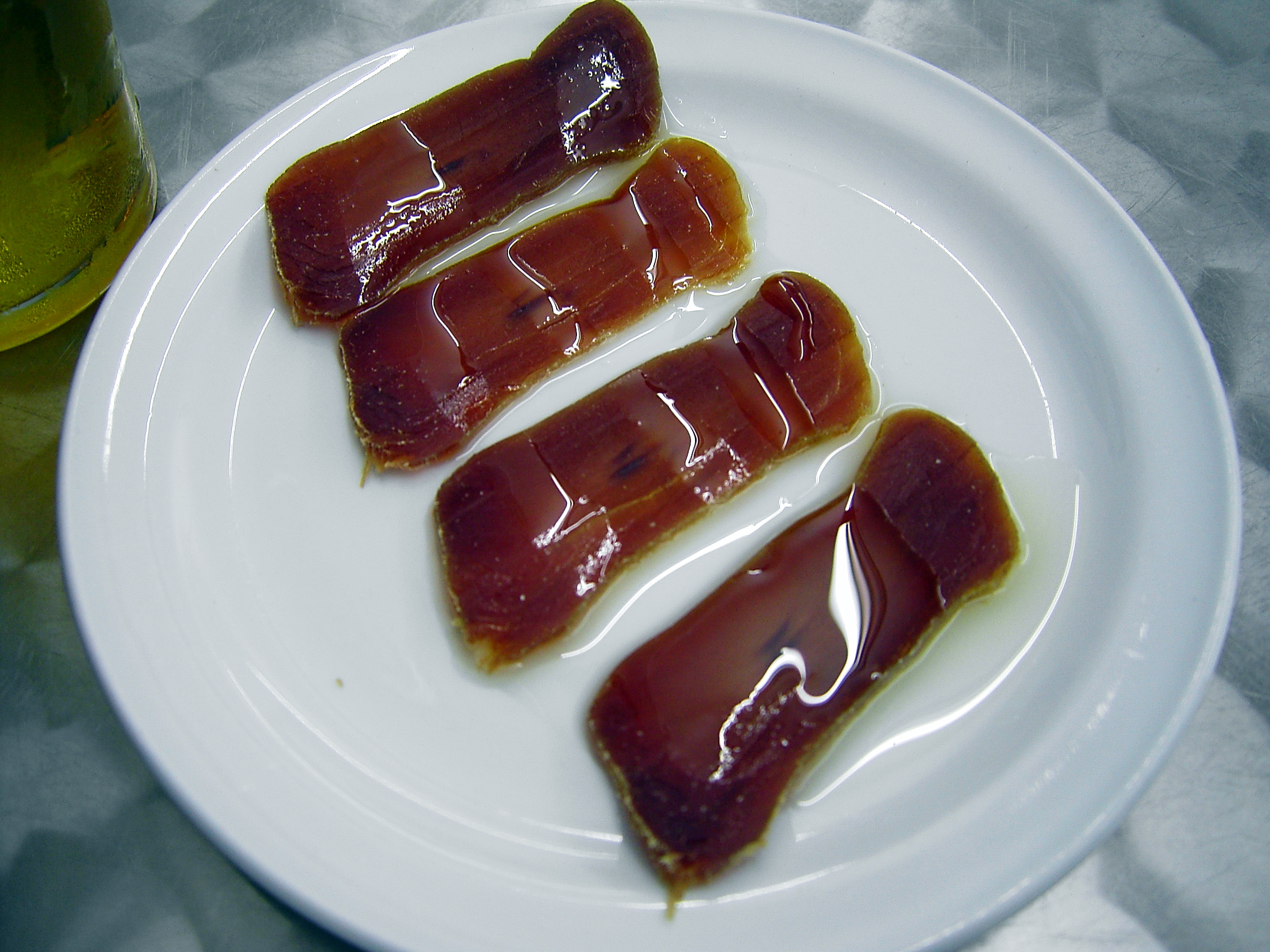
Mojama de atún de Isla Cristina, junto con Barbate (Cádiz)

En la provincia se encuentra una de las cuatro grandes denominaciones de origen del vino de Andalucía y una de las dos con vinagres aristocráticos: la Denominación de Origen Condado de Huelva y Vinagres del Condado de Huelva. Estas DD.OO., con sede en Bollullos Par del Condado, amparan en la actualidad a 18 términos municipales: Bollullos Par del Condado, Trigueros, Almonte, Beas, Bonares, Chucena, Gibraleón, Hinojos, La Palma del Condado, Lucena del Puerto, Manzanilla, Moguer, Niebla, Palos de la Frontera, Rociana del Condado, San Juan del Puerto, Trigueros, Villalba del Alcor y Villarrasa. Según el Consejo Regulador, todos estos pueblos son aptos para la producción de uva de las variedades autorizadas. Sin embargo, la zona de crianza y envejecimiento de los vinos amparados por estas DD.OO. comprende tan solo los términos de Bollullos Par del Condado, Almonte, Chucena, La Palma del Condado, Manzanilla, Moguer, Rociana del Condado, San Juan del Puerto y Villalba del Alcor. Aunque la producción principal es de vino blanco procedente de uva zalema, comienza a ampliarse con la producción de vinos tintos, premiados incluso internacionalmente, espumosos y especialmente brandy de alta calidad.

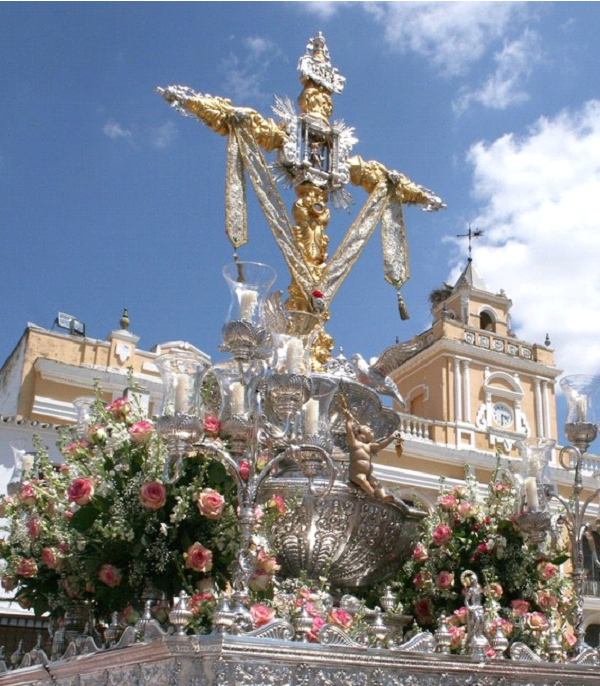
La Santa Cruz de la Calle La Fuente, Rociana del Condado, Huelva

#### Religiosas

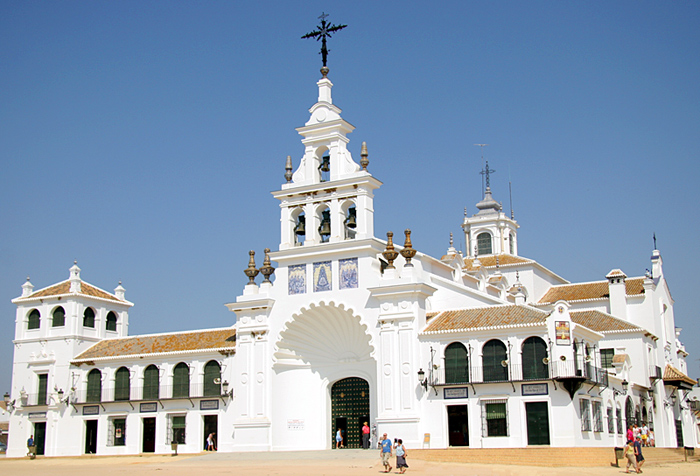
Ermita de El Rocío, centro de una de las mayores celebraciones marianas del mundo

Las romerías católicas, en honor a santos y vírgenes, se celebran con la llegada de la primavera. Son importantes las de la Virgen de Montemayor (Moguer), Virgen de la Bella (Lepe) o la Virgen de la Peña. Pero entre todas ellas destaca sobremanera la romería de El Rocío, en la pequeña aldea de El Rocío (Almonte) que acoge a unos dos millones de personas cada año.[cita requerida] Por su importancia histórica destacan también las imágenes de la Virgen de los Milagros, patrona de Palos de la Frontera, ante la cual oró Cristóbal Colón y los marinos del primer viaje descubridor, y la Virgen de la Cinta, patrona de Huelva, que recibió la visita del almirante a la vuelta del primer viaje para cumplir un voto realizado durante el regreso.[cita requerida]
La Semana Santa, de rasgos típicamente andaluces, tiene gran arraigo y tradición en Huelva, Moguer, Ayamonte y Aracena, entre otras. En el caso onubense está declarada como de Interés Turístico Nacional. También las Cruces de Mayo, de gran tradición en pueblos de la comarca del Condado como Bonares y Rociana del Condado, o de la sierra como Almonaster la Real.
También cabe destacar las fiestas de San Antonio Abad, en Trigueros, que son una de las fiestas más importantes y singulares de Andalucía.[cita requerida] En estas fiestas elementos religiosos y populares se entrecruzan, ofreciéndonos un bello espectáculo de participación y convivencia con tiradas de pan, embutidos, jamones y otros artículos a la multitud, en ofrenda a San Antonio Abad que procesiona por las calles de Trigueros durante más de 30 horas, siendo esta la procesión más larga de España.
Completan el catálogo los denominados Rehiletes, en la sierra de Aracena y en la zona de la Cuenca Minera (8 de diciembre), coincidiendo con la fiesta de la Inmaculada, cuando los niños queman en hogueras figuras vegetales denominadas «rehiletes», fabricadas con ramas de olivo y hojas secas de castaño, y la impresionante Cabalgata de Reyes Magos de Higuera de la Sierra, en la que los personajes bíblicos aparecen representados por niños sin hacer ningún tipo de movimiento.

#### Civiles
Destacan las fiestas locales como Las Colombinas en Huelva capital, en torno al 3 de agosto, organizadas desde el siglo XIX para conmemorar los actos del descubrimiento de América, la Feria Agrícola e Industrial de Cartaya, que se celebra a principios del mes de octubre, o la Fiesta de la Vendimia en La Palma del Condado, que nace de la fuerte tradición vitivinícola del Condado de Huelva.
Entre los festivales destacan el Festival de Teatro y Danza Castillo de Niebla en el interior del castillo de los Guzmán, las Noches del Foro Iberoamericano de La Rábida o el Festival Internacional de Danzas de Villablanca, los tres con gran acogida de público desde hace años, a la que se le suman dos referencias cinematográficas, el Festival de Cine Iberoamericano de Huelva, que durante más de tres décadas apuesta por el cine español, portugués y del Nuevo Mundo y el de más reciente creación Festival de cine y televisión de Islantilla, dedicado a la televisión. Completan este apartado la Feria medieval de Cortegana, en agosto, que se celebra con gran éxito desde 1996 cuando un grupo de «Amigos del Castillo» decidieron ayudar a poner en valor la fortaleza de la localidad y La Feria Medieval del Descubrimiento de Palos de la Frontera, en el mes de marzo. Para promocionar los productos derivados del cerdo se celebra la Feria Regional del Jamón y el Cerdo Ibérico de Aracena en el mes de octubre. También es interesante la conocida como Saca de las Yeguas que se produce todos los años en Almonte.
Pero probablemente una de las fiestas con más arraigo en la provincia son los carnavales, sobre todo los de Isla Cristina que no se interrumpieron durante el franquismo. También existe tradición carnavalera en Ayamonte y Huelva.

### Deporte

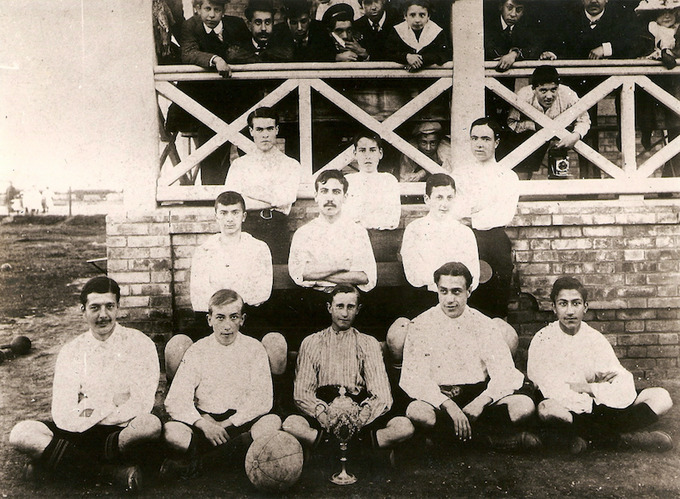
Alineación del Recreativo de Huelva en 1906

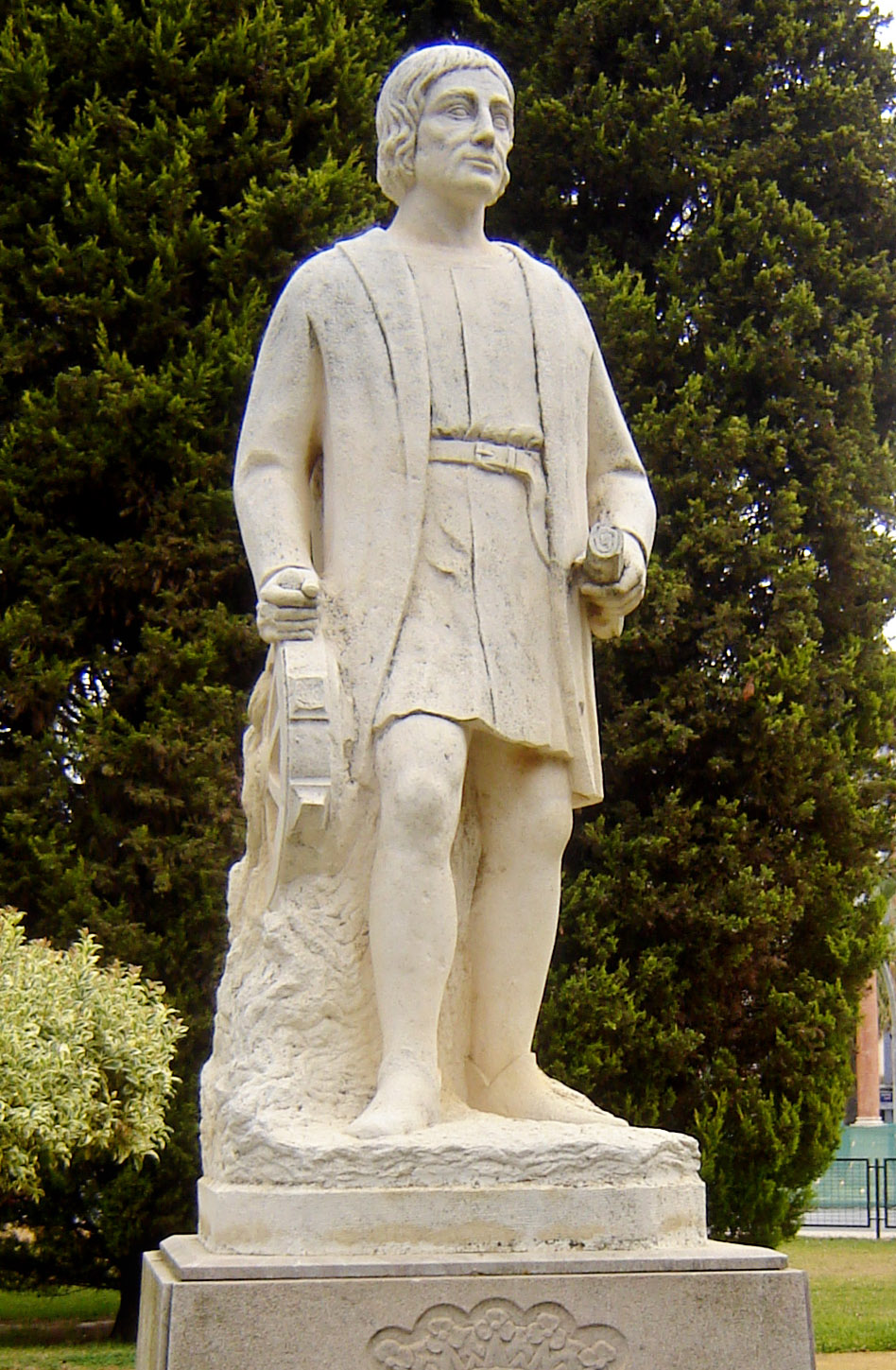
Monumento a Alonso Sánchez de Huelva, predescubridor de América

La llegada de empresarios anglosajones, a finales del siglo XIX, supuso que estos implantaran en la provincia sus prácticas deportivas, por lo que se formaron rápidamente clubes e instituciones deportivas. Fue en la provincia donde primero se practicaron deportes como el cricket o el golf, pero fue el fútbol el que otorgó un doble decanato a la provincia: el ser el primer lugar de la península en el que se practicó (Minas de Riotinto) y tener el club más antiguo (el Recreativo de Huelva). En la actualidad las instituciones deportivas más importantes son:
En fútbol destaca el único equipo de la provincia que ha militado en primera división, el Real Club Recreativo de Huelva y clubes como el Río Tinto F.C. que destaca también por su antigüedad, el Club Deportivo San Roque de Lepe, Ayamonte C.F, A.D. Cartaya o el Sporting Club de Huelva. En cuanto a la práctica de otros deportes, destacan instituciones como el Recreativo Conquero de baloncesto femenino, el Recreativo-IES La Orden de volante (ambos en la máxima categoría), el Club Baloncesto Ciudad de Huelva, el Real Club Recreativo de Tenis de Huelva Y el Club Balonmano Pedro Alonso Niño.
Las mayores instalaciones deportivas se encuentran en la capital, como el estadio Nuevo Colombino, el Palacio de los Deportes y el Estadio iberoamericano de atletismo, aunque también son importantes el Circuito de Velocidad Monteblanco en la Palma del Condado, la ciudad deportiva de Isla Cristina, estadios de fútbol en Cartaya y Ayamonte y diversos campos de golf.